# Dallas
Dallas (pronunciación en inglés: /ˈdæləs/) es una ciudad ubicada en el condado de Dallas y algunas partes de la ciudad se sitúan en los condados de Collin, Denton, Kaufman y Rockwall en el estado estadounidense de Texas. En el Censo de 2010 contaba con una población de 1 197 816 habitantes y una densidad poblacional de 1198.61 hab./km², lo cual la constituyó en la ciudad más poblada del área metropolitana con un total de 6 810 913 habitantes a partir del 1 de julio de 2013. La ciudad es la tercera más grande de Texas, después de Houston y San Antonio; su área metropolitana es la más grande en el estado texano y la más grande del país después de las áreas metropolitanas de Nueva York, Los Ángeles y Chicago.
Dallas es la ciudad más grande en los Estados Unidos sin conexión al mar debido a su ubicación central y a su gran industria en tecnologías de la información. El Aeropuerto Internacional de Dallas-Fort Worth (DFW) es el más grande del estado, el segundo más grande de los Estados Unidos, y el tercero más grande del mundo; en términos de tráfico, es el séptimo del mundo. Dallas también es conocida por ser el lugar del asesinato del presidente John F. Kennedy acontecido el 22 de noviembre de 1963.
Dallas es el principal destino de visitantes de Texas, ello lo confirma el hecho de haber figurado en 2014 entre las tres ciudades en los Estados Unidos más visitadas por viajeros según el informe Resonancy Consultancy que ha analizado el ámbito de los negocios y ocio de las ciudades. Este destacamento se debe gracias a la inversión en nuevos proyectos urbanos, la celebración de enormes acontecimientos en la ciudad, su dinámica escena artística, su accesibilidad por dos aeropuertos de gran importancia, su campaña «Big Things Happen Here» o su equivalente «Aquí Suceden Grandezas», entre otros factores.
La ciudad de Dallas pretende consolidarse, al igual que posicionarse como uno de los mejores destinos para los visitantes. Cabe destacar que la ciudad cuenta con el mayor distrito urbano de arte de los Estados Unidos y más de ciento sesenta museos en su zona metropolitana, ello la convierte en una ciudad con enorme potencial cultural.
La parte norteña de Dallas es la más desarrollada y la sureña la menos, sin embargo, se están poniendo en obra iniciativas para igualar la ciudad de Dallas, prueba de ello, la iniciativa «GrowSouth» o en español «Desarrollo del Sur». A diferencia de muchas ciudades en Latinoamérica, el centro de Dallas es principalmente para trabajar —los dalasitas tienden a vivir sobre todo en los suburbios—, se están haciendo inversiones en nuevos edificios para viviendas residenciales en el centro de Dallas. El barrio de Uptown en el centro está habitado mayormente por ejecutivos mientras que en Highland Park existe una muy notable concentración de gente adinerada.
Se espera próximamente el traslado a los suburbios de Dallas de varias compañías importantes provenientes de California, así como la apertura de instalaciones de otras compañías: Toyota  de California se instalará en Plano; Trend Micro  de Silicon Valley en Irving; FedEx, construcción de instalaciones en Plano; New Liberty Mutual Insursance  construirá unas instalaciones en Plano. State Farm está construyendo instalaciones en Richardson. Muchas empresas se encuentran en Richardson y Plano lo cual las convierte en excelentes ciudades suburbanas para vivir con numerosas oportunidades laborales.
En abril de 2016 Dallas fue la ciudad anfitriona de la Cumbre Mundial de Turismo o World Travel & Tourism Council. En 2017 se inauguró el primer Cinépolis de Texas en el parque de la Victoria.

## Historia

### Prehistoria
Existió un tiempo, hace millones de años, durante el cual la zona que actualmente es Dallas se encontraba debajo del agua, es más, la mayor parte de Texas se encontraba sumergida, fue durante el periodo Cretácico. Esto fue uno de los factores que propició que los sedimentos de esta zona se volvieran adecuados para la creación natural de yacimientos petrolíferos así como uno de los mayores yacimientos de gas natural cerca de Dallas.
En las cercanías de Dallas se ha efectuado el hallazgo de un dinosaurio parental al Mosasaurus, esta especie lleva el nombre de Dallasaurus. No es ninguna sorpresa que este dinosaurio fuera semiacuático, puesto que se han encontrado fósiles de especies marinas, después de todo, la zona de Dallas estuvo sumergida. Se hipotetiza que estos pequeños seres, Dallasaurus, eran inicialmente terrestres y fueron evolucionando en los formidables Mosasaurus marinos.

### Desde la llegada de los europeos hasta la actualidad
En épocas prehispánicas, el área de Dallas estaba habitada por los Caddo. En el siglo XVI el Imperio Español declaró el territorio como parte del Virreinato de la Nueva España.
Más tarde, Francia también declaró el área como parte de su territorio hasta que se firmó el Tratado de Adams-Onís en 1819. La zona permaneció en manos de España hasta 1821, cuando México declaró su independencia. Texas y lo que ahora es Dallas constituían parte del estado mexicano de Coahuila y Texas.

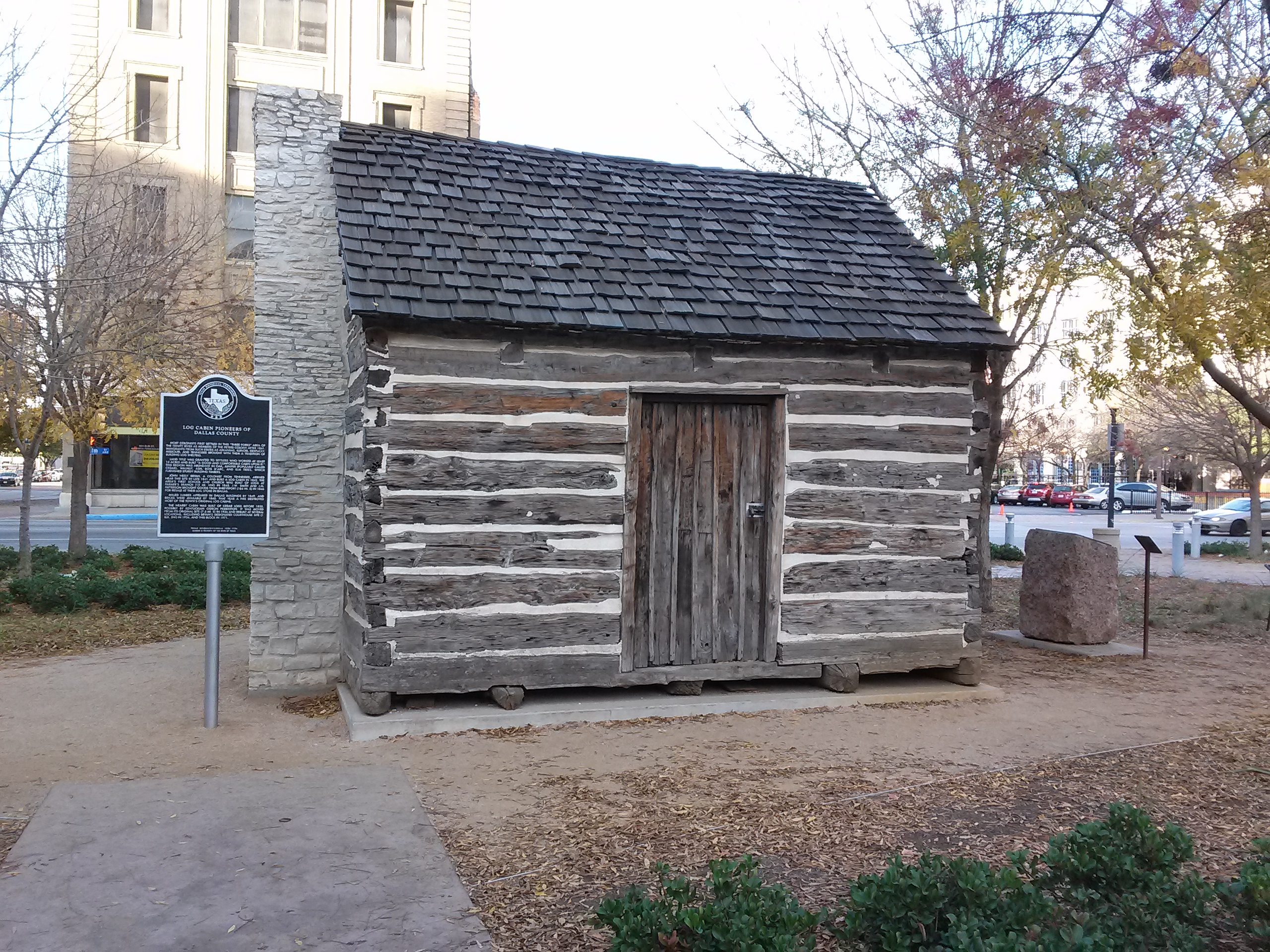
Recreación de cabaña de primeros dalasitas, en el centro urbano.

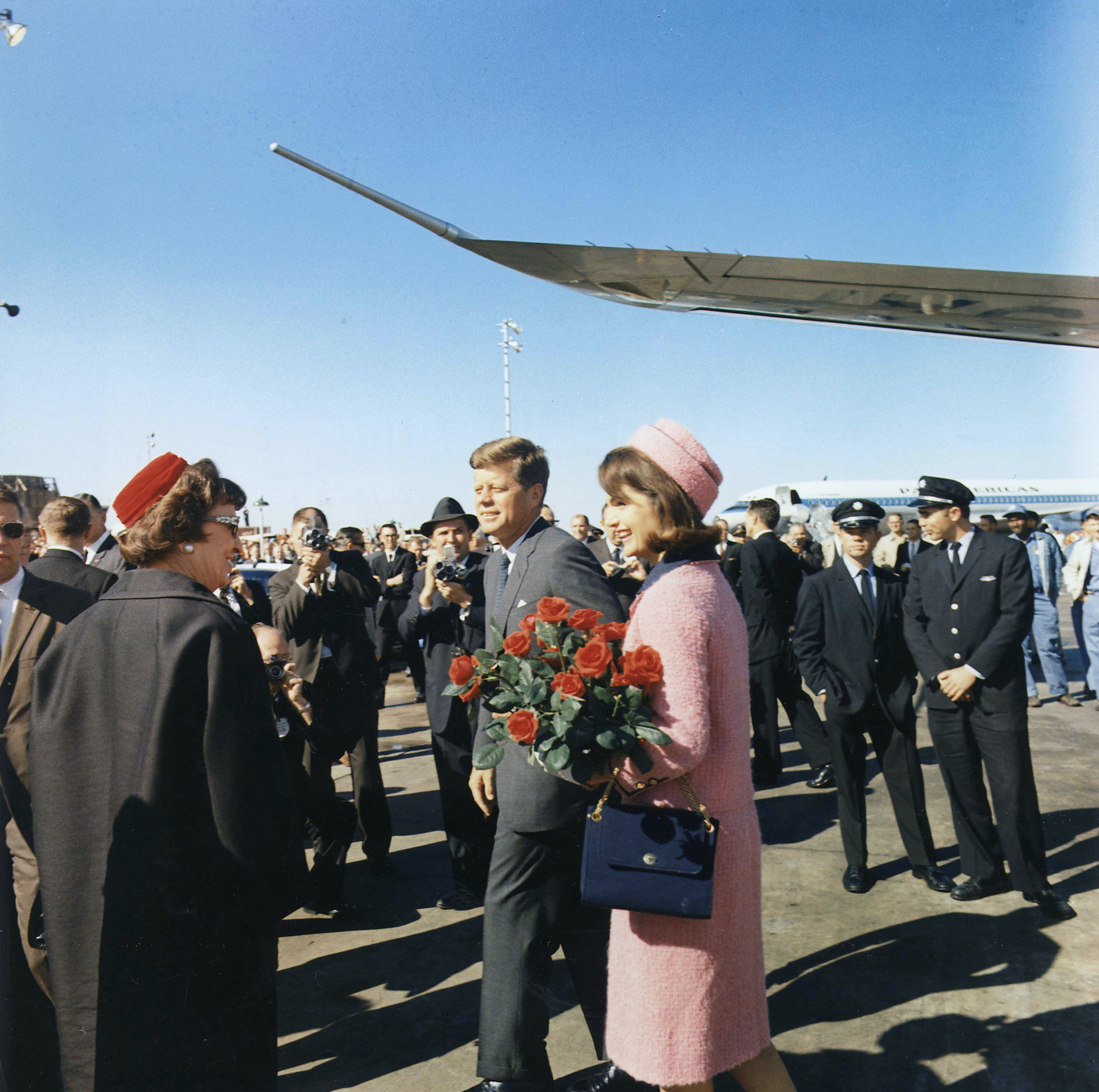
La llegada del Presidente John F. Kennedy y su esposa a Dallas poco tiempo antes del asesinato.

En 1836, el estado texano se proclamó independiente y se instauró la República de Texas. En 1841, John Neely Bryan fundó la ciudad de Dallas en el sitio donde varios caminos caddoenses cruzaban en un vado natural del Río Trinidad. El sitio fue el lugar más fácil de cruzar y el más cercano al camino planeado por Preston, que conectaría el sur de Texas con el norte. Inicialmente, Bryan quería fundar Dallas como un centro de negocios entre los amerindios y los pioneros. En 1846, Dallas se convirtió en parte de Estados Unidos cuando este anexó a su territorio la República de Texas. En ese mismo año se creó el condado de Dallas. En 1850 se declaró Dallas como la sede permanente del condado de Dallas.
En 1855, un grupo europeo —franceses, belgas y suizos— compuesto de artistas, músicos, escritores y científicos, pretendió establecer una comunidad utópica al oeste de Dallas; esta comunidad se llamaba a sí misma La Réunion —de este nombre provienen otros como los de la Torre Reunión, el Arena Reunión y el Distrito Reunión—. Tras el colapso de esta comunidad en aproximadamente 1857, muchos de estos lugareños se mudaron a Dallas, en donde esta comunidad instaló la base de la cultura artística que existe hasta el día de hoy en el barrio Deep Ellum, próximo al centro de Dallas.
En 1911, Dallas se convirtió en una de las doce localidades regionales en tener un Banco de Reserva Federal, lo que aseguraría la conversión de la ubicación en centro financiero. En 1915 se abrieron las puertas de la Universidad Metodista del Sur —Southern Methodist University—, la primera universidad importante en Dallas. En 1921, el presidente mexicano Álvaro Obregón visita Dallas. En la Gran Depresión de la década de 1930, Estados Unidos padeció un alto índice de desempleo, un estancamiento económico y un aumento de pobreza. Aunque Dallas no fue una excepción, la ciudad no sufrió tanto como otras zonas debido al hallazgo de petróleo.
El 22 de noviembre de 1963, el presidente John F. Kennedy fue asesinado en la calle Elm mientras su caravana pasaba por la plaza Dealey, en el centro de la ciudad de Dallas. 80 minutos después, Lee Harvey Oswald fue arrestado en un teatro del barrio de Oak Cliff. Dos días después, el 24 de noviembre, el acusado fue asesinado en una comisaría de Dallas frente a las cámaras de televisión y ante la audiencia estadounidense, ello se convirtió en el primer asesinato en directo de los Estados Unidos. Posteriormente, fue construido el Kennedy Memorial y declarado museo el edificio desde donde se le disparó.
Entre los años 1970 y 1980 la ciudad experimentó un auge demográfico que provocó un cambio de perfil en ella. Debido al inmenso éxito de la serie televisiva Dallas, la ciudad se volvió en una de las ciudades estadounidenses más reconocidas internacionalmente en la década de 1980. En 1983, los votantes de Dallas aprobaron la creación del transporte público, llamado DART. En 1996, el sistema abrió su primera línea de tren.

### Cronología
- 1841 - Fundación de Dallas.

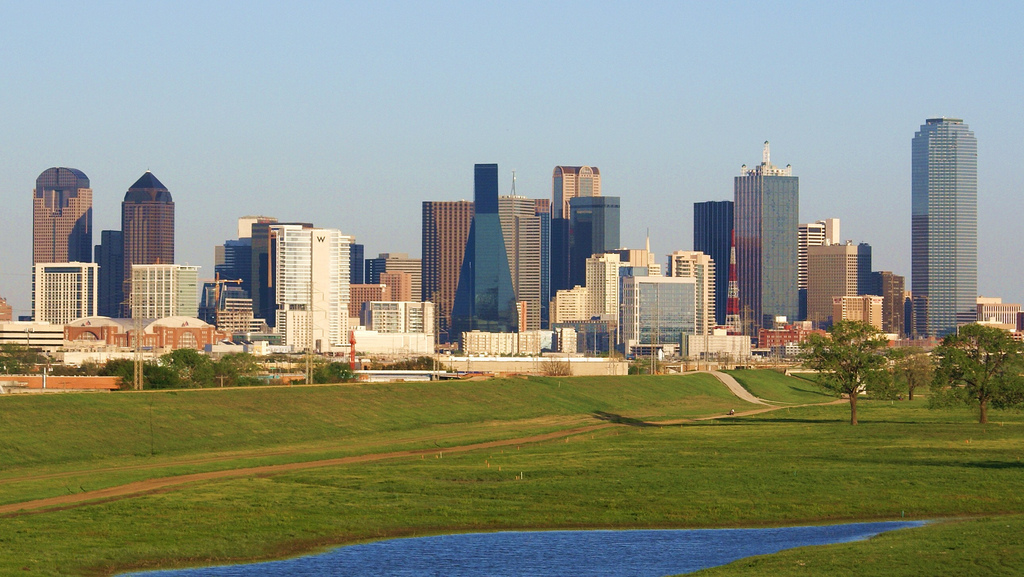
El centro de Dallas en marzo de 2009.

- 1917 - El 19 de octubre adviene la apertura del aeropuerto Love Field.
- 1921 - El presidente mexicano Álvaro Obregón visita la población mexicana de Pequeño México.
- 1927 - Es inaugurada en Dallas la primera tienda de conveniencia (Convenience Store), de la Southland Ice Company, que será conocida como la 7-Eleven.
- 1930 - C.M. Joiner encuentra petróleo en una zona a 160 kilómetros de Dallas y esta se convierte en un centro de producción petrolera.
- 1930 - La población en el barrio Pequeño México en el centro de Dallas había superado los quince mil.
- 1958 - En septiembre, mientras trabaja para la empresa Texas Instruments, Jack Kilby crea el primer circuito integrado del mundo, el microchip.
- 1963 - El 22 de noviembre el presidente John Fitzgerald Kennedy es asesinado conforme pasa por la plaza Dealey.
- 1969 - En 1969 Anita N. Martínez se convierte en la primera hispana en formar parte del ayuntamiento de Dallas.Trini Garza se convierte en el primer hispano en formar parte de los consejeros Board of Trustees del Ministerio de Educación de Dallas.
- 1974 - Inauguración del Aeropuerto Internacional Dallas-Fort Worth.
- 1976 - Es culminada la plaza de Acción de Gracias en el centro de Dallas.
- 1978 - La CBS pone en difusión la serie televisiva Dallas.
- 1984 - El Partido Republicano elige a Dallas como ciudad para la Convención Nacional de Republicanos.
- 1985 - En la plaza Bank of America se inaugura el edificio más alto de la ciudad.
- 1996 - Puesta en funcionamiento del Transporte Rápido para el Área de Dallas —DART—, entidad de transporte público.
- 2012 - En octubre abre el parque Klyde Warren.
- 2013 - En enero finaliza la edificaciones de la Torre Museo, edificio residencial en el centro de Dallas.

## Toponimia
La ciudad de Dallas cuenta que el origen del nombre de esta ciudad es un misterio, aunque hay varias especulaciones. El fundador John Neely Bryan declaró que la llamó «Dallas» en alusión al nombre de su amigo Dallas.[cita requerida] Se ha dicho que fue nombrada por George Mifflin Dallas, el undécimo vicepresidente de los Estados Unidos, que sirvió para el presidente James Knox Polk. Sin embargo, no hay indicios de que Bryan conociera a George Mifflin Dallas, y este fue elegido años después de que se fundara la ciudad.[cita requerida]

## Urbanismo
Arquitectura

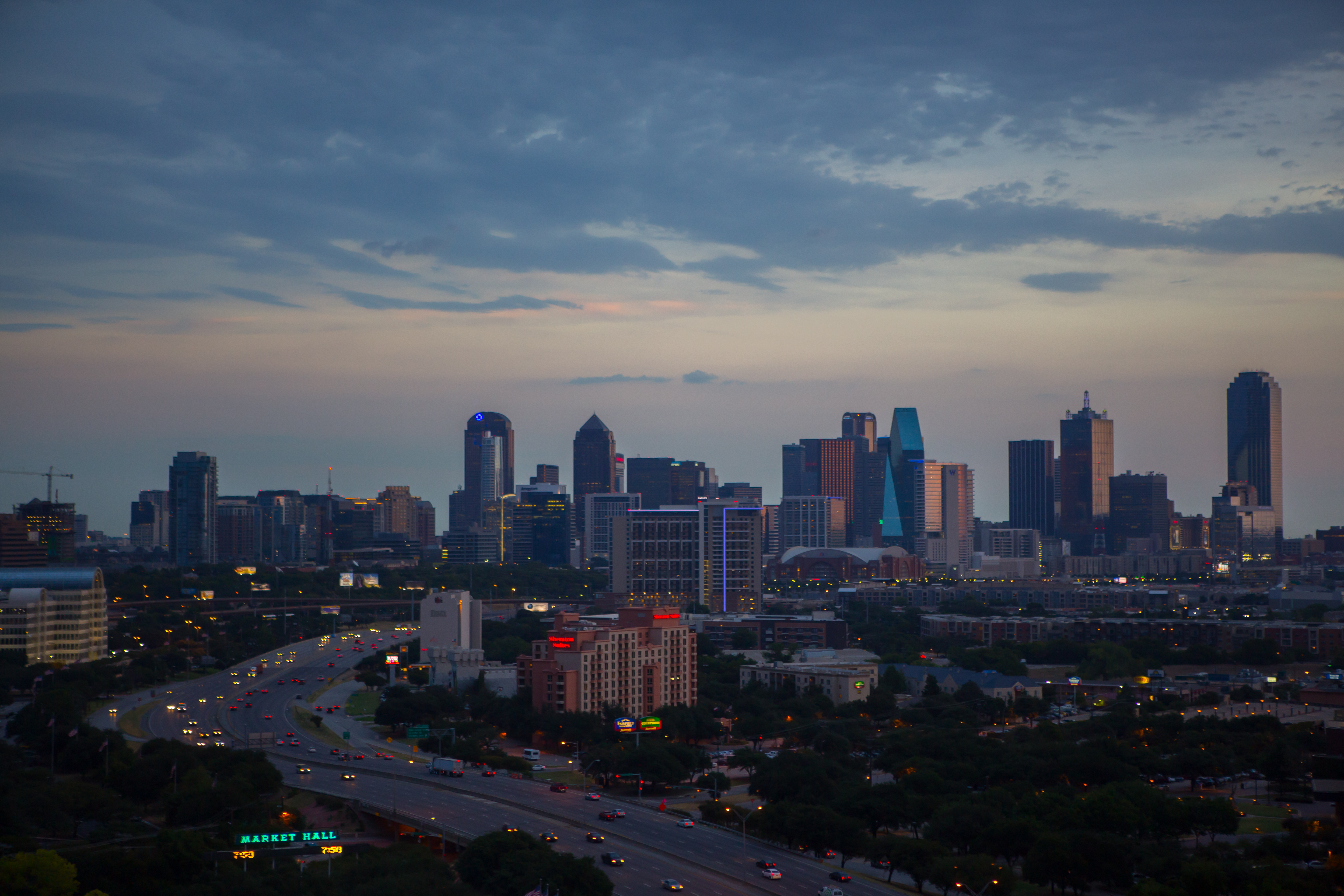
Panorama urbano de Dallas

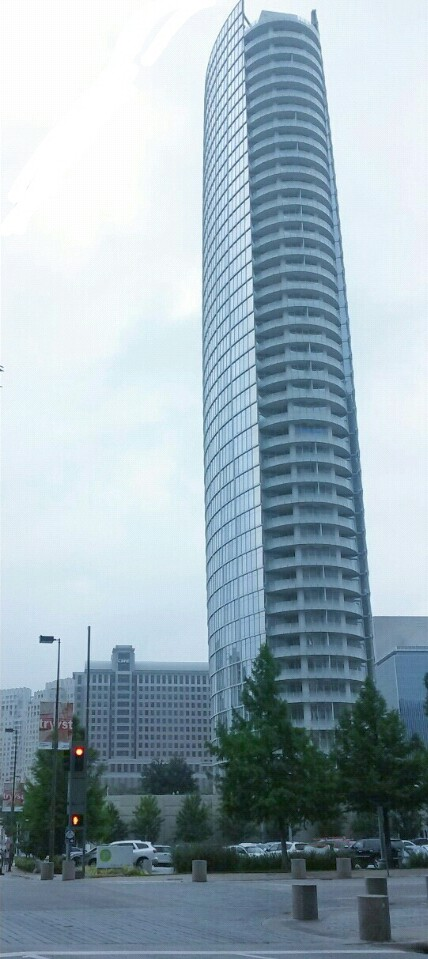
Museum Tower

Dallas está compuesta por numerosos rascacielos, algunos de estos llegan a superar los 200 metros de altura.
Pese a que la arquitectura de Dallas se remonta a finales del siglo XIX y a principios del siglo XX, la arquitectura más notable de los edificios pertenece al estilo moderno y postmoderno. Muestras de arquitectura modernista incluyen a la Torre Reunión, el Monumento JFK, el Ayuntamiento de Dallas y otros. Entre los de estilo postmodernos se hallan la Fountain Place, la plaza Bank of America, la JP Morgan Chase Tower y la Comerica Bank Tower.
Torre Museo: viviendas de lujo
Se trata de un edificio en el centro de Dallas que consiste de viviendas de lujo de distintas dimensiones. Dispone de unos nueve diferentes tipos de planos con posibilidad de compra; es posible comprar moradas pequeñas, medio piso o piso entero Penthouse.
El edificio está estratégicamente ubicado en el centro de Dallas, al lado del parque Klyde Warren, en una de las zonas más activas de la ciudad.
Este parque urbano céntrico se distingue por ser el más activo del centro de Dallas, pues con este designio fue construido. Este innovador parque urbano incluye mesas con sillas, acceso cibernético gratuito, aceras, farolas, fuentes, un atrio de lectura con estanterías de revistas, un escenario para espectáculos musicales, un restaurante propio, un parque infantil muy artístico, un parque canino y otras dotaciones adicionales.
El atrio del parque conocido como el Reading and Game Room o Atrio de Lectura y Juegos, es una especie de ludoteca en donde las personas pueden tomar prestados juegos de mesa, el atrio dispone de estanterías de revistas y periódicos. El comer es accesible, consiste en un restaurante llamado Savor, asimismo muchos (camiones) restaurantes ambulantes suelen estacionarse en el parque para la venta de comida. Para los aficionados al bienestar corporal hay sesiones de yoga, taichí, gimnasia, zumba e incluso un espacio para bailar.
El parque Klyde Warren tuvo su apertura el 27 de octubre de 2012. El parque está situado en el Distrito Cultural del centro de Dallas, es muy accesible ya sea a pie, bicicleta o tranvía.
Parque-Jardín de la calle Main

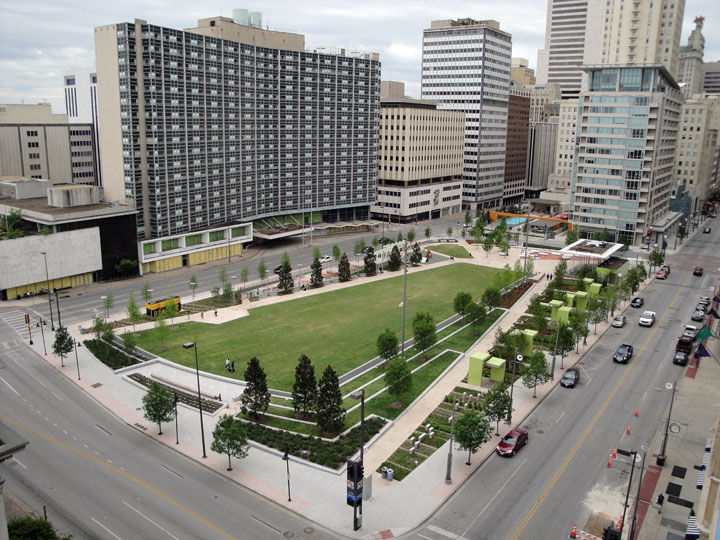
Parque Jardín de la calle Main

En inglés lleva el nombre de Main Street Garden, su construcción se puso por obra en el año 2008 y su apertura en noviembre de 2009, está situado en el centro de Dallas.
El parque está dotado de farolas, acceso cibernético gratuito, fuentes, obras artísticas, árboles, una cafetería y otros equipamientos. En sus proximidades se halla el Tribunal de Dallas, la sede de la Universidad del Norte de Texas y varios hoteles.
CityLine: una microciudad

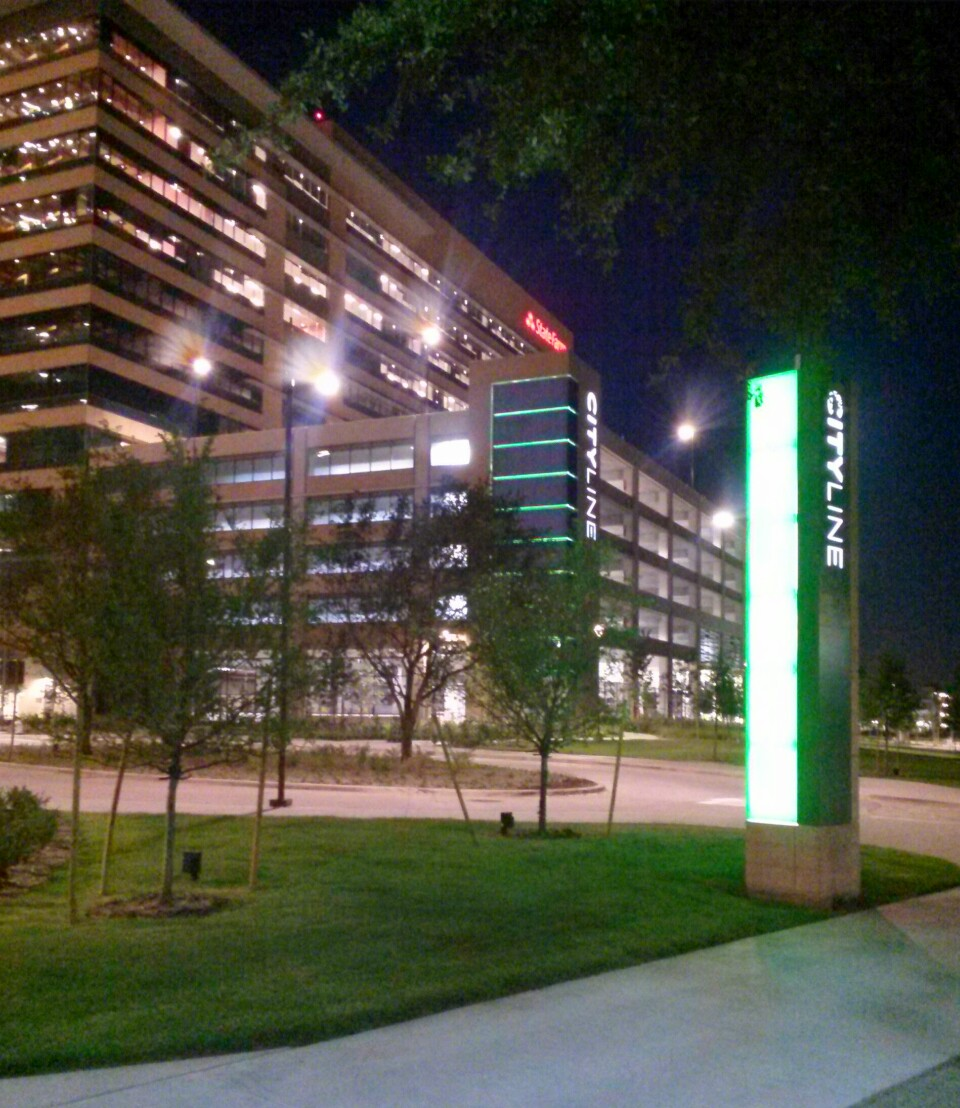
CityLine

Próximamente en el Corredor de Telecomunicaciones en Richardson, se inaugurará una microciudad que pretende ser novedosa en el área de Dallas. Esta será una ciudad dentro de otra, contará con edificios empresariales nuevos, supermercados, restaurantes, entretenimiento, gimnasio, viviendas, igualmente, acceso al tren público Dart; Todas estas instalaciones con el designio de crear una ciudad estadounidense acogedora y en cierto modo emulable. En la actualidad las distancias en las ciudades de este país suelen producir enormes inconvenientes, pues para ir a cualquier lugar siempre debe emplearse el automóvil. En la microciudad CityLine las personas podrán recurrir a las instalaciones antedichas a pie gracias a su relativa cercanía. Asimismo, estará dotada de verdor, pues se le incorporarán árboles, césped, así como sus parques. Al obscurecer, las farolas se encargarán de proporcionar la iluminación a los línea-urbanitas. Habrá interacción humana, conversaciones, gente caminando, negocio y mucho más.
La microciudad CityLine se encuentra en la intersección de las carreteras 75 y President Greorge Bush.

## Geografía

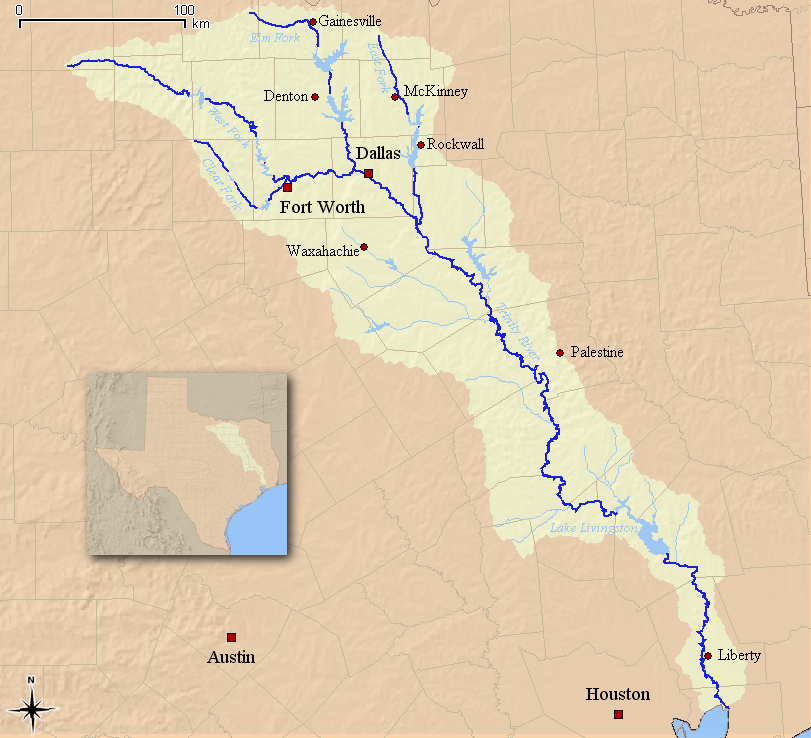
Ubicación de Dallas en la cuenca del río Trinity

Dallas se encuentra ubicada en el curso alto del río Trinity, en las coordenadas 32°47′39″N 96°45′56″O / 32.79417, -96.76556. Según la Oficina del Censo de los Estados Unidos, Dallas tiene una superficie total de 999,33 km², de la cual 881.94 km² corresponden a tierra firme y 117,39 km² (11,75 %) es agua.

### Barrios

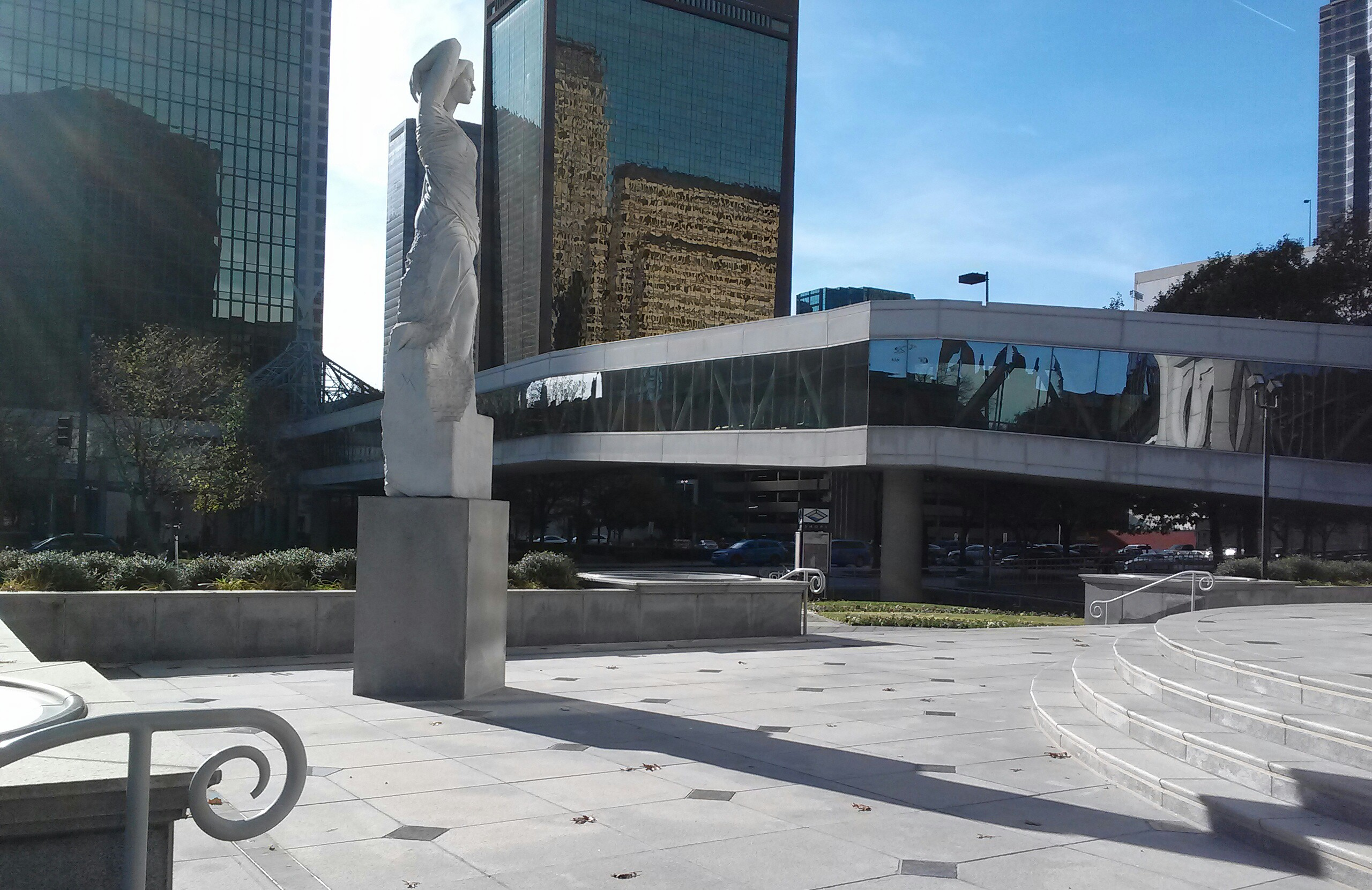
Centro de Dallas

La ciudad de Dallas está dividida en diferentes barrios. El centro de Dallas es el epicentro de la ciudad y junto con el centro de Fort Worth, el epicentro del Metroplex. El centro por sí solo está configurado asimismo por diferentes barrios entre los que se incluyen el West End, el Distrito de Artes, el Distrito Farmers Market, el Distrito de Negocios, el Distrito del Palacio de Convenciones, y el Victory Park. Junto al centro de Dallas, rumbo al norte, se encuentra Turtle Creek y el área de Uptown. En el norte de Dallas también se encuentran los enclaves de Highland Park y University Park.
Al sur de la ciudad se encuentran los barrios de Oak Cliff, South Oak Cliff y el enclave de Cockerell Hill. Oak cliff está ubicado al suroeste del centro y está habitado predominantemente por hispanos. South Oak Cliff está al sur de esta y está habitado principalmente por afroamericanos.

#### Pequeño México
Antaño existía un barrio en el centro de Dallas llamado Pequeño México, Little Mexico en inglés.
A finales del siglo XIX empieza la prístina llegada a Dallas de mexicanos. A continuación en 1910 se produce la Revolución Mexicana la cual en cierta manera provoca la venida de más mexicanos; después se establece el barrio Pequeño México en el centro de Dallas. En 1921, el presidente mexicano Álvaro Obregón visitó el parque mexicano de Pequeño México —el parque se encontraba en la esquina de la Akard y la calle Caruth, en donde hoy en día está el Hotel Fairmount—.
Entre las festividades más populares de esta población estaba la independencia de México —fue liderada por el cura Miguel Hidalgo (el equivalente a George Washington) y se celebra el 16 de septiembre— las Fiestas Patrias solían ser el 15, 16 y 17 de septiembre.
Para la década de los 30 el barrio ya supera los 15 000 habitantes.
Mejores condiciones, el Sueño estadounidense, así como la Revolución Mexicana, fueron factores que provocaron la emigración de mexicanos no solo pobres sino también mexicanos pertenecientes a la clase alta a ciudades de los Estados Unidos y por ende, a Dallas. Por lo tanto en Pequeño México no era raro hallar distintos clubes sociales.
En aquel entonces, es preciso saber, que existía la segregación racial y una discriminación más fuerte que en estos días hacia esta población particular, por eso a veces vivían en condiciones precarias o eran rechazados de algunos locales.
Joaquín José «J.J.» Rodríguez operaba una pequeña casa-cine cerca del centro de Dallas llamada «Azteca Movie House». A principios de la década de los 40, hizo la compra del edificio «Dallas Little Theater Building» en la calle Maple Avenue en el Pequeño México. Al ver la necesidad y oportunidad de proyectar películas en español, convirtió el edificio en el «Theatro Pan Americano»; este luego sería el Cine Festival.

### Highland Park: un barrio acomodado

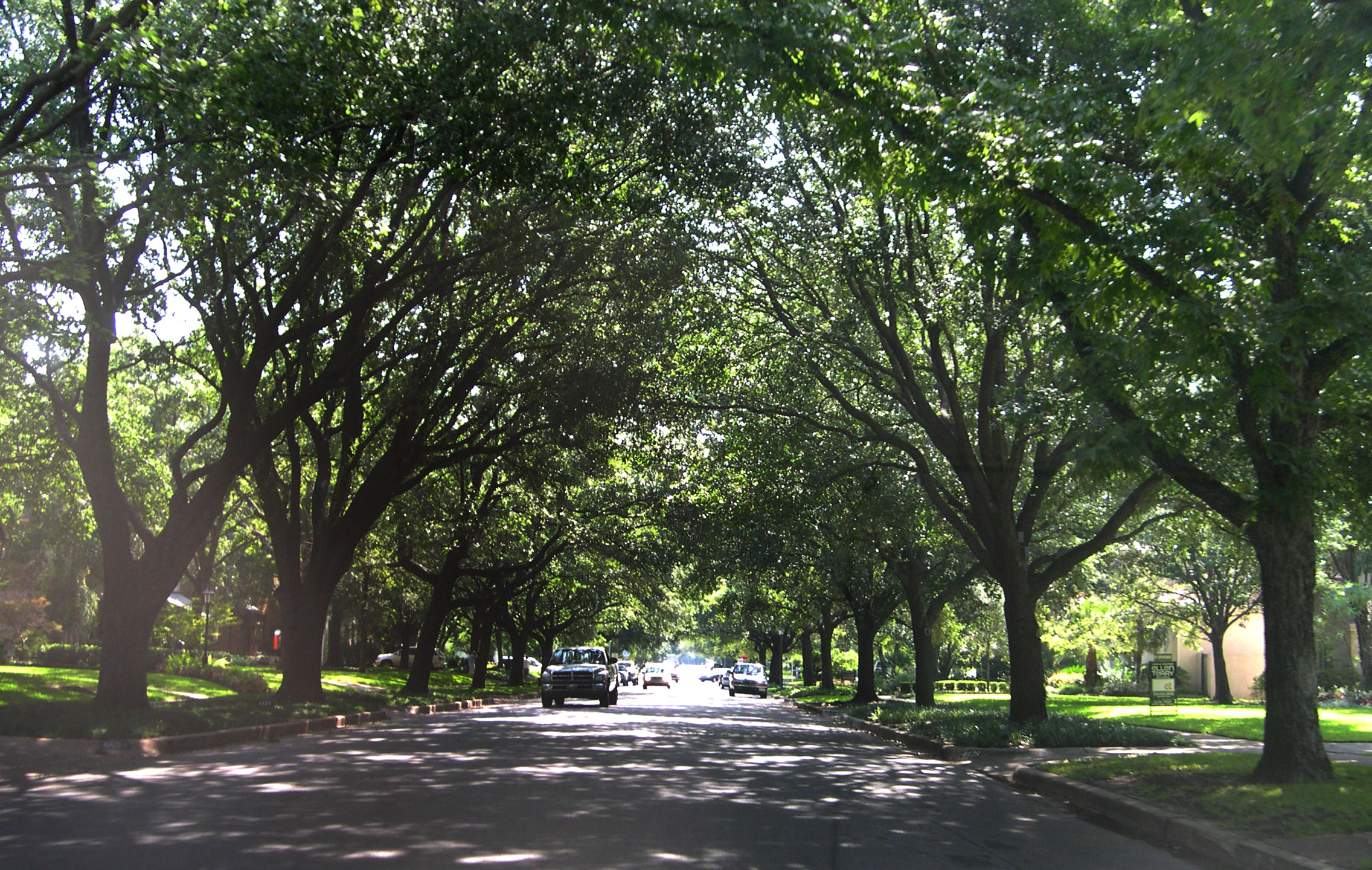
Calle bordeada de árboles en Highland Park.

Highland Park es un barrio de gente acomodada en el interior de la ciudad de Dallas. El pueblo cuenta con su ayuntamiento, tribunal municipal y su ministerio de educación propios; igualmente el Dallas Country Club se encuentra ahí. En Highland Park están las mansiones y viviendas de mejor clase de Dallas; las mansiones en ocasiones son construidas por arquitectos por petición de algún rico que quiere una vivienda a su manera. En él habitan médicos, abogados, y otra gente influyente.
No se ha efectuado todavía su anexión a Dallas a pesar de encontrarse a sólo minutos —6 km al norte— del centro de la ciudad; ello se debe a que en un principio Dallas rechazó la petición de anexión de Highland Park y luego inversamente Highland Park la petición de Dallas.
Según el censo de año 2000, esta «ciudad» era la segunda más educada de Texas, académicamente hablando, solo por detrás de University Park —ubicada al norte de Highland Park, cuya anexión a Dallas tampoco se ha llevado a cabo—. El 70 % aproximadamente de los adultos de Highland Park, en ese entonces, poseía algún título de licenciatura o superior.

## Clima
El clima de la ciudad es subtropical húmedo con tendencia continental. Tiene una amplitud térmica muy grande a lo largo del año, sin embargo la amplitud diaria es pequeña debido a la humedad. El verano es cálido, de humedad media, y se llegan a alcanzar fácilmente temperaturas de más de 40 °C, el otoño y primavera son templadas y los periodos donde se concentran las precipitaciones, aunque estas no bajan ningún mes de los 40 mm, en el invierno las temperaturas son frías y se producen heladas, llegando a tener precipitaciones de nieve.
| Parámetros climáticos promedio de Dallas (Aeropuerto de Love Field) | Parámetros climáticos promedio de Dallas (Aeropuerto de Love Field) | Parámetros climáticos promedio de Dallas (Aeropuerto de Love Field) | Parámetros climáticos promedio de Dallas (Aeropuerto de Love Field) | Parámetros climáticos promedio de Dallas (Aeropuerto de Love Field) | Parámetros climáticos promedio de Dallas (Aeropuerto de Love Field) | Parámetros climáticos promedio de Dallas (Aeropuerto de Love Field) | Parámetros climáticos promedio de Dallas (Aeropuerto de Love Field) | Parámetros climáticos promedio de Dallas (Aeropuerto de Love Field) | Parámetros climáticos promedio de Dallas (Aeropuerto de Love Field) | Parámetros climáticos promedio de Dallas (Aeropuerto de Love Field) | Parámetros climáticos promedio de Dallas (Aeropuerto de Love Field) | Parámetros climáticos promedio de Dallas (Aeropuerto de Love Field) | Parámetros climáticos promedio de Dallas (Aeropuerto de Love Field) |
| Mes                                                                 | Ene.                                                                | Feb.                                                                | Mar.                                                                | Abr.                                                                | May.                                                                | Jun.                                                                | Jul.                                                                | Ago.                                                                | Sep.                                                                | Oct.                                                                | Nov.                                                                | Dic.                                                                | Anual                                                               |
| ------------------------------------------------------------------- | ------------------------------------------------------------------- | ------------------------------------------------------------------- | ------------------------------------------------------------------- | ------------------------------------------------------------------- | ------------------------------------------------------------------- | ------------------------------------------------------------------- | ------------------------------------------------------------------- | ------------------------------------------------------------------- | ------------------------------------------------------------------- | ------------------------------------------------------------------- | ------------------------------------------------------------------- | ------------------------------------------------------------------- | ------------------------------------------------------------------- |
| Temp. máx. abs. (°C)                                                | 35                                                                  | 35                                                                  | 37                                                                  | 37                                                                  | 39                                                                  | 44                                                                  | 44                                                                  | 46                                                                  | 42                                                                  | 38                                                                  | 33                                                                  | 32                                                                  | 46                                                                  |
| Temp. máx. media (°C)                                               | 12.3                                                                | 14.9                                                                | 19.9                                                                | 24.6                                                                | 28.3                                                                | 33.3                                                                | 35.8                                                                | 35.7                                                                | 31.0                                                                | 25.8                                                                | 19.3                                                                | 14.2                                                                | 24.9                                                                |
| Temp. media (°C)                                                    | 8.3                                                                 | 10.6                                                                | 14.8                                                                | 19.2                                                                | 23.8                                                                | 27.9                                                                | 30.2                                                                | 30.3                                                                | 26.1                                                                | 20.2                                                                | 14.1                                                                | 8.9                                                                 | 19.5                                                                |
| Temp. mín. media (°C)                                               | 2.9                                                                 | 5.1                                                                 | 9.2                                                                 | 13.4                                                                | 18.6                                                                | 22.7                                                                | 24.8                                                                | 24.9                                                                | 20.6                                                                | 14.6                                                                | 8.7                                                                 | 3.6                                                                 | 14.1                                                                |
| Temp. mín. abs. (°C)                                                | −17                                                                 | −19                                                                 | −11                                                                 | −2                                                                  | 2                                                                   | 9                                                                   | 14                                                                  | 13                                                                  | 4                                                                   | −3                                                                  | −9                                                                  | −17                                                                 | −19                                                                 |
| Precipitación total (mm)                                            | 52.3                                                                | 65.8                                                                | 88.6                                                                | 78.0                                                                | 125.0                                                               | 104.4                                                               | 56.1                                                                | 47.5                                                                | 72.1                                                                | 121.7                                                               | 73.2                                                                | 69.6                                                                | 954.3                                                               |
| Nevadas (cm)                                                        | 1.3                                                                 | 1.5                                                                 | 0.3                                                                 | 0.0                                                                 | 0.0                                                                 | 0.0                                                                 | 0.0                                                                 | 0.0                                                                 | 0.0                                                                 | 0.0                                                                 | 0.0                                                                 | 0.8                                                                 | 3.8                                                                 |
| Días de precipitaciones (≥ 0.25 mm)                                 | 6.7                                                                 | 6.5                                                                 | 7.8                                                                 | 6.6                                                                 | 9.5                                                                 | 7.9                                                                 | 4.8                                                                 | 4.5                                                                 | 5.4                                                                 | 7.6                                                                 | 6.7                                                                 | 6.8                                                                 | 80.8                                                                |
| Días de nevadas (≥ 0.25 cm)                                         | 0.5                                                                 | 0.4                                                                 | 0.2                                                                 | 0.0                                                                 | 0.0                                                                 | 0.0                                                                 | 0.0                                                                 | 0.0                                                                 | 0.0                                                                 | 0.0                                                                 | 0.1                                                                 | 0.3                                                                 | 1.5                                                                 |
| Horas de sol                                                        | 182.9                                                               | 180.8                                                               | 226.3                                                               | 237.0                                                               | 257.3                                                               | 297.0                                                               | 331.7                                                               | 303.8                                                               | 246.0                                                               | 229.4                                                               | 183.0                                                               | 173.6                                                               | 2848.8                                                              |
| Fuente n.º 1: NOAA (normales 1981-2010)                             |                                                                     |                                                                     |                                                                     |                                                                     |                                                                     |                                                                     |                                                                     |                                                                     |                                                                     |                                                                     |                                                                     |                                                                     |                                                                     |
| Fuente n.º 2: Observatorio de Hong Kong (sol 1961-1990)             |                                                                     |                                                                     |                                                                     |                                                                     |                                                                     |                                                                     |                                                                     |                                                                     |                                                                     |                                                                     |                                                                     |                                                                     |                                                                     |

## Economía

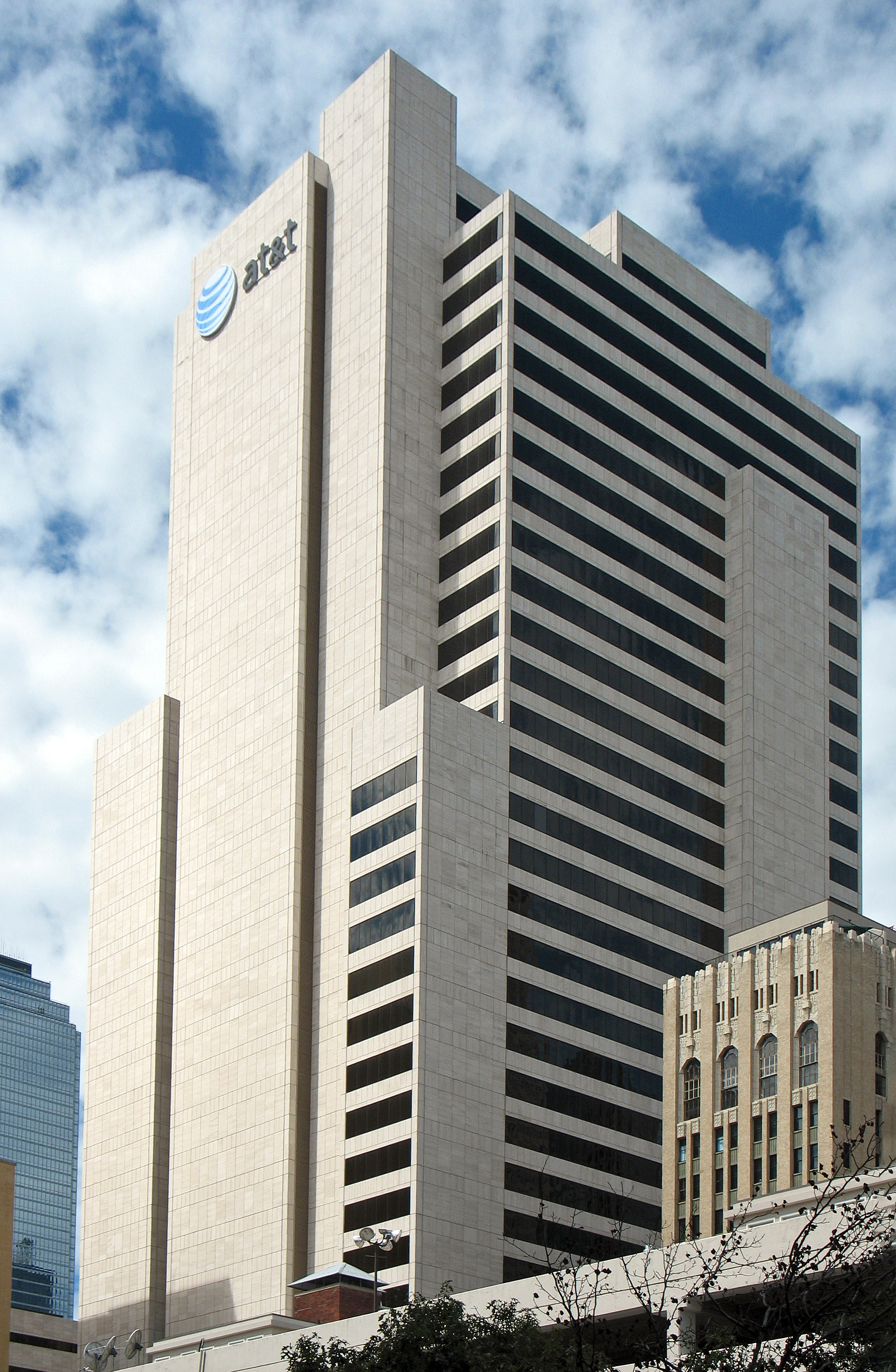
empresa de telecomunicaciones

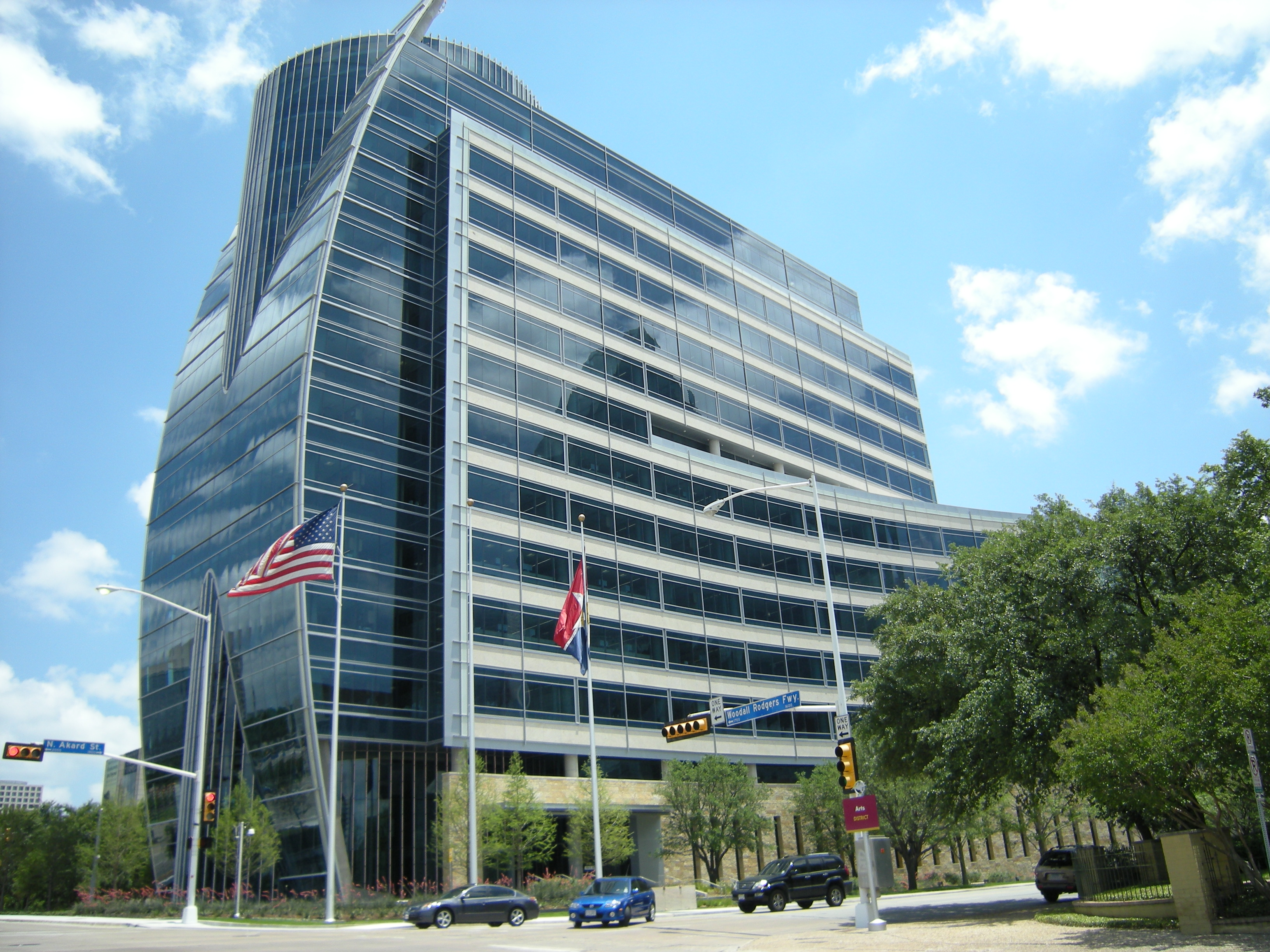
Torre Consolidada Hunt sede de empresa petrolera Hunt, en el centro de Dallas

El área de Dallas/Fort Worth es conocida como el Silicon Valley de Texas, por la alta concentración de compañías de telecomunicaciones; muchas de estas empresas multimillonarias se encuentran en Richardson, en la zona tecnológica y empresarial conocida como el Telecom Corridor. El epicentro del Silicon Valley acoge a más de 5700 compañías y 40 000 empleados. Esta región es la sede de las oficinas nacionales de CompUSA y Canadian Nortell y las oficinas regionales de Alcatel-Lucent, AT&T, Ericsson Fujitsu, MCI, Nokia, Nokia Networks, Rockwell, Sprint y Verizon. El distrito central de Dallas está cableado con más de 160 km de fibra óptica. Aunque la industria de las telecomunicaciones sufrió un perjuicio en la última recesión, la mayoría de los negocios en Dallas tienen un mejor rendimiento en promedio que otras economías regionales. Empresas con sede en Dallas, Irving o Mesquite incluyen a ExxonMobil —la compañía más grande (por ingresos) del mundo—, 7-Eleven, id Software, Blockbuster, EDS, ENSCO Offshore Drilling, Kimberly-Clark, TXU, Mary Kay Cosmetics, Southwest Airlines, CompUSA, Texas Instruments, Flúor, y Zales. Sedes corporativas en el suburbio de Plano incluyen a Frito-Lay, Dr Pepper y JCPenney.
Varias empresas procedentes de Hispanoamérica tienen instalaciones igualmente en Dallas. En el Telecom Corridor la empresa colombiana Southern Star Concrete Inc. y la tecnológica mexicana Intech. La Interceramic tiene varias esparcidas en Dallas y un complejo industrial en Garland. Existen, asimismo, distintas asociaciones que facilitan a los latinoamericanos el proceso para el establecimiento de una empresa, como la Asociación de Empresarios Mexicanos, por sus siglas AEM.
Para una lista completa de compañías con sede en Dallas vea: Lista de Compañías en Dallas.
Como muchas otras ciudades de los Estados Unidos, Dallas está confrontada a la quiebra de su sistema de jubilaciones.

### Cámara de Comercio Hispana de Dallas
Se le conoce en inglés como la Greater Dallas Hispanic Chamber of Commerce, esta entidad proporciona capacitación, financiamiento y otros tipos de ayuda a empresas hispanas en el área de Dallas, para el crecimiento, prosperidad o consolidación de estas.
En septiembre de 1939, un grupo compuesto por once hombres y una mujer se reunió en el restaurante El Fénix de la avenida Mckinney con el designio de establecer una nueva asociación empresarial para mexicanos. Este grupo tenía la intención de proteger, fomentar y de asegurar el desarrollo de los negocios de mexicanos del área de Dallas, de ahí surgió la Cámara de Comercio Mexicana que en 1982 pasaría a llamarse Cámara de Comercio Hispana de Dallas, para reflejar con mejor precisión la diversidad de los hispanohablantes.
La Cámara de Comercio Hispana de Dallas está situada en la 4622 Maple Avenue, en Dallas.

### Telecom Corridor

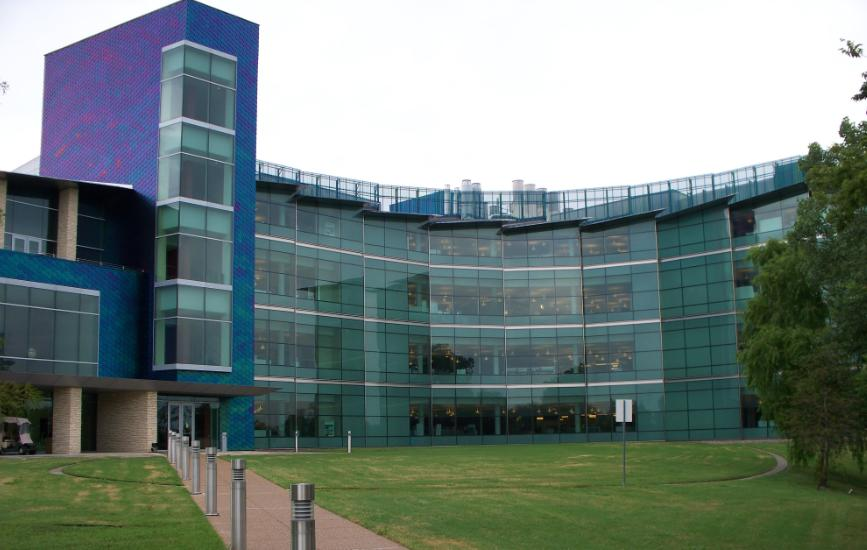
La Universidad de Texas en Dallas se encuentra en el Corredor de Telecomunicaciones

En el condado de Dallas y más precisamente al norte en la ciudad de Richardson, existe una zona empresarial llamada el Telecom Corridor, lo equivalente al Silicon Valley de California. El Corredor de Telecomunicaciones cuenta con aproximadamente 2 800 000 metros cuadrados de espacio para oficinas, edificios comerciales multifuncionales o industriales para empresas.
El Corredor de Telecomunicaciones se halla en una ubicación estratégica, ya que el 90 % de los estudiantes de los dos distritos escolares —de Richardson— se gradúan para después asistir a la universidad, a su cercanía se halla la Universidad de Texas en Dallas, una de las más selectivas enfocada en las investigaciones y más concretamente en el área de la ciencia y tecnología, de esta manera se convierte en una zona de concentración de trabajadores tecnológicos bien calificados; si el bilingüismo inglés-español es necesario, a sus proximidades se halla la ciudad de Garland con muchos hispanohablantes, de igual forma en la ciudad de Richardson viven muchos habitantes de distintos países, lo cual, facilita la internacionalidad de una compañía.
Si la empresa busca los últimos avances tecnológicos, el más alto nivel de servicio financiero, carreteras interestatales, servicios de transporte público cercanos tanto de tren como de autobús para sus trabajadores, vecindarios seguros o una ciudad con una administración municipal estable y consistente a favor de los negocios, entonces, el Telecom Corridor en el condado de Dallas se convierte ideal para cualquier compañía.
Las empresas interesadas en más información pueden hallarla en la página cibernética de la Cámara de Comercio de Richardson.

### Banco de la Reserva Federal

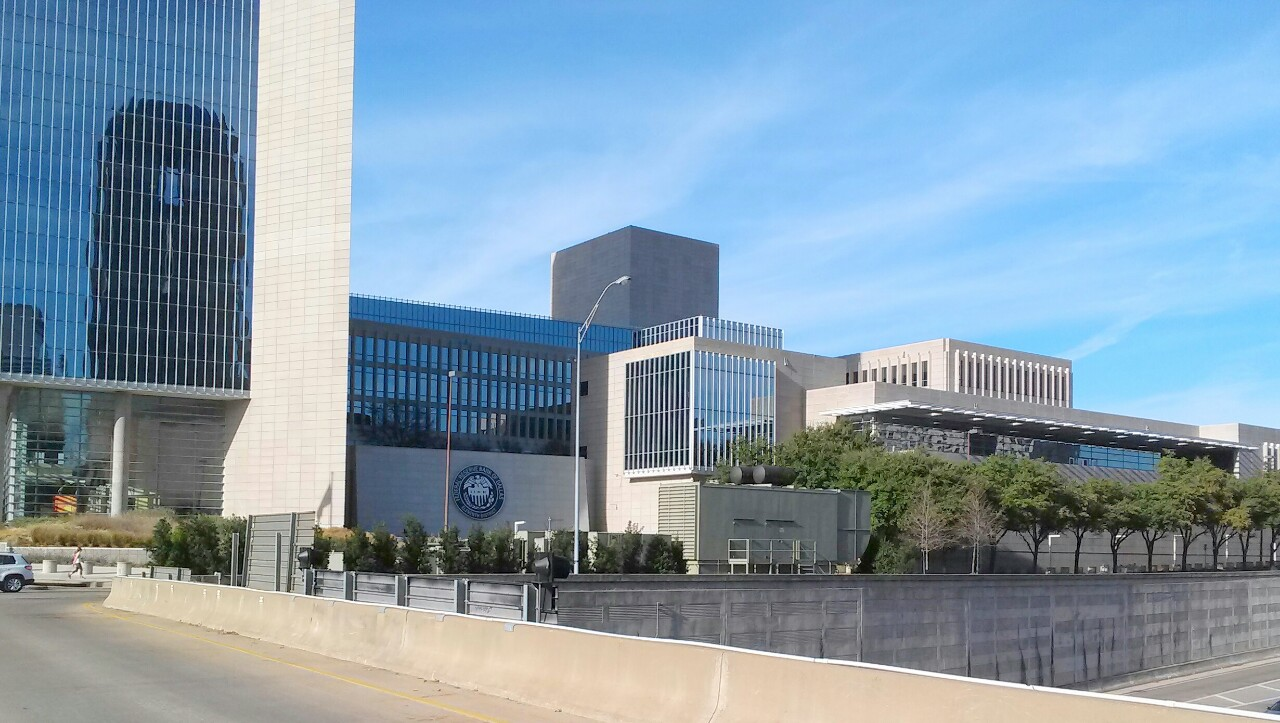
Reserva Federal de Dallas

El Banco de la Reserva Federal de Dallas está situado al norte del centro de esta ciudad, en el barrio de Oak Lawn. Es una de las doce reservas federales; este edificio es la sede del Undécimo Distrito del Sistema de la Reserva Federal de los Estados Unidos y posee sucursales en El Paso, Houston y San Antonio. El Undécimo Distrito abarca Texas, el norte de Luisiana y la parte sur de Nuevo México.
La reserva abrió en Dallas en 1914, sin embargo, su actual edificio tuvo su apertura en septiembre de 1992. Esta reserva federal está abierta al público, ya que ofrece paseos guiados por sus instalaciones, aunque sólo ciertos días de la semana. Su página cibernética proporciona muchos datos al recurrente acerca de la economía regional así como la nacional e internacional y otra información interesante.

## Cultura

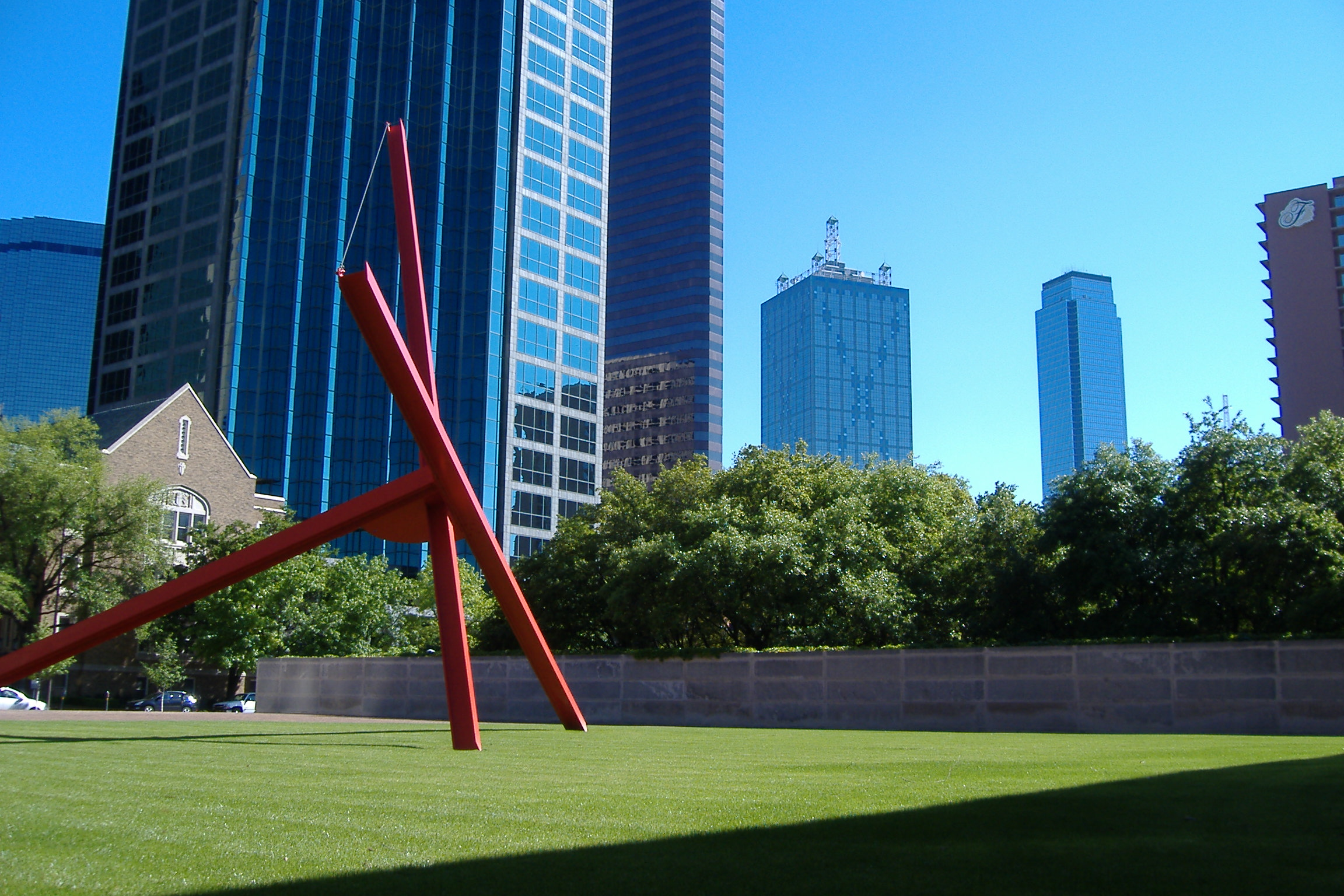
Ave, obra de Marc DeSuvero en el Museo de Arte de Dallas.

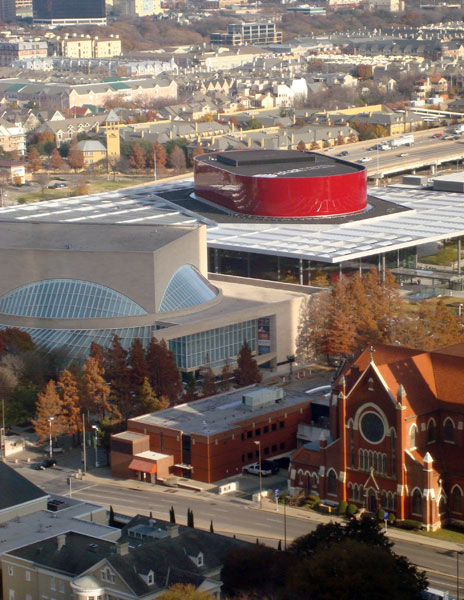
Distrito Cultural de Dallas

### Artes
El Distrito de Artes, en el centro de Dallas, es sede de varias estructuras de arte. Las más notables en el distrito incluyen el Museo de Bellas Artes de Dallas, el Centro de Sinfonía Morton H. Meyerson, la Colección de Artes Asiáticas de Trammell y Margaret Crow, el Centro de Escultura Nashery, muy cerca, El Contemporario de Dallas. Instalaciones en construcción incluyen la Casa de Opera Winspear y el Centro de las Artes Teatrales de Dallas. En el distrito también se encuentra la Preparatoria Booker T. Washington para las Artes Teatrales y Visuales del Distrito Escolar Independiente de Dallas, la cual está siendo expandida.

### Gastronomía
Dallas es conocida por la barbacoa, la auténtica comida Mexicana y la comida Tex-Mex. Productos famosos de la escena culinaria incluyen La Calle Doce, Sonny Bryan's Smokehouse, El Fénix, Mi Cocina, Bone Daddy's Barbeque, la Mansión en Turtle Creek, y la margarita congelada. El French Room fue nombrado el mejor restaurante de la nación por Zagat. En promedio, los habitantes salen a comer 4 veces, el cual lo pone en el tercer índice más alto de la nación, después de Houston y Austin. Dallas tiene más restaurantes per cápita que la ciudad de Nueva York.

### Centro cultural latino

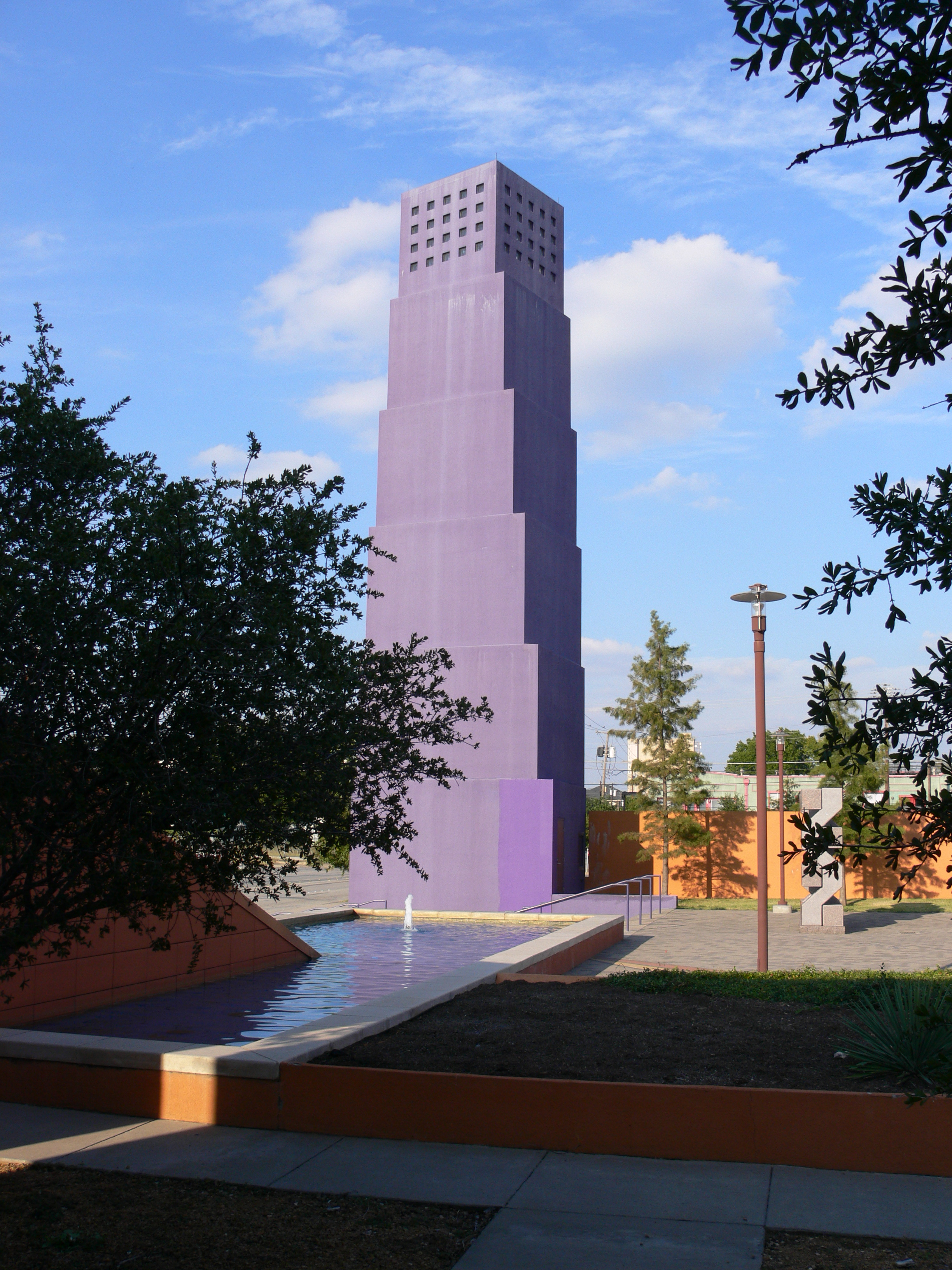
Centro cultural latino

A lo largo del año se efectúan celebraciones culturales panhispánicas en este centro cultura; éstas incluyen exhibiciones artísticas, representaciones culturales, pláticas educativas y más.
Dicho centro de 2500 m² fue diseñado por los arquitectos Ricardo y Víctor Legorreta; tuvo su apertura en el año 2003. Está dotado de un teatro con asientos para trescientas personas, un salón multifuncional, una galería artística, atrios para esculturas, así como una plaza perfecta para llevar a cabo acontecimientos culturales al aire libre.
Este centro está situado en el este del centro urbano, en la calle 2600 Live Oak St.

### Festividades
| Fiesta                                | Fecha                                  | Tipo      |
| ------------------------------------- | -------------------------------------- | --------- |
| Año Nuevo                             | 1 de enero                             |           |
| Día de San Valentín                   | 14 de febrero                          |           |
| Día del Presidente                    |                                        |           |
| Vacaciones de primavera, Spring Break |                                        | Escolar   |
| Pascua                                |                                        | Religioso |
| 5 de mayo                             |                                        |           |
| Día de los Caídos, Memorial Day       | Mayo                                   | Festivo   |
| Día de la Independencia               | 4 de julio                             | Festivo   |
| Día del Trabajo, Labor Day            | Septiembre                             |           |
| Día de la Feria                       |                                        | Estatal   |
| Halloween                             | 31 de octubre                          |           |
| Día de Acción de Gracias              | Noviembre                              | Festivo   |
| Fiestas Guadalupanas                  | Del 30 de noviembre al 12 de diciembre | Religioso |
| Viernes Negro                         |                                        |           |
| Navidad                               | Diciembre                              | Festivo   |

### Mes de la Hispanidad

Presencia notable de países de habla hispana o enseñanza del español

Esta fiesta es también conocida como el Mes de la Herencia Hispana  y se extiende del 15 de septiembre al 15 de octubre, en los Estados Unidos y por lo tanto en Dallas. Inicialmente no era tan larga hasta que los presidentes fueron alargándola hasta llegar a ser un mes. Durante el Mes de la Hispanidad se celebran las culturas, herencias o aportaciones de los hispanohablantes en los Estados Unidos. Se está dando cada vez más importancia a esta celebración, pues cabe saberse que históricamente los primeros colonos europeos en asentarse en lo que hoy en día es Estados Unidos —sobre todo en la Florida— fueron los hispanos y no fue sino hasta casi un siglo después que los anglos se establecieron en el norte del país, en Jamestown.
El hecho de que sea un mes es muy significativo, ya que muchas naciones de Hispanoamérica celebran el día de su independencia en este mes. El nombre Día de la Hispanidad, que se celebra el 12 de octubre, es preferido al Día de la Raza que celebran otras naciones en las Américas; aunque el Día de Colón Columbus Day es común entre los estadounidenses.
Algunos festejos incluyen celebrar la independencia de su país de origen, en las escuelas suelen hacerse actividades pertinentes a la hispanidad, donde se celebra con mayor ímpetu, debido al crecimiento de la comunidad hispana, la tarea por parte de los educadores de inculcar a los niños hispanos nacidos en los Estados Unidos, sus raíces, su legado, su tradición, es un reto; debido a que algunos desconocen la cultura. Sin embargo la gran difusión por parte de los medios de comunicación, el apoyo de las diversas organizaciones comunitarias, y de los departamentos gubernamentales hace de esta celebración un éxito total.

### Festival de Comida Griega de Dallas

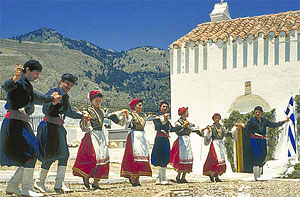
Danza folclórica griega con correspondiente vestimenta

Este festival de gastronomía helénica celebrado en Dallas desde hace décadas, dispone de venta de comida, danzas folclóricas, música griega, arte, un Ágora donde uno puede hallar artesanía, mercancías y otros objetos pertenecientes a esta cultura. Este acontecimiento da la oportunidad de conocer la historia y cultura helénicas.
La iglesia ortodoxa griega Holy Trinity pone por obra anualmente este festival cultural que se celebra a finales de septiembre y atrae a millares de personas. Entre sus actividades también se incluye un paseo guiado por esta iglesia, ello permite observar los bellos frescos religiosos de estilo ortodoxos. La iglesia, igualmente, tiene a la venta iconos  de estilo bizantino y ofrece clases de griego. Esta se encuentra en el confín norte de Dallas, cerca de la ciudad de Richardson.

### La Feria Estatal de Texas

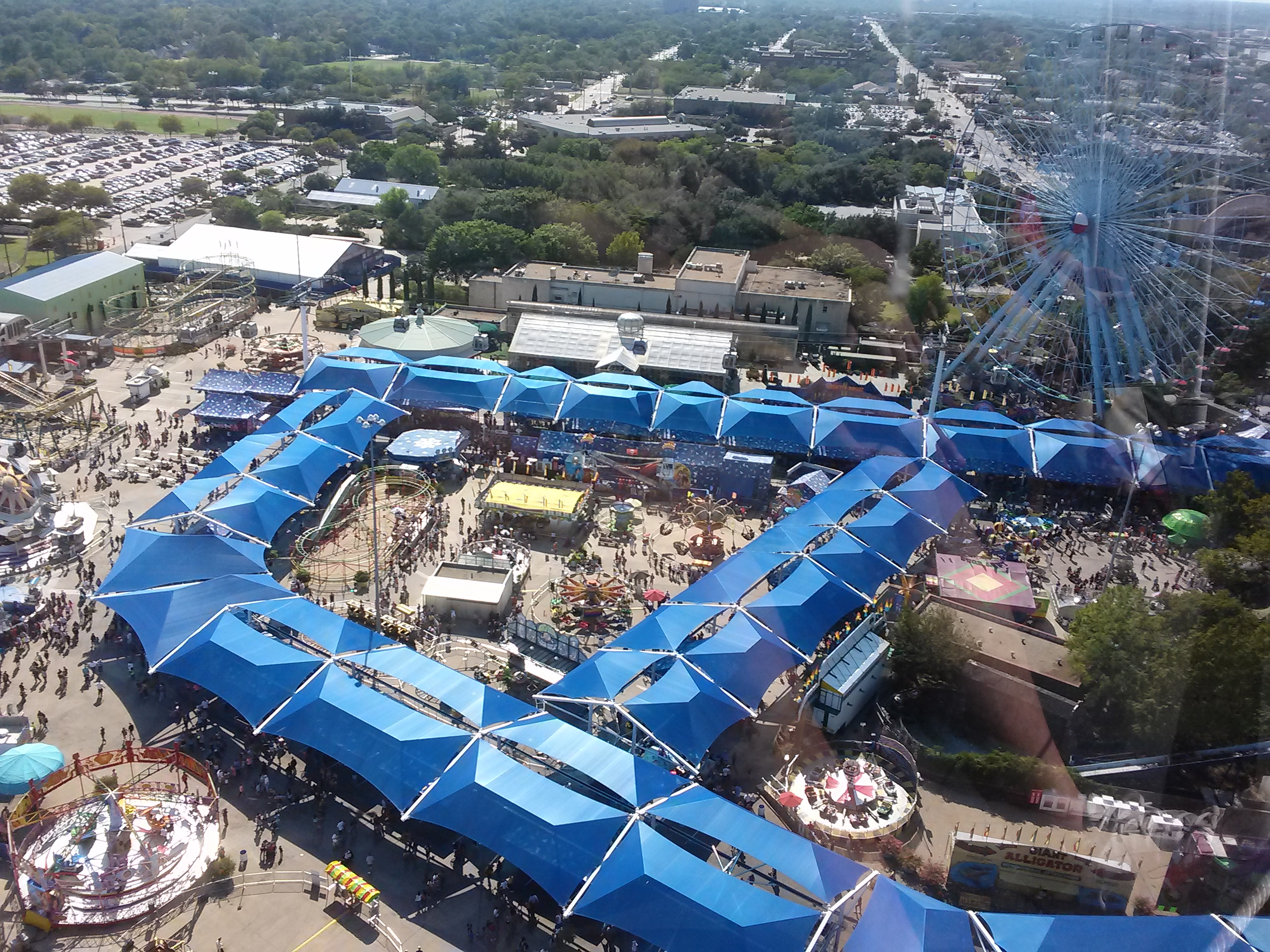
Vista desde la Torre Texas

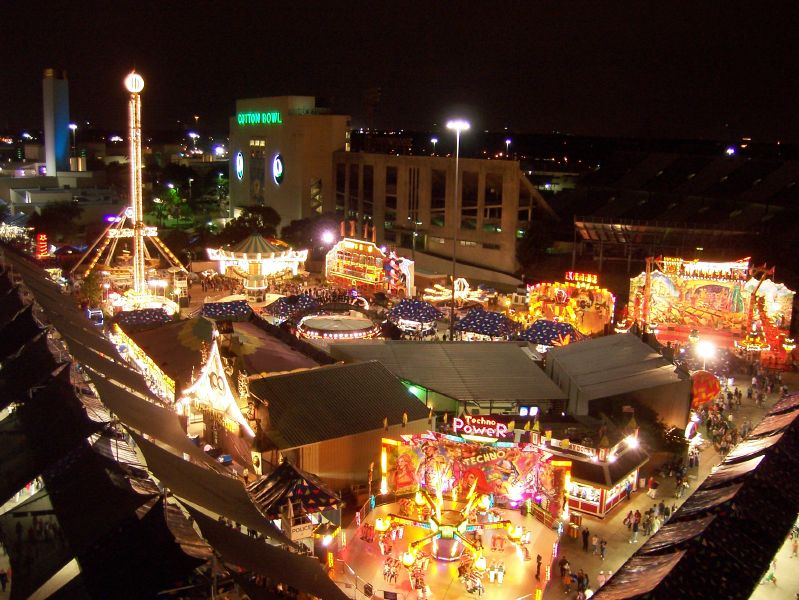
Feria Estatal de Texas de noche

La Feria Estatal de Texas es la más importante de los Estados Unidos, pues atrae a más de tres millones de personas de todas partes. Esta festividad viene celebrándose en el parque de la Feria en Dallas (Fair Park) desde 1886, aunque inicialmente se trataba de un evento privado organizado por negociantes. Este acontecimiento multitudinario anual suele iniciar el último viernes de septiembre y prolongarse por veinticuatro días.
Desde 1904 la Feria Estatal lleva incluyendo exposiciones de automóviles, en donde múltiples marcas automovilísticas dan a conocer al público sus últimas novedades. Además de ello, el asistente encontrará espectáculos de toda clase, como carreras de coches, celebraciones ecuestres, conciertos diarios, etcétera. El público también puede disfrutar de un paseo en teleférico o efectuar una ascensión a las alturas en la Torre Texas.
Su gastronomía maniática por freír absolutamente todo tipo de alimentos la convierte en la «capital de la comida frita de Texas» durante esta temporada. Entre las extravagancias de alimentos fritos, destaca la de la Coca Cola Frita que atrae a numerosos curiosos por probar este tipo de gastronomía. Para los que no son muy aficionados a la comida frita hay igualmente innumerables puestos de diferentes alimentos.
Para llegar a la feria se puede acceder al tren DART, tomar la línea verde y descender en la parada Fair Park. El parque está ubicado al este del centro de Dallas a pocos minutos de ahí.

### Nochevieja y Año Nuevo en Dallas

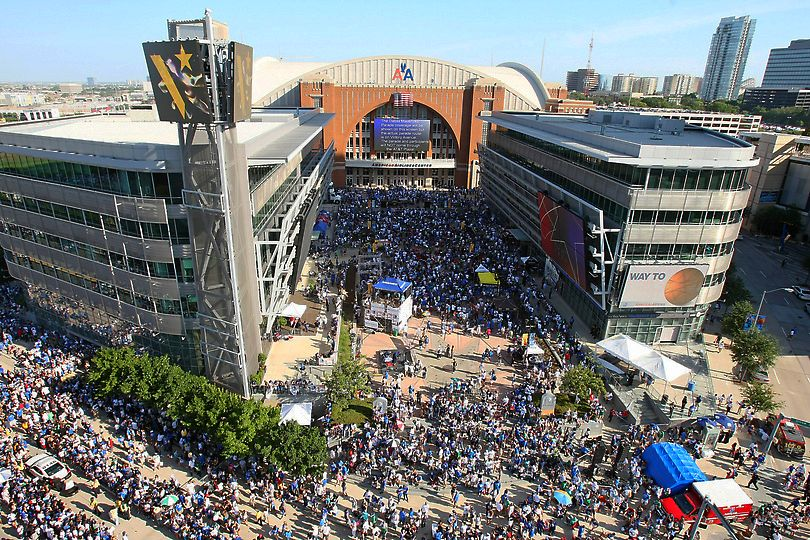
Una celebración en el Centro American Airlines.

La Nochevieja en Dallas es todo un espectáculo, este acontecimiento se celebra con una muchedumbre en la plaza del Centro American Airlines situado en el centro urbano, en el barrio Parque de la Victoria. Este encuentro multitudinario anual pretende emular la celebración de Año Nuevo del TimesSquare en Nueva York. En inglés se le conoce por su siglas como el «Big D NYE», es decir, «Big Dallas' New Year's Eve» o su equivalente: la «Gran Nochevieja de Dallas». Durante la Nochevieja se llevan a cabo varios espectáculos musicales, hay puestos de comida y bebidas, es televisado por las principales emisoras televisivas y emitido en una decena de estados, asisten más de cuarenta mil personas, entre otras cosas. El desenlace finaliza con una retrocuenta y ráfaga de fuegos artificiales que dan la bienvenida al Año Nuevo.
El festejo de Año Nuevo no se limita únicamente a esta celebración, sino que todo el centro de Dallas se llena de un gentío, se ilumina y se efectúan otras actividades.

## Deportes
Dallas es una de las seis ciudades en los Estados Unidos que tiene un equipo en las seis ligas más prominentes de deportes profesionales. La ciudad está representada en la NFL por los cinco veces campeones Dallas Cowboys. Las Estrellas de Dallas también han sumado un campeonato. Los Mavericks obtuvieron su primer anillo de la NBA en la temporada de 2011. Los equipos de Dallas son:
| Equipos de las seis ligas prominentes de Estados Unidos en Dallas |                    |                                          |                          |
| Equipo                                                            | Deporte            | Liga: Conferencia                        | Estadio                  |
| Dallas Cowboys                                                    | Fútbol americano   | National Football League: Nacional       | AT&T Stadium             |
| Estrellas de Dallas                                               | Hockey sobre hielo | National Hockey League: Oeste            | American Airlines Center |
| Dallas Mavericks                                                  | Baloncesto         | National Basketball Association: Oeste   | American Airlines Center |
| Texas Rangers                                                     | Béisbol            | Grandes Ligas de Béisbol: Liga Americana | Ameriquest Field         |
| FC Dallas                                                         | Fútbol             | Major League Soccer: Oeste               | Toyota Stadium           |
| Dallas Jackals                                                    | Rugby              | Major League Rugby: Centro               | Choctaw Stadium          |

Otros equipos profesionales o de ligas menores en Dallas y sus suburbios son:
| Equipo             | Deporte                        | Liga                                 | Estadio                  |
| ------------------ | ------------------------------ | ------------------------------------ | ------------------------ |
| Dallas Desperados  | Fútbol estadounidense de arena | Arena Football League                | American Airlines Center |
| Texas Tornados     | Hockey sobre hielo             | North American Hockey League         | Deja Blue Arena          |
| Dallas Harlequins  | Rugby                          | Rugby Super League                   | Glencoe Park             |
| Frisco RoughRiders | Béisbol                        | Minor League Baseball                | Dr Pepper Ballpark       |
| Dallas Diamonds    | Béisbol                        | Women's Professional Football League | Ameriquest Field         |
| Dallas Revolution  | Fútbol                         | Women's American football            | McKinney                 |
| Texas Legends      | Baloncesto                     | NBA Development League               |                          |

### Dallas Cowboys

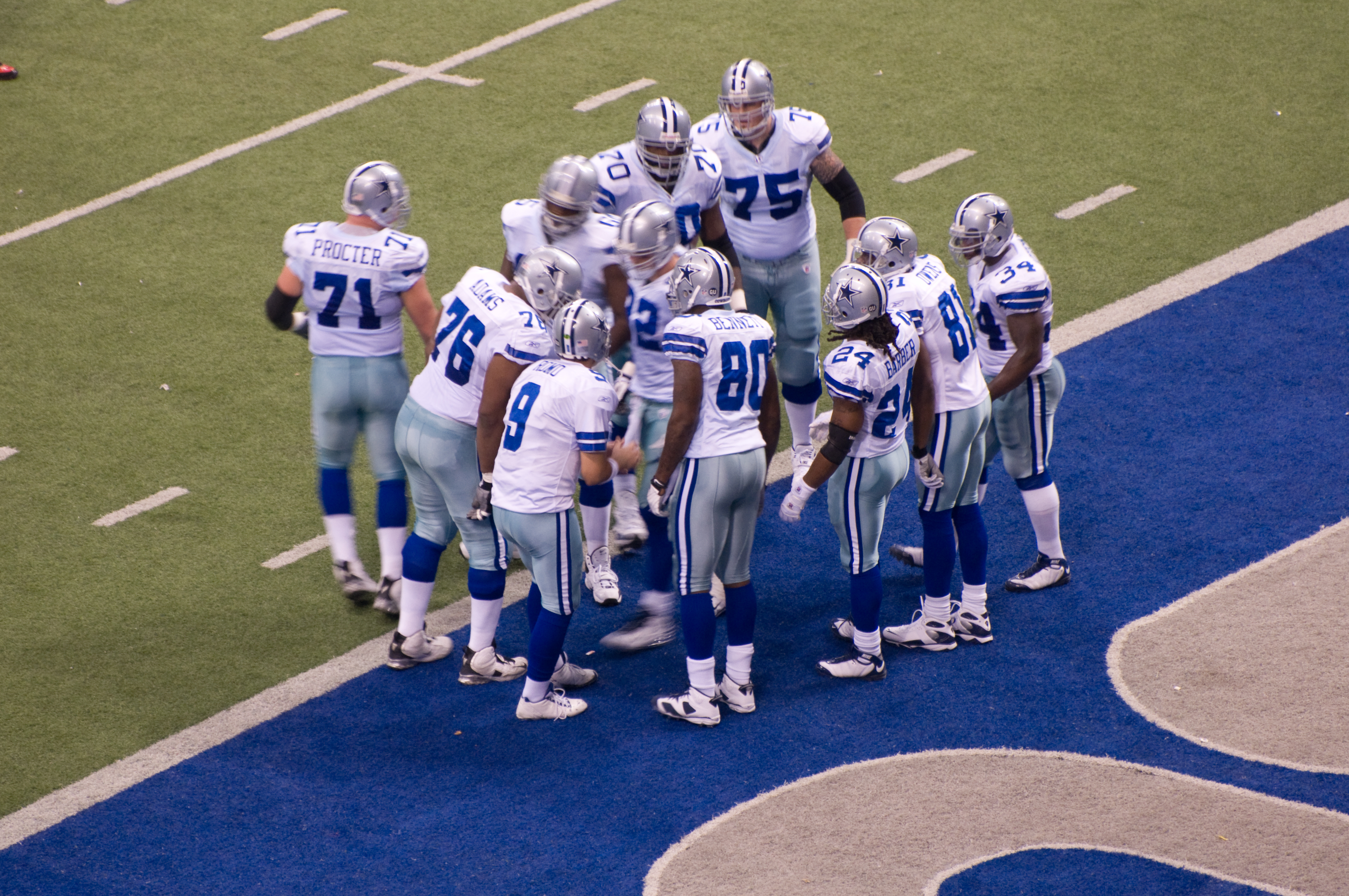
Equipo de Dallas Cowboys en intriga

La ciudad de Dallas cuenta con su propio equipo de fútbol estadounidense perteneciente a la NFL, se les conoce como los «Dallas Cowboys», o sea, los Vaqueros de Dallas. Su uniforme está configurado por los colores blanco, azul o gris y el logo del equipo es una estrella. Según la revista Forbes, los Dallas Cowboys constituyen el primer equipo deportivo más caro del mundo.
Los Vaqueros de Dallas juegan en el Estadio AT&T situado en Arlington, no solo atrae a habitantes anglosajones sino también a los habitantes hispanohablantes. y es el equipo con más popularidad en México.
Estadio AT&T

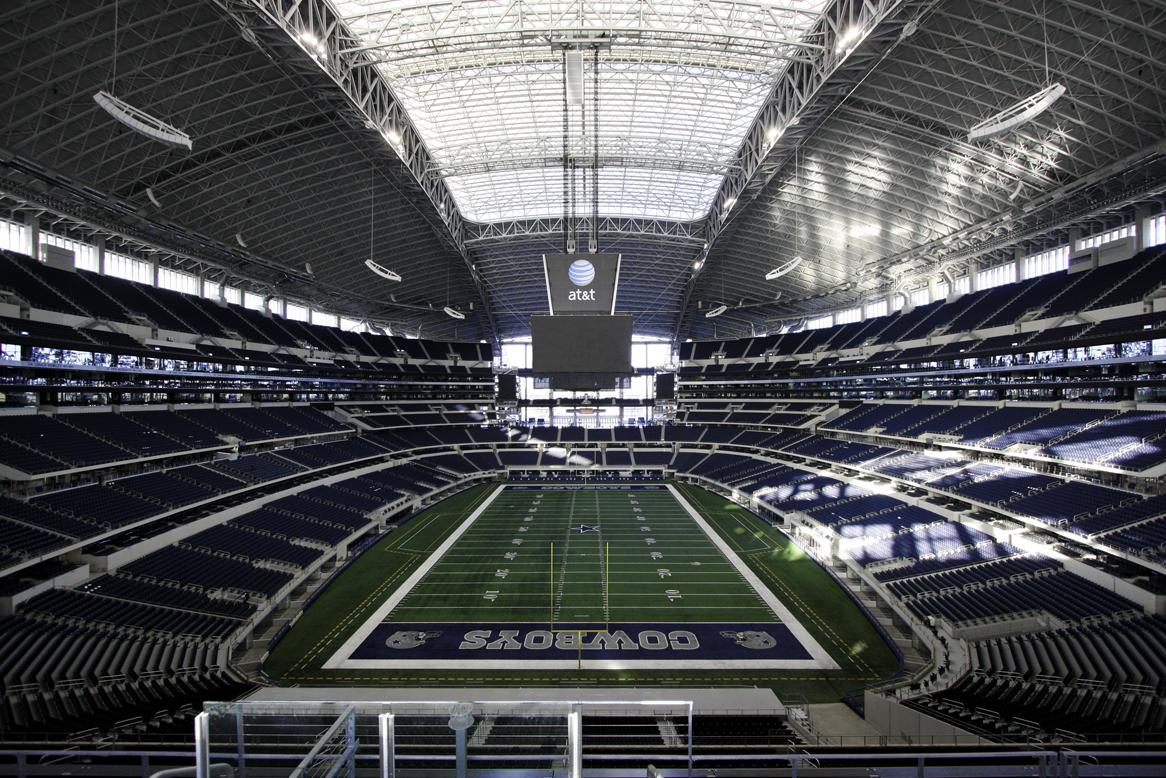
Interior del Estadio AT&T

Inicialmente se le llamaba el Dallas Cowboys Stadium, pero a partir de julio de 2013 pasó a su nombre actual. Este estadio ultramoderno posee la capacidad para unos cien mil espectadores. Está dotado de cámaras de alta definición, una gigante pantalla doble de LCD de alta definición sujeta en las alturas, un techo retráctil, puertas de cristal, así como aire acondicionado. Este complejo gigante tuvo el costo de mil trescientos millones de dólares.
Estas instalaciones, además de partidos de fútbol estadounidense, pueden utilizarse para conciertos, partidos de fútbol, competiciones, carreras de motocrós, acontecimientos multitudinarios, entre otras actividades.

## Medios de comunicación
Dallas tiene numerosos periódicos, revistas, emisoras de televisión y radio locales que sirven al Dallas/Fort Worth Metroplex entero, el cual lo constituye en el quinto mercado más grande de los Estados Unidos.
Prensa
Dallas tiene un periódico diario, The Dallas Morning News,. El Dallas Times Herald, que empezó en 1988, era el mayor competidor de The Dallas Morning News  Otros periódicos diarios son Al Día, un periódico en español —lo equivalente al Dallas Morning News—, y Quick, una versión de The Dallas Morning News, gratis y con estilo de breves. 
Otras publicaciones de periódico incluyen al Dallas Observer, una alternativa de periódico semanal, y D Magazine una revista mensual de negocios, vida y entretenimiento en el Metroplex.
En términos al más grande área metro, el Fort Worth Star Telegram es otro periódico diario significativo, cubriendo a Fort Worth/condado Tarrant y otros suburbios al oeste y noreste de Dallas.

### Dallas Morning News

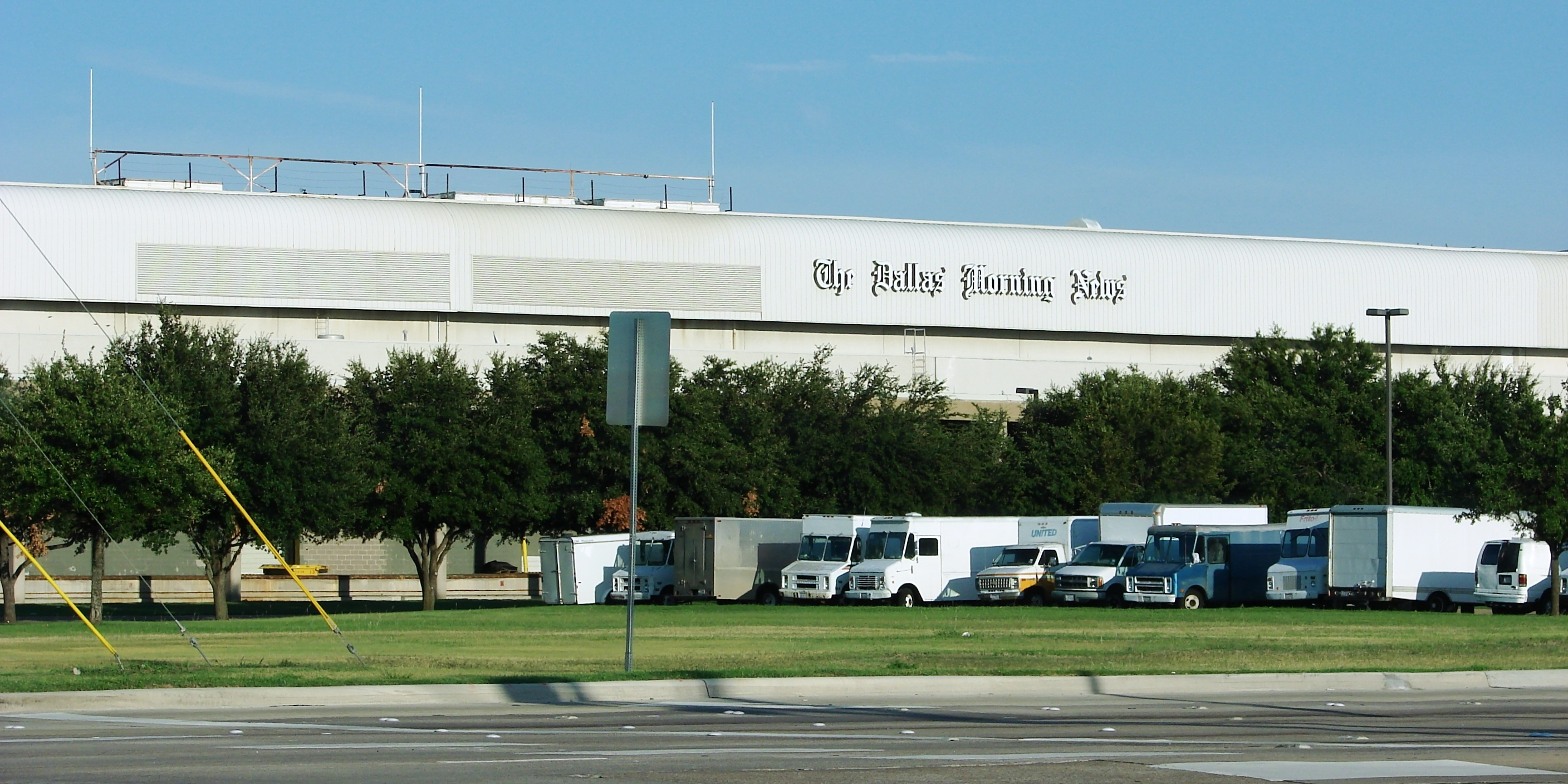
Planta de distribución de The Dallas Morning News ubicada en Plano

El Dallas Morning News es el principal periódico en inglés de la ciudad de Dallas, cuenta con aproximadamente setecientas mil subscripciones en papel así como una audiencia de cinco millones de su página cibernética DallasNews.com.
Esta agencia periodística procura de manera imparcial y verdadera la difusión de noticias. Su oficina principal se encuentra en el centro de Dallas, a pocos metros de la Torre Reunión, en la calle 508 Young Street.

### Medios televisivos en español
Las principales emisoras televisivas en español se concentran mayormente en emitir contenido informativo o de entrenamiento. Durante horario vespertino las emisiones de contenido educativo suelen ser nulas. Las emisoras difunden por las tardes una infinidad de telenovelas de Iberoamérica. Los noticieros en Dallas, se emiten por lo general de cuatro a seis de la tarde.
A pesar de estar compuesta la ciudad de Dallas por un 40 % de hispanos, el contenido educativo gratuito en español es demasiado escaso lo cual obliga a estos habitantes a recurrir a los canales en inglés para acceder a ese tipo de contenido.

#### Telemundo 39
El canal Telemundo posee una emisora televisiva conocida localmente como Telemundo 39 con instalaciones al norte del centro de Dallas. Su emisiones son en español y se enfocan en el sector de entretenimiento así como contenido informativo.

#### Univisión 23

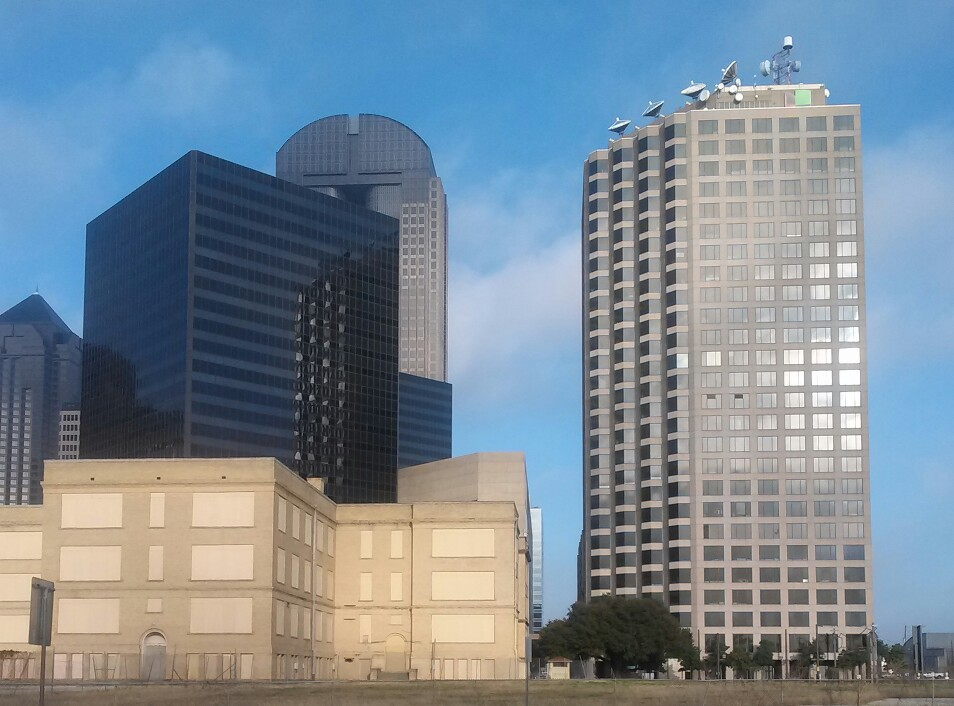
Edificio de Univisión en la derecha en el centro urbano

La principal candena de contenido en español con sede en Miami, posee un edificio en el centro de Dallas. A las cuatro de la tarde empieza su programa Primer Impacto para después iniciar el noticiero para el área Dallas-Fort Worth con una duración de 30 minutos, tras ello, empieza el noticiero nacional que se emite desde Miami con sus presentadores habituales Jorge Ramos y María Elena Salinas. Los programas vespertinos principales son telenovelas que se emiten hasta las diez de la noche para después iniciar el noticiero nocturno.
El noticiero de las cinco de la tarde de Univisión 23 se encarga de informar a los hispanohablantes del área Dallas-Fort Worth acerca de la actualidad, el tiempo, acontecimientos importantes, oportunidades de trabajo, información en asuntos escolares y otro contenido relevante para esta audiencia.

## Lugares de interés turístico

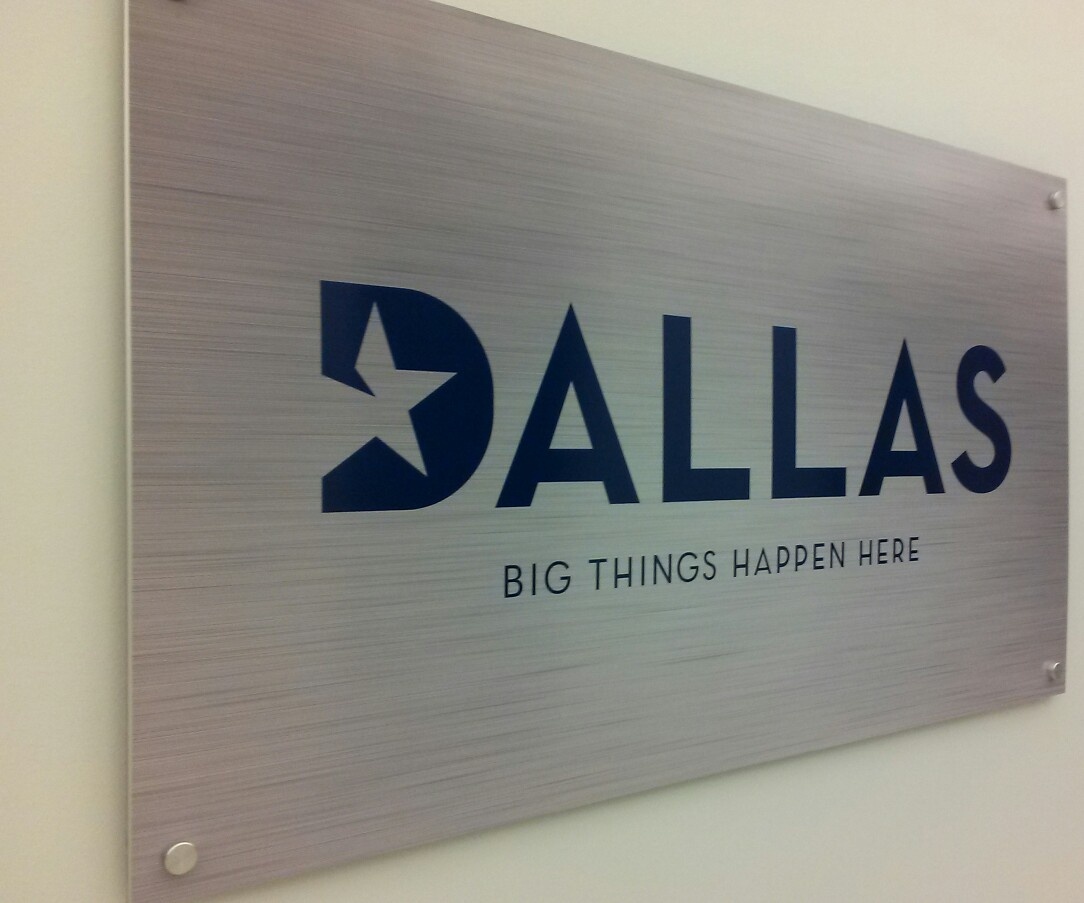
Dallas: Aquí Suceden Grandezas, oficina de turismo

### Página Cibernética Turística
La ciudad dispone de su propia página electrónica en la cual da a conocer las atracciones turísticas ubicadas en toda el área metropolitana de Dallas. La página está totalmente en español, a continuación se proporcionará el enlace que remite a ella.

### Torre Reunión

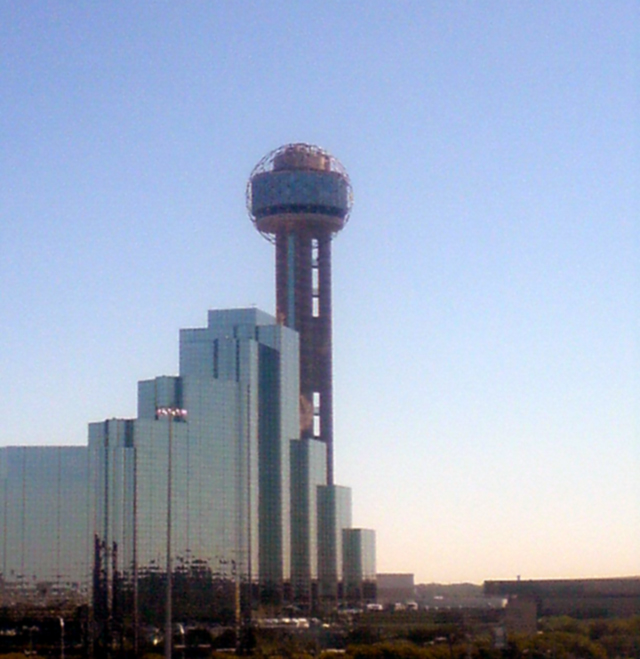
La Torre Reunión junto a su hotel

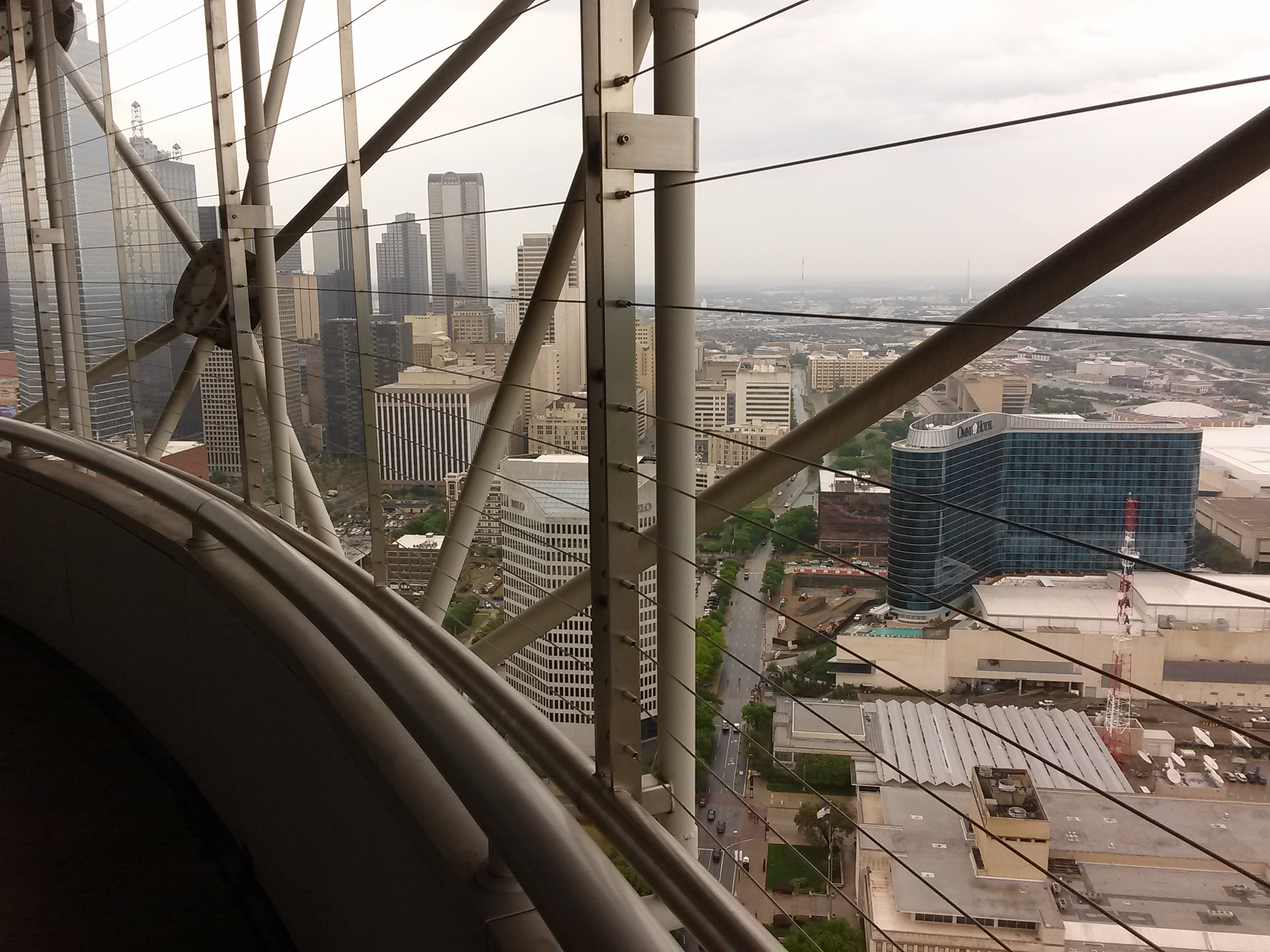
Vista desde el interior de la torre

La Torre Reunión constituye el emblema de lo que es Dallas; forma parte del panorama urbano desde 1978. El visitante puede hacer una ascensión en elevador a la parte esférica para de esta manera disfrutar de una vista aérea mejor de esta urbe. La cumbre de la torre está configurada principalmente por su mirador y su restaurante giratorio que permite al visitante tener una experiencia única a ras de cielo.
La torre ha estado totalmente renovada. Ahora entre sus muchas dotaciones incluye tableros táctiles digitales interactivos que facilitan al turista o al dalasita conocer de forma más explicativa los puntos más importantes de esta metrópolis. Asimismo, fue provista de una especie de fotomatón rediseñado, llamado «Pix Kiosk» que concede al visitante fotografiarse, añadir un fondo interactivo para posteriormente remitir la fotografía mediante Internet a una cuenta personal digital.
Entre sus servicios está el poder alquilar el complejo para efectuar celebraciones, fiestas u otros acontecimientos destacables.
El nombre «Reunión» hace alusión a la pequeña comunidad de habla francesa conocida como «La Réunion»; esta comunidad de francófonos pretendió establecer un pueblo utópico cerca del actual centro urbano pero malogró.

### Plaza de las Américas

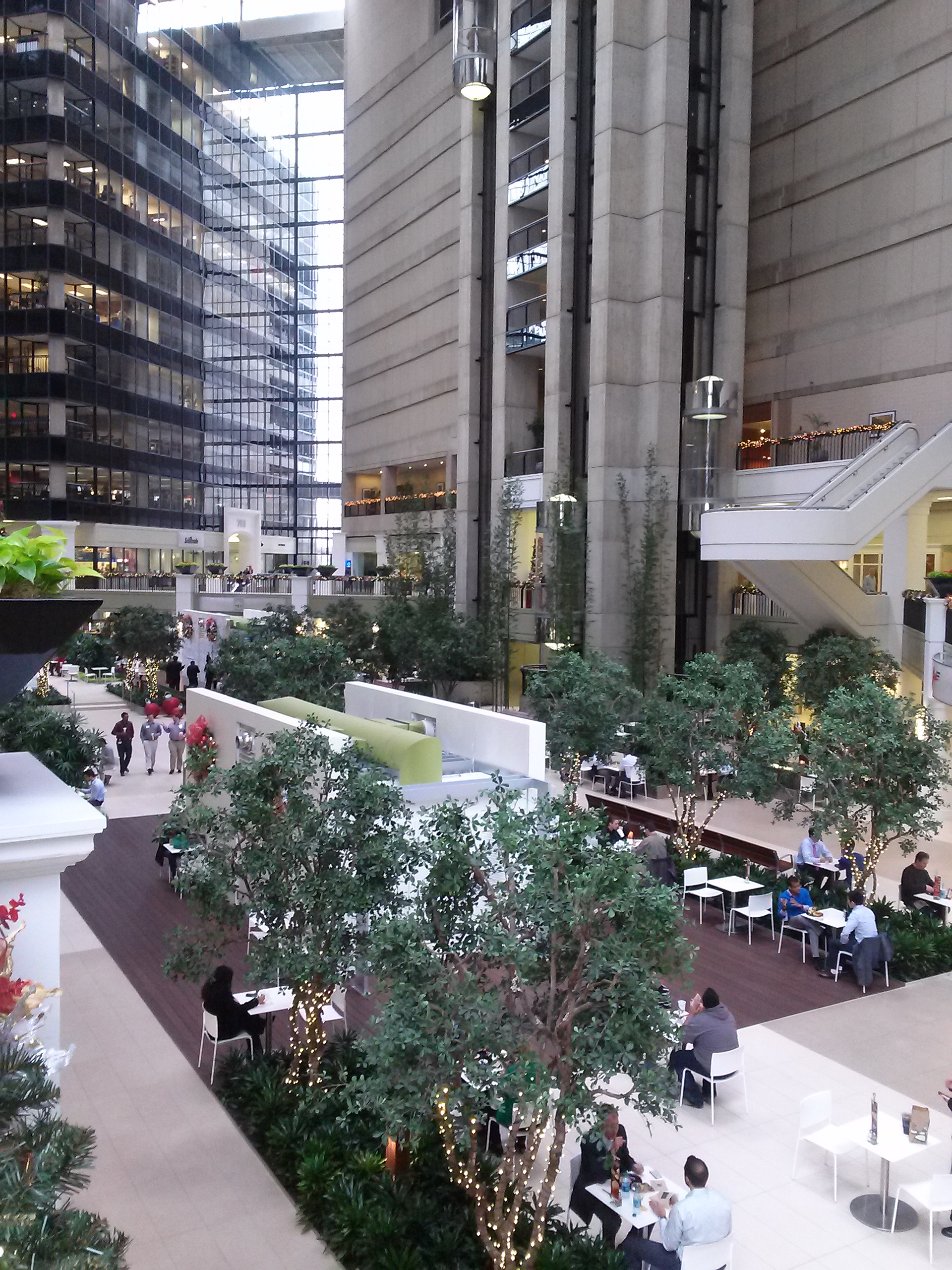
El atrio de la plaza de las Américas

Esta lujosa y prestigiosa plaza de las Américas está abierta a todo público, ofrece la belleza de un lugar de ricos pero sus precios son asequibles. En torno a su atrio arbolado están instalados numerosos puestos de comida, por ejemplo hay para escoger hamburgueserías, cafeterías, heladerías y más. Esta plaza comercial tiene también su joyería, óptica, farmacia, guardería infantil, etcétera.
La plaza de las Américas está ubicada en el centro de Dallas, adyacente a la Pearl Station del tren DART, por dicho motivo se convierte en una gran atracción para los dalasitas que laboran en el centro de la ciudad. Tal lugar se llena mayormente de gente muy bien vestida durante la hora de almorzar, entre semana.
El clima no es factor para disuadir a las personas de recurrir a sus establecimientos, pues la plaza se encuentra en el interior de un complejo comercial compuesto de hoteles y rodeado de cristaleras que resguarda al visitante. La torre se encuentra en el centro de la ciudad y se puede acceder mediante el tren DART.

### Parque de la Feria

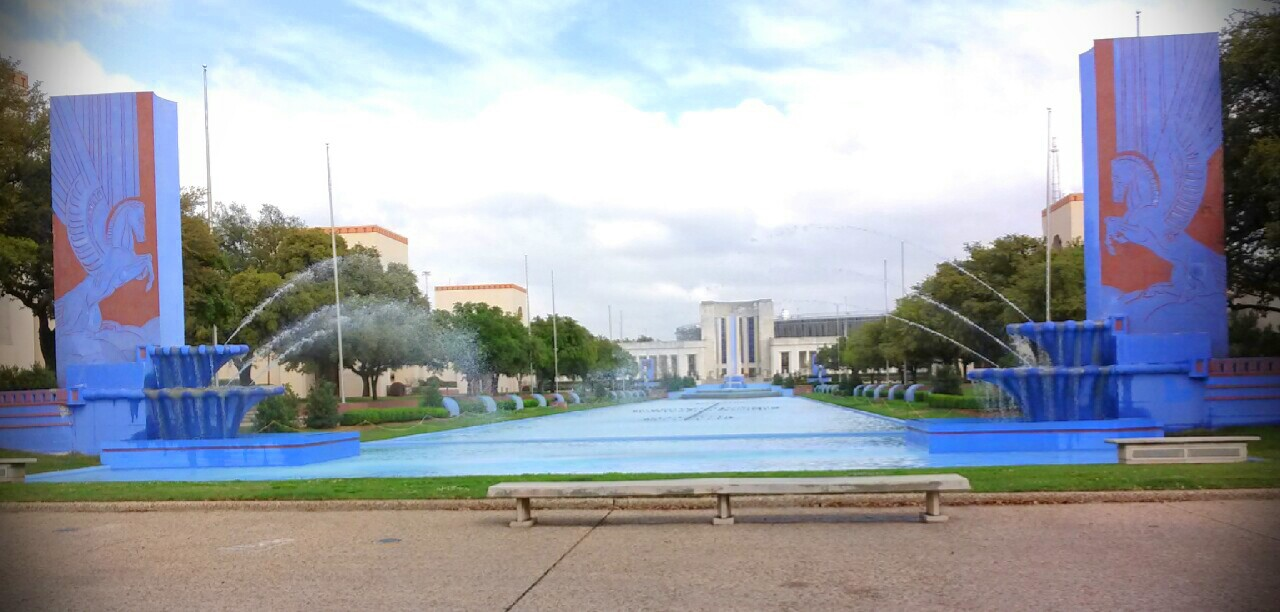
El parque de la Feria de Dallas

Este inmenso parque cultural (Fair Park en inglés), contiene un montón de museos y otros edificios culturales. Por ejemplo ahí se halla el Museo de Afroamericanos, el Acuario para Niño, el Museo Perot e igualmente un invernadero, una pequeña laguna, un estadio de fútbol estadounidense, un auditorio al aire libre, la rueda de la fortuna más grande de Estados Unidos, etcétera.
A lo largo del año se llevan a cabo ahí varios acontecimientos culturales. De septiembre a octubre se celebra la Feria Estatal de Texas, el Festival Irlandés del Norte de Texas la primera semana de marzo, en abril el Día de la Tierra, en julio el Día de la Independencia y más.
El parque está ubicado a pocos minutos del centro urbano y es posible acceder a él en tren DART

### Monumento John F. Kennedy

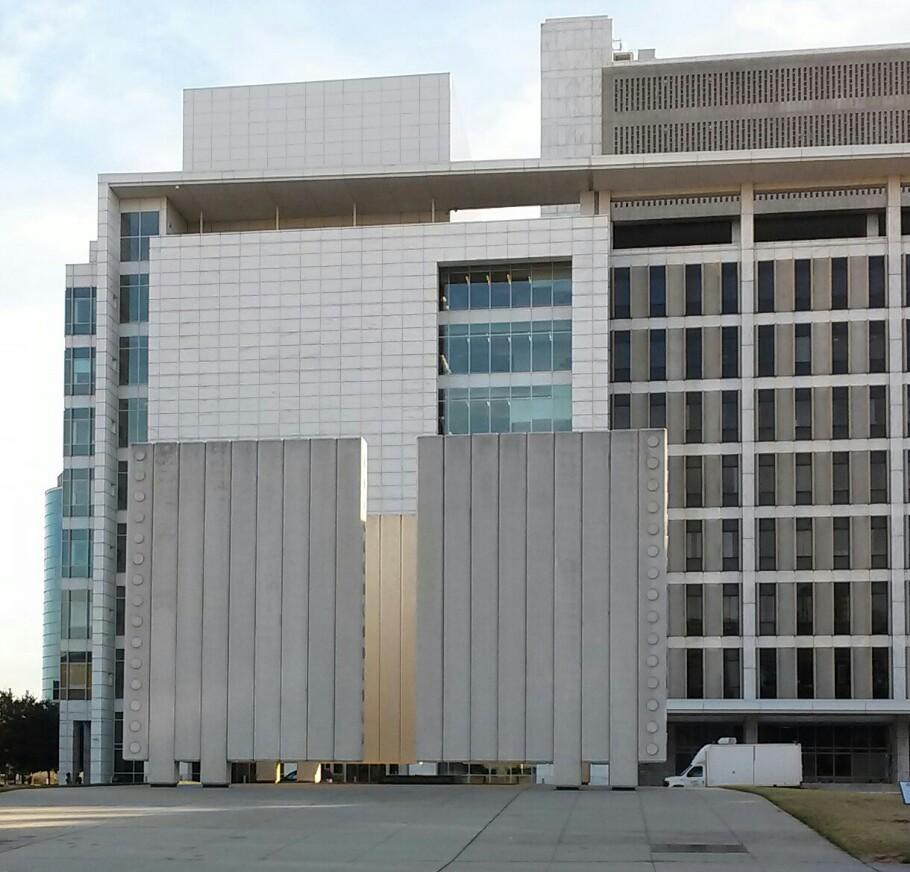
Monumento John F. Kennedy, en el centro de Dallas

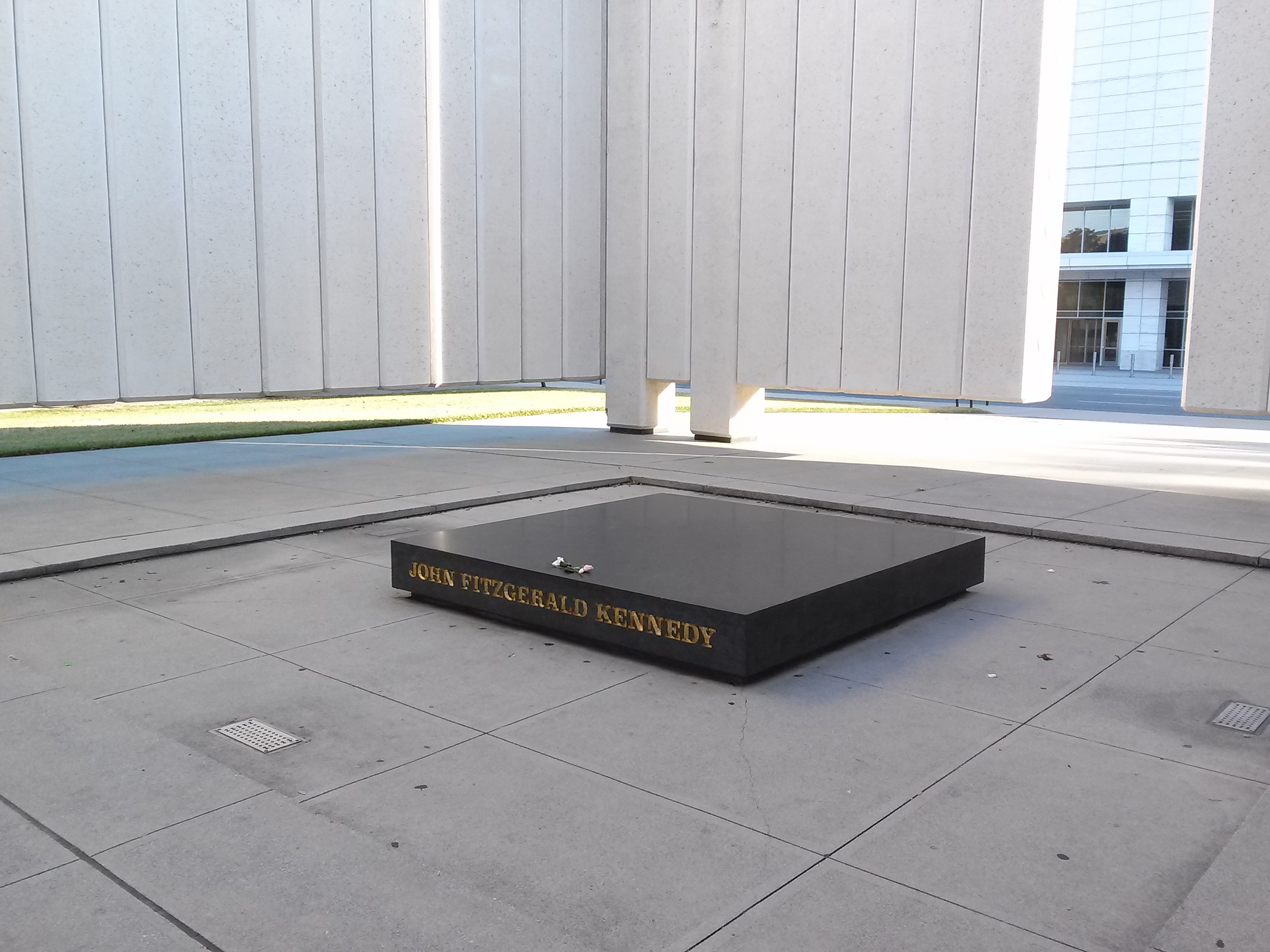
Interior del Monumento John F. Kennedy

El 24 de junio de 1970 se instauró la plaza conmemorativa de John F. Kennedy, en donde se encuentra el Monumento Conmemorativo de John Fitzgerald Kennedy, a pocas cuadras de donde fue asesinado este presidente.

#### John Fitzgerald Kennedy y Dallas
El presidente John F. Kennedy provenía de una familia numerosa, rica, católica y de ascendencia irlandesa. Nació en Brookline, Massachusetts en 1917, se graduó de la Universidad de Harvard donde consiguió el cum laude en Ciencias Políticas.
John Fitzgerald Kennedy se casó con Jacqueline Bouvier —una periodista neoyorquina, con cierto dominio de francés y español— en 1953, en la Iglesia católica de Santa María, en New Port, en el estado de Rhode Island; tuvieron su Luna de miel en Acapulco, México.
Camino a la presidencia, John F. Kennedy afrontó múltiples desafíos por no cumplir con el típico perfil de los presidentes estadounidenses, pues era muy joven, demócrata y católico. No podía estar demasiado tiempo de pie durante sus discursos por los dolores de su columna vertebral, para los cuales usaba muletas aunque procuraba no ser visto con estas.
Antes y durante su presidencia, John F. Kennedy estuvo en muchos países de Europa y Latinoamérica; el verano de 1962 el presidente junto con la primera dama visitaron la Basílica de Guadalupe en México, acto que le ganó la admiración de muchos mexicanos.

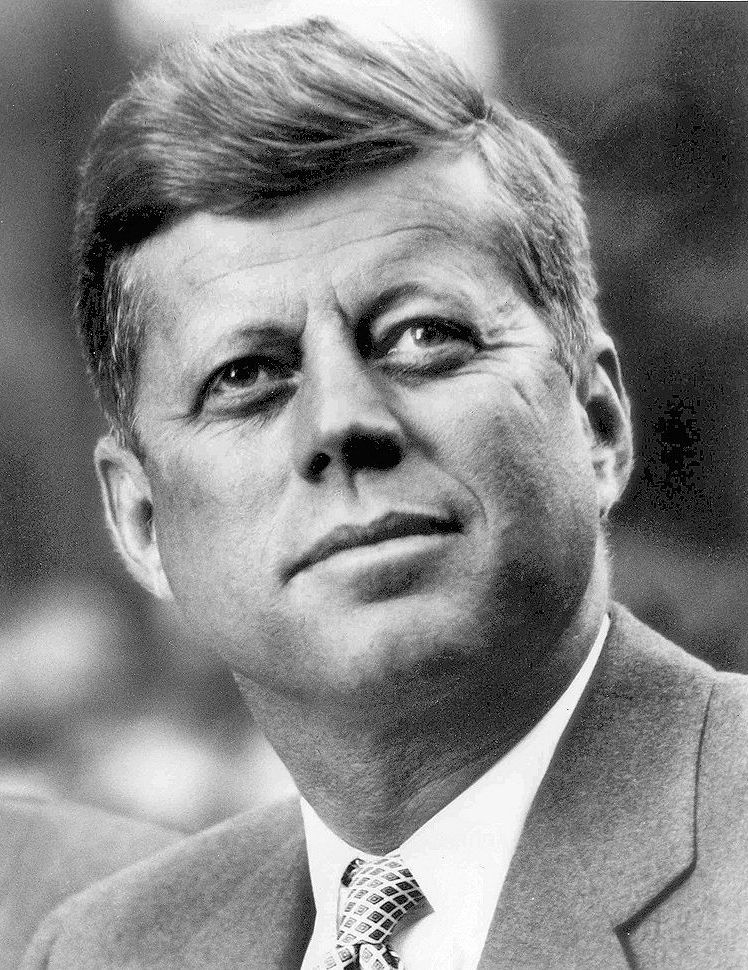
John F. Kennedy

John Fitzgerald Kennedy aspiraba a un segundo término en la presidencia, por lo tanto en 1963 llevó a cabo un viaje por el sur del país. Empezó por Florida, luego prosiguió a Texas donde pretendía ganarse la simpatía de los texanos —cuyo estado se había ganado por escaso margen camino a la presidencia (cabe saberse que el voto popular no es lo que lleva a un aspirante a la presidencia en los Estados Unidos, sino un tipo de colegio electoral)—. Llegó primero a Houston, luego a Fort Worth, el 22 de noviembre se encaminó de Fort Worth en avión a Dallas, ciudad en donde fue asesinado, mientras hacía su recorrido por la ciudad en un coche descapotable, por Lee Harvey Oswald quien le disparó desde el sexto piso del antiguo depósito de libros escolares; eran aproximadamente las 12:20 del mediodía.
John Fitzgerald Kennedy fue enterrado en el Cementerio Nacional de Arlington, Virginia donde yacen también los restos de otros de sus familiares.

### Museos

#### El MuseoPerotde Naturaleza y Ciencia

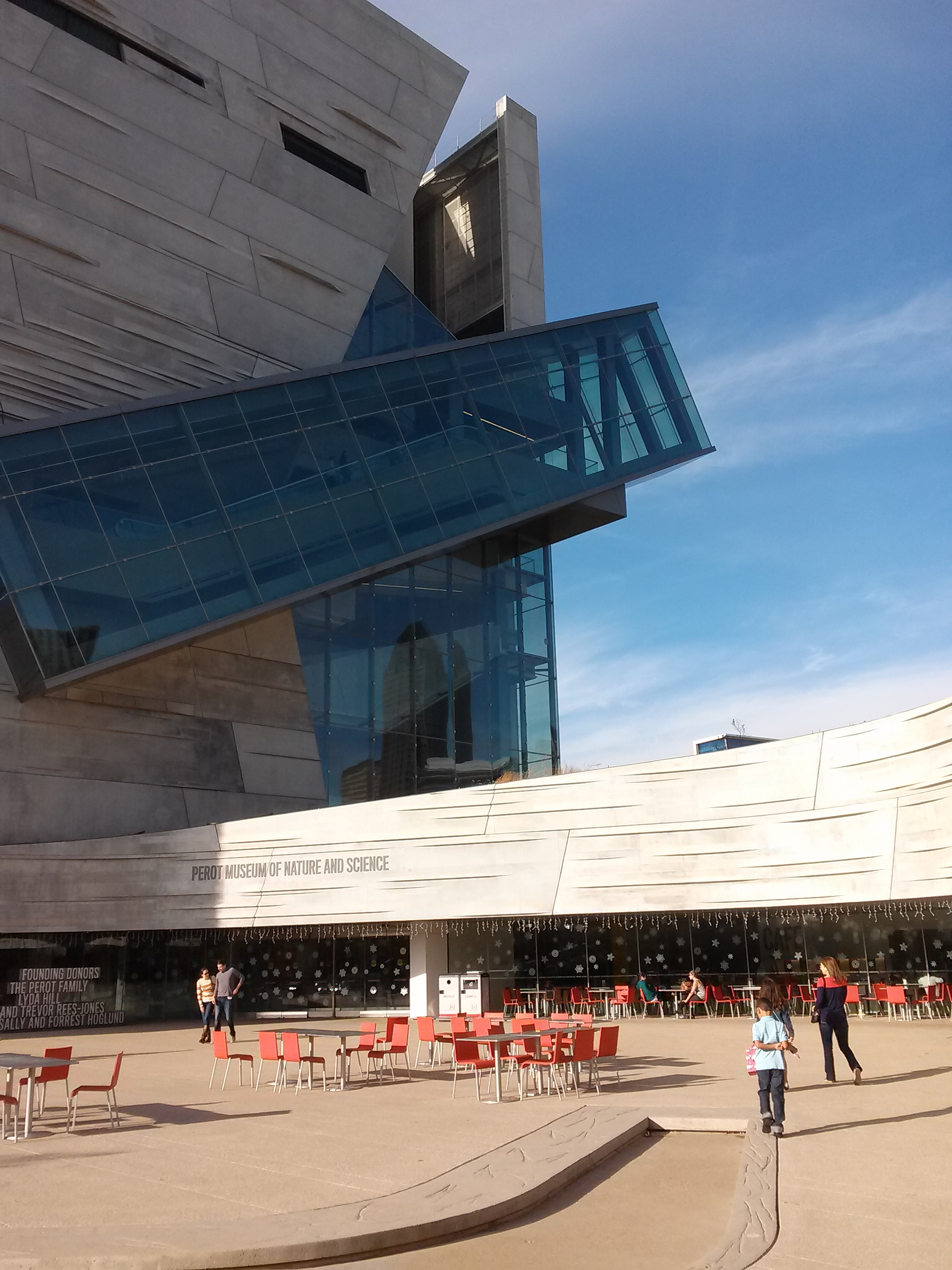
Museo Perot de Naturaleza y Ciencia

Este museo de estructura exterior cúbica tiene el designio y la pretensión de fomentar el interés por la ciencia y la naturaleza. Procura provocar y suscitar la curiosidad del visitante por la ciencia y se sirve de la tecnología más novedosa para hacer llegar de manera más eficaz el conocimiento científico. Asimismo, trata de infundir en los niños el deseo de convertirse en los científicos pioneros del día de mañana.
El complejo posee una integración estratégica de la arquitectura, la naturaleza, así como la tecnología. Su exterior está ajardinado y fue diseñado para poseer un equilibrio entre el medio ambiente y el progreso.
Entre sus distintas salas cabe destacar la de innovación e ingeniería que cuenta con un área de robótica, así como la sala en donde se halla una sección de biología celular.
La apertura del museo se efectuó el 1 de diciembre de 2012. Está ubicado en el centro de Dallas en el parque de la Victoria, al lado de la carretera en la calle 2201 N. Field Street, Dallas, Texas 75201.

#### El Museo del Holocausto de Dallas

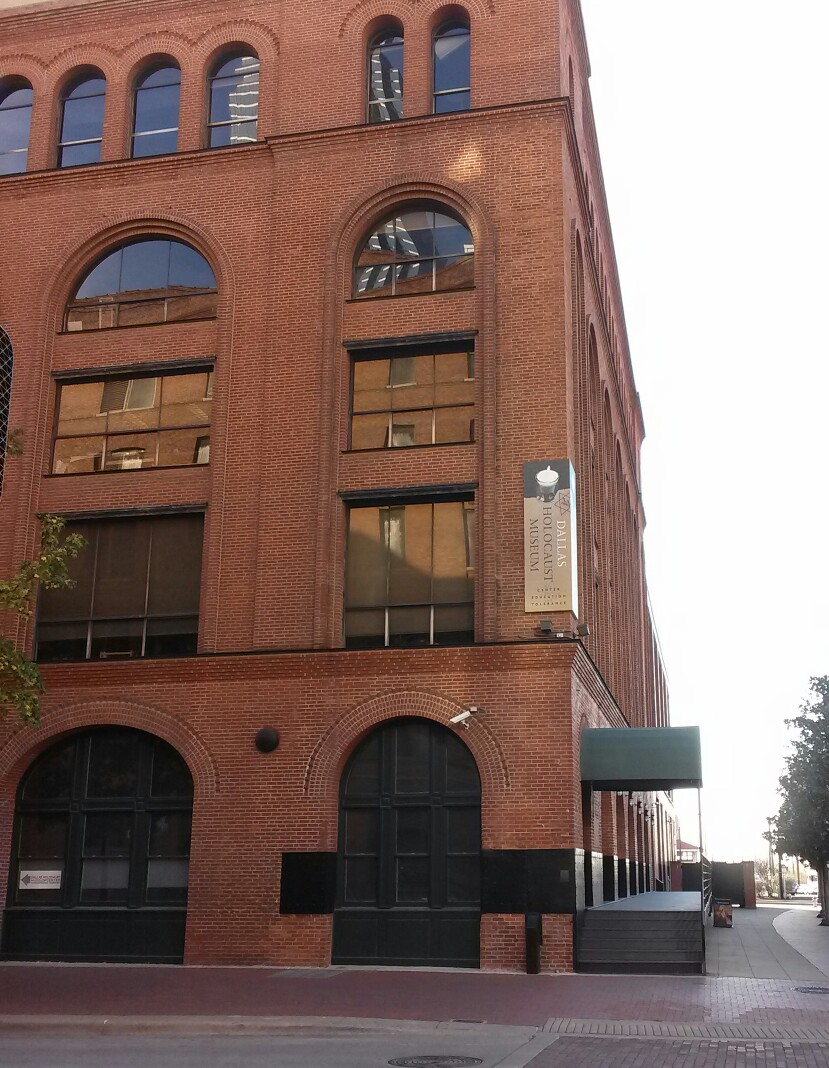
Museo del Holocausto, ubicado en el centro de Dallas

El Museo del Holocausto fue fundado en 1984, este se dedica a preservar el recuerdo de las deshumanizaciones padecidas por los judíos durante el Holocausto, para evitar de esta manera su repetición.
El museo está ubicado en el histórico barrio de West End en el centro de Dallas. Es visitado anualmente por 57 000 personas, de entre estas 27 000 niños de edad escolar. Este es el museo de tal tipo más cercano para los habitantes del norte de Texas así como para habitantes de estados circunvecinos como Oklahoma, Arkansas o Luisiana. En el norte de Texas habitan aproximadamente ciento veinticinco personas, refugiados y niños que lograron sobrevivir al Holocausto.
El museo ofrece una vistazo a lo que fue el Holocausto con distintas exhibiciones, recorridos narrativos, testimonios de supervivientes, pláticas pertinentes, igualmente archivos y una biblioteca para una investigación más profunda de este pasado disponible para sus afiliados. Asimismo, el museo da la oportunidad a la gente de ayudar como voluntario. Actualmente recauda fondos para su reubicación.

#### Museo del Sexto Piso

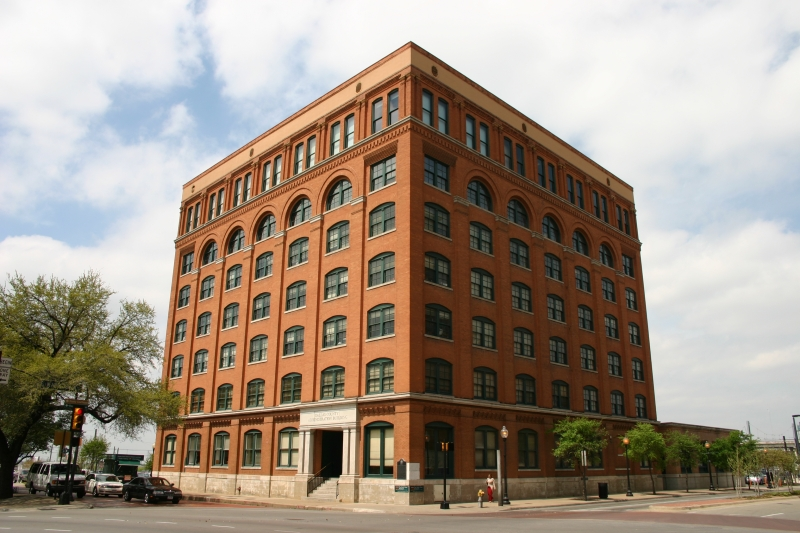
Museo del Sexto Piso.

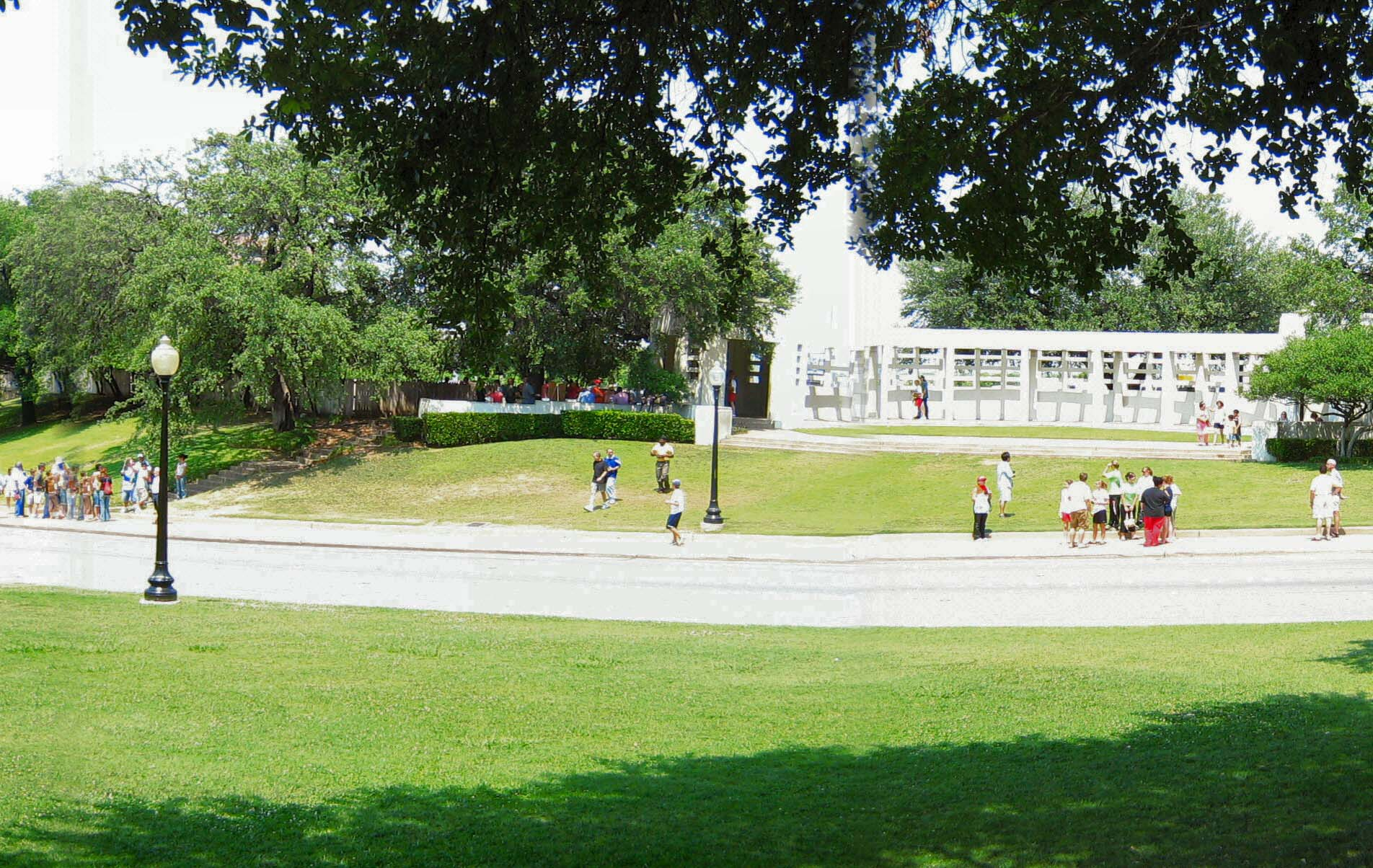
Sitio del asesinato

El Museo del Sexto Piso en la plaza Dealey es uno de los favoritos entre los turistas que desean conocimientos relacionados con el asesinato del presidente John F. Kennedy.
El museo tiene en exhibición fotografías, objetos pertinentes, vídeos históricos relevantes, así como documentación en la que se relata el asesinato del presidente. Sus exhibiciones cuentan la vida, la muerte, el legado del presidente estadounidense John Fitzgerald Kennedy, entre otras cosas.
La apertura del museo advino el 20 de febrero de 1989, Día de los Presidentes. Está ubicado en la intersección de las calles Elm y Houston, en la plaza Dealey del centro de Dallas cerca de la Torre Reunión. En el sexto piso de este edificio fue desde donde se supone que Lee Harvey Oswald disparó al presidente John F. Kennedy el 22 de noviembre de 1963 conforme recorría la ciudad de Dallas.

#### El Antiguo Rojo Museo de Historia y Cultura del Condado de Dallas

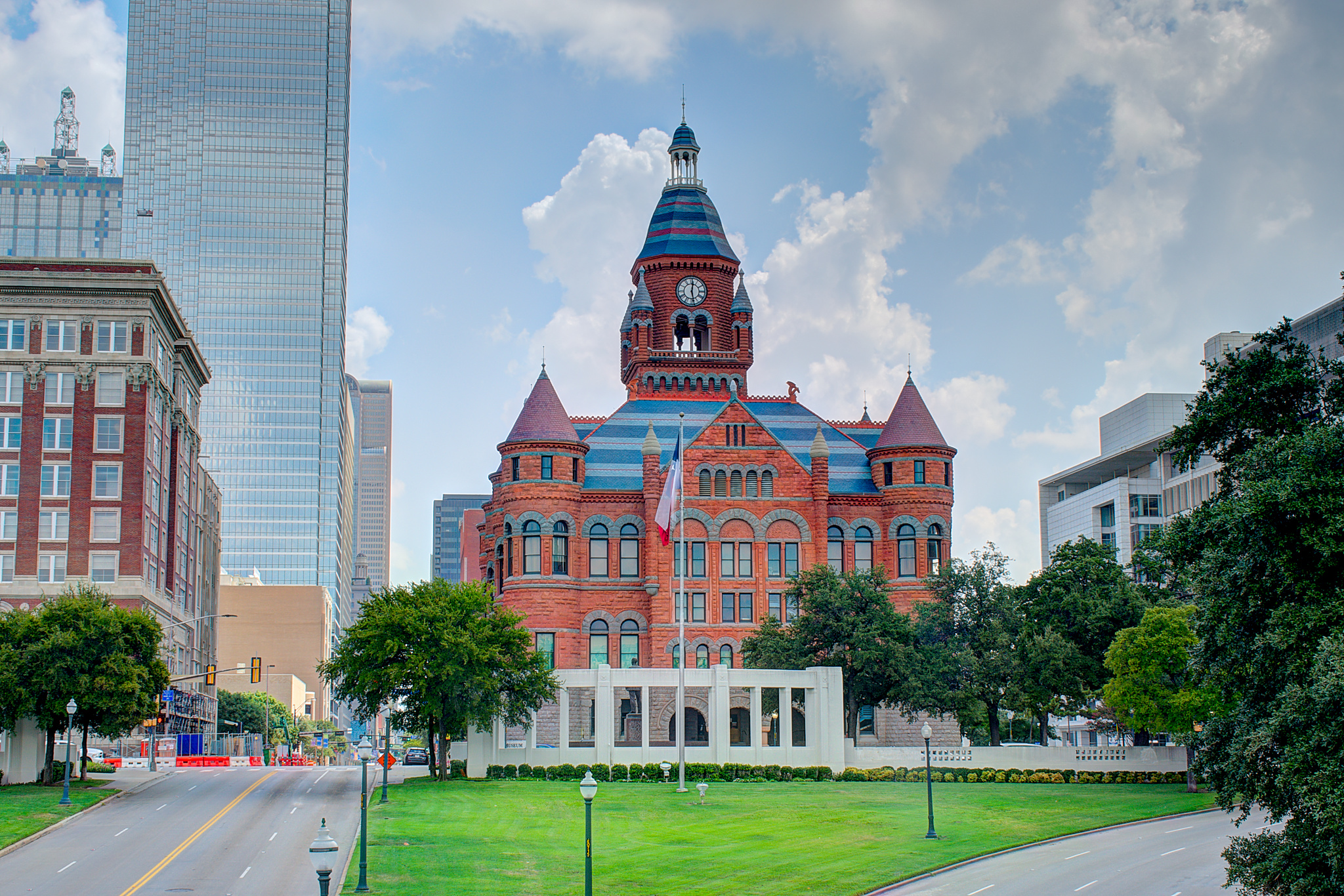
Antiguo Rojo Museo de Historia y Cultura del Condado de Dallas

Primero un tribunal y ahora también un museo emblemático, el Antiguo Rojo Museo pretende engendrar inspiración así como educar a sus visitantes de la rica cultura, economía, política e historia social del condado de Dallas. El museo manifiesta cómo las distintas culturas en conjunto han constituido la ciudad de Dallas de hoy.
Este museo está situado en el centro de Dallas, cerca de la plaza Dealey y la torre Reunión, en la calle 100 S Houston St., Dallas, Tx 75202. Para llegar en tren DART, se puede bajar en la parada West End.
El edificio fue construido en 1892 e inicialmente cumplía la función solo de tribunal. Posteriormente fue restaurado y transformado en un museo. En la actualidad, en su interior se conserva la historia de esta urbe. Se podrán observar objetos con valor histórico, exhibiciones, galerías, asimismo, documentación con contenido relevante. El Museo está dotado de computadoras de pantallas táctil, cuatro pequeños teatros, entre otras cosas.

#### Museo Afroamericano

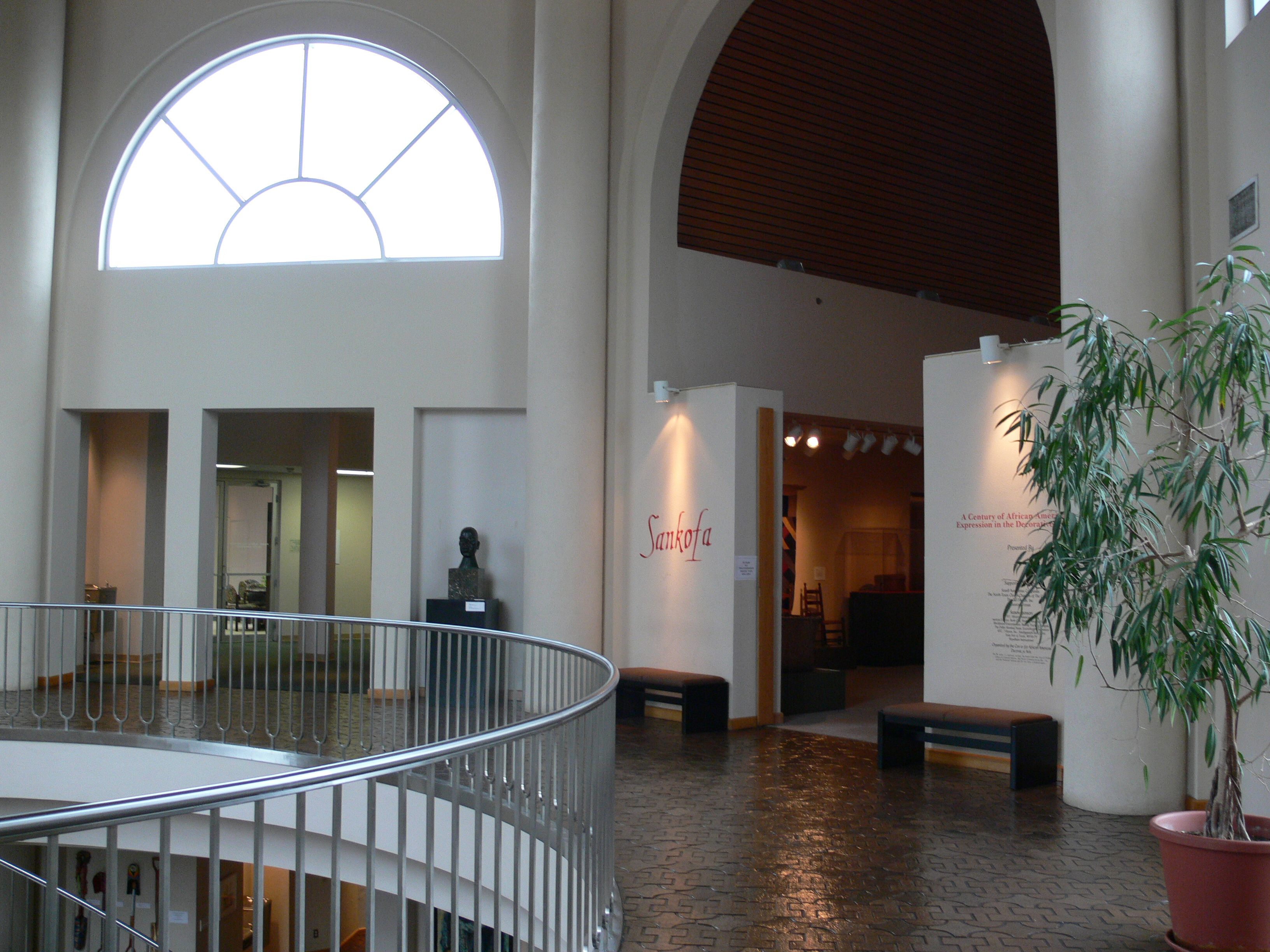
Interior del Museo Afroestadounidense

Se caracteriza por ser la única institución de su tipo en el sudoeste de los Estados Unidos dedicada a la preservación y exposición de obras afroestadounidenses artísticas, culturales e históricas; cuenta con una de las más numerosas colecciones de arte folclórica afroestadounidense en los Estados Unidos. Las obras antedichas se mantienen conservadas en las cuatro galerías con bóvedas del edificio. Igualmente, el Museo Afroamericano dispone de una biblioteca de investigación y sirve como lugar idóneo para efectuar actividades culturales de esta índole.
Este Museo Afroestadounidense está ubicado en el parque de la Feria.

#### Rancho Southfork

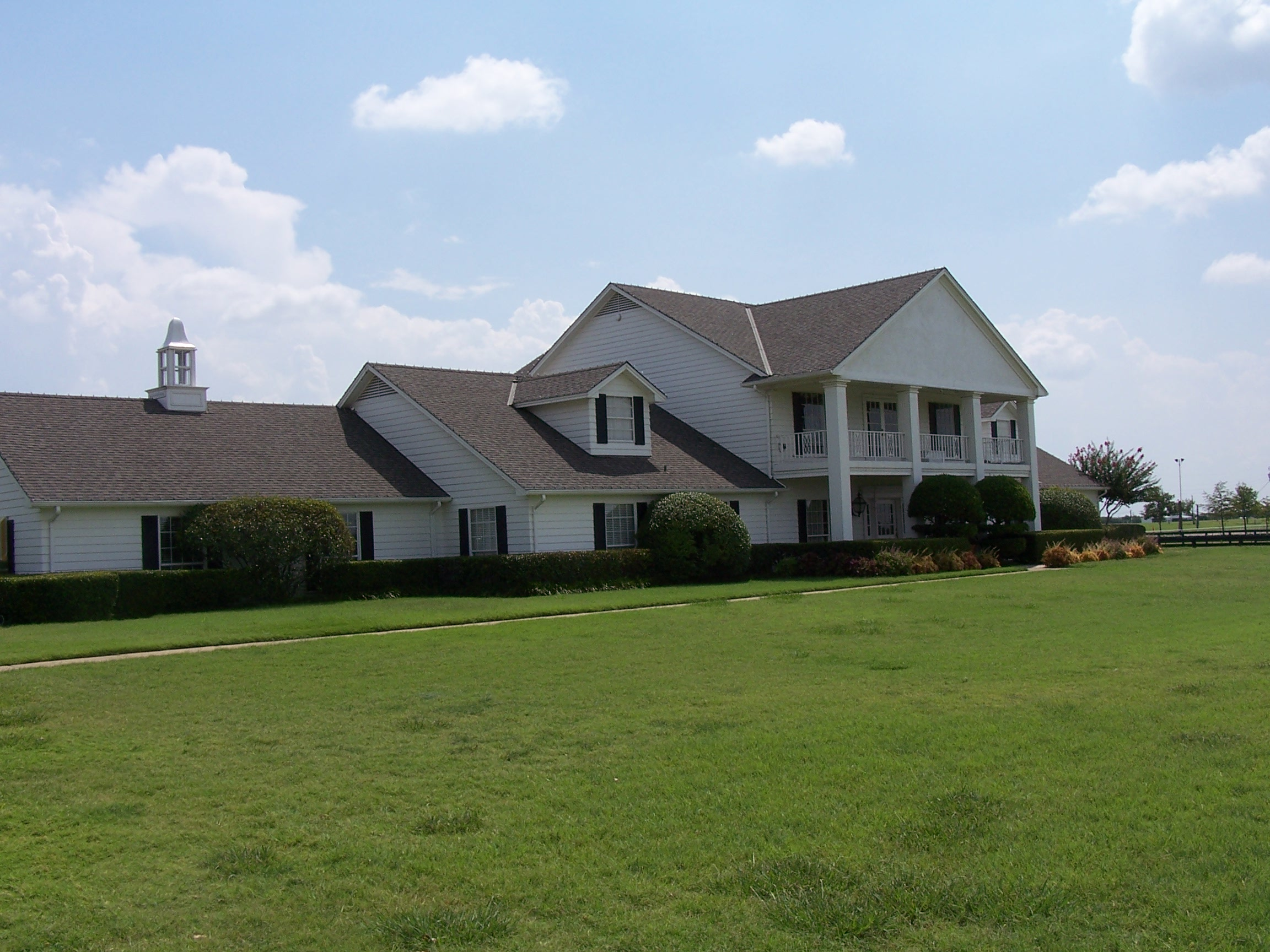
Mansión en el Rancho Southfork, de la serie televisiva Dallas

La serie televisiva Dallas que llevó a la ciudad a la fama, dejó su pequeño legado, pues, el rancho en donde se grabaron segmentos de la serie aún se puede encontrar y está abierto al público; en la serie la mansión del rancho estaba habitada por la familia Ewings. Hoy en día, se ofrecen distintos servicios para el visitantes como paseos guiados por el rancho, todos los días del año, salvo los días de Navidad y Día de Acción de Gracias. El museo cuenta con su tiendita de mercancía relevante a la serie televisiva. También brinda la posibilidad de llevar a cabo bodas, celebrar diferentes acontecimientos, entre otras cosas.
El rancho está ubicado al noreste de Dallas, en la reconditez de la ciudad Parker, en la calle 3700 Hogge Drive.

#### El Museo Meadows de Arte
La Universidad Metodista del Sur cuenta con el Museo Meadows, impulsado por un empresario petrolero del mismo apellido. Alberga una valiosa colección de arte español, obras desde la Edad Media hasta autores contemporáneos.

### Centro Comercial North Park
Este es el centro comercial dalasita por excelencia, recibe unas veintiséis millones de visitas anuales y en muchas clasificaciones suele quedar entre los cinco mejores destinos para hacer compras en los Estados Unidos. Este enorme complejo comercial de más de doscientas treinta tiendas, está constituido por roperías, grandes almacenes, jugueterías, restaurantes de comida exquisita, su propio cine, entre otras atracciones. Uno puede encontrar ropa, bolsos o accesorios de auténticas marcas de Louis Vuitton, Gucci, TOD'S, Versace, Barneys New York, Salvatore Ferragamo, Oscar de la Renta, Valentino y más. La gama de roperías es realmente muy variable, por lo tanto el visitante no solo encuentra ropa de marcas de lujo sino también de marcas asequibles.
Los visitantes extranjeros, mediante el TaxFree Shopping, califican para una devolución de impuestos de las compras hechas en Texas, para ello deben seguirse ciertas instrucciones. Los cambios de divisas pueden efectuarse en el mismo centro comercial, en el Travelex Worldwide Money Currency Exchange.
El centro comercial está ubicado al noreste de Dallas, a minutos del centro de la ciudad. Se puede acceder en automóvil por la carretera 75 o en tren DART tomar la línea roja y bajar en la estación Park Lane. Su dirección es 8687 N. Central Expressway, Dallas Texas 75225.

### Zoológico de Dallas

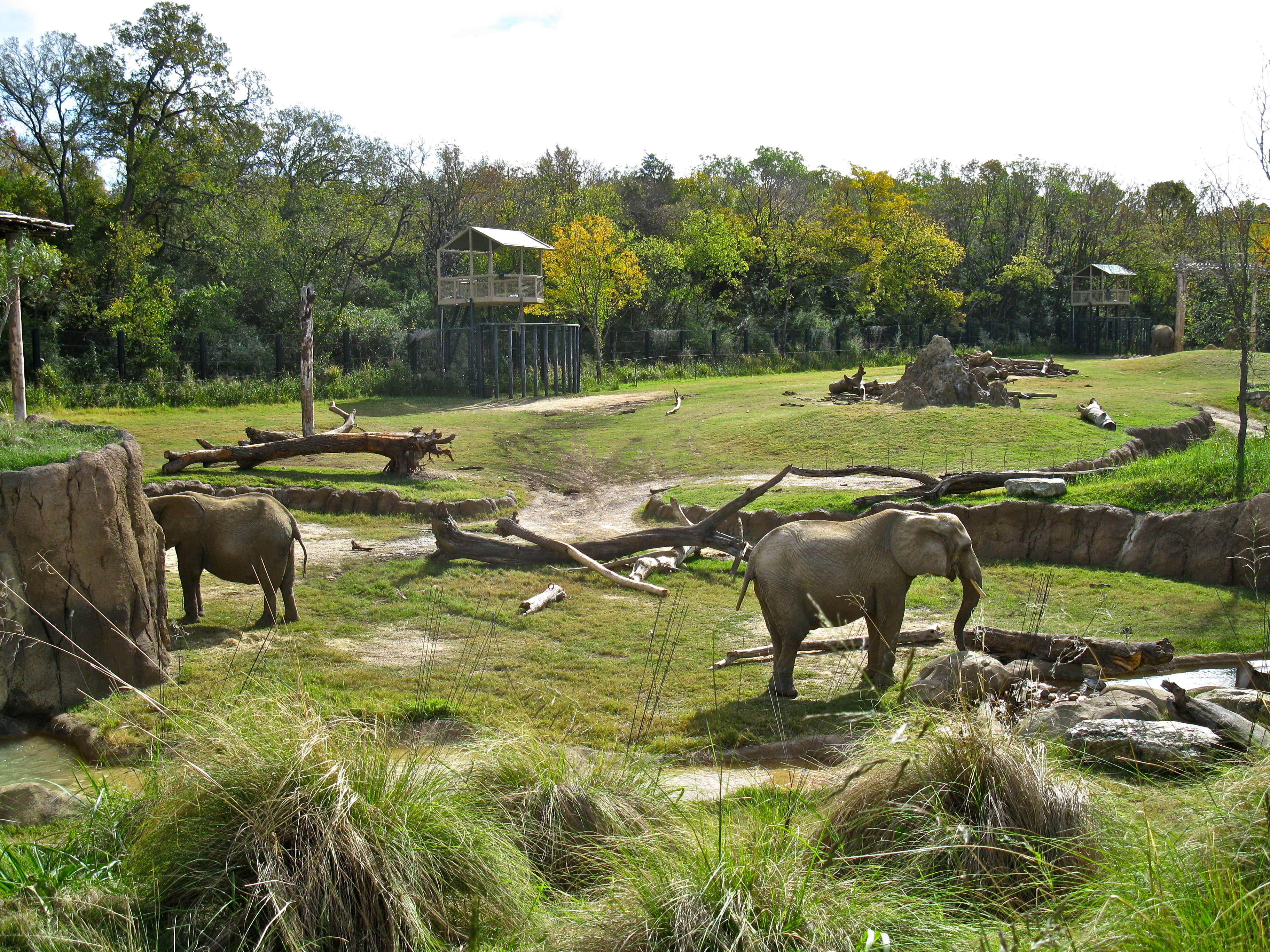
Habitáculo artificial para elefantes en el Zoológico Dalasita

El zoológico de Dallas fue instaurado en 1888, por ello, se convirtió en el primer zoológico de la parte suroeste de Estados Unidos; en él habitan unos ocho mil animales. Muchos de ellos han sido traídos de diferentes partes del mundo y otros han sido engendrados en el mismo zoológico. El zoológico está dividido en dos partes principales: ZooNorth y Wilds of Africa —Zoológico Norteño y los Salvajes de África—. A lo largo del zoológico el visitante puede observar distintos habitáculos artificiales muy llamativos en donde se exhiben animales de numerosas especies.

Los visitantes pueden descargar la aplicación telefónica Dallas Zoo App que proporciona información de horarios, entradas, estacionamientos, direcciones, programas educativos, acontecimientos zoológicos especiales, afiliación, datos acerca de los animales así como otra información para ayudar al visitante durante su recorrido por el zoológico; la aplicación telefónica tiene igualmente su contenido en idioma español.
El zoológico está situado en el sur de Dallas.

### Chinatown de Dallas

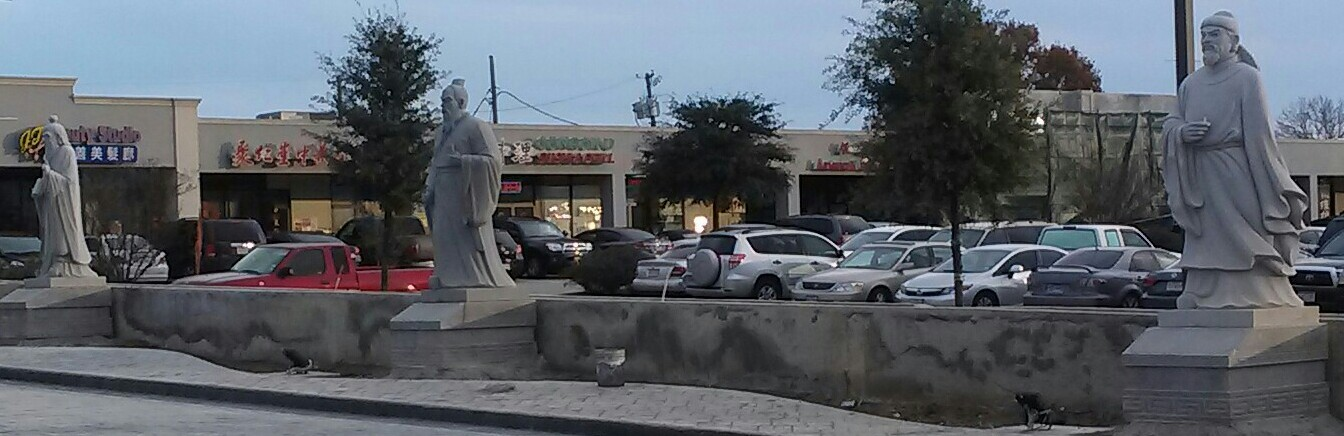
Estatuas en el barrio chino

El barrio chino de Dallas —中國城 literalmente, pueblo o ciudad china— está ubicado en el norte de Dallas, en la ciudad de Richardson. En realidad se trata de una plaza de establecimientos chinos y asiáticos. Las personas pueden encontrar ahí un mercado chino, librerías con material en chino, heladerías, restaurantes y hasta un local de películas chinas. Uno puede hallar locales de gastronomía japonesa, coreana, taiwanesa y vietnamita. Desde esa misma zona se emite el periódico chino Dallas Chinese News o en chino «達拉斯新聞»

El barrio chino de Dallas cuenta con su propio centro cultural chino, en donde se llevan a cabo competencias de caligrafía, festividades culturales chinas, exhibiciones de arte, así como funciones de música y danza. En el centro se imparten clases de informática, chino, inglés, pintura, artes marciales, taichí y diferentes tipos de danza. Adicionalmente, el centro cultural dispone de una biblioteca con estanterías de libros, revistas y periódicos en chino.
Se puede llegar al barrio chino en tren DART, se toma la línea roja y se baja en la estación Arapaho Center Station, se encuentra a sólo minutos de la estación.

### Acuario Mundial de Dallas

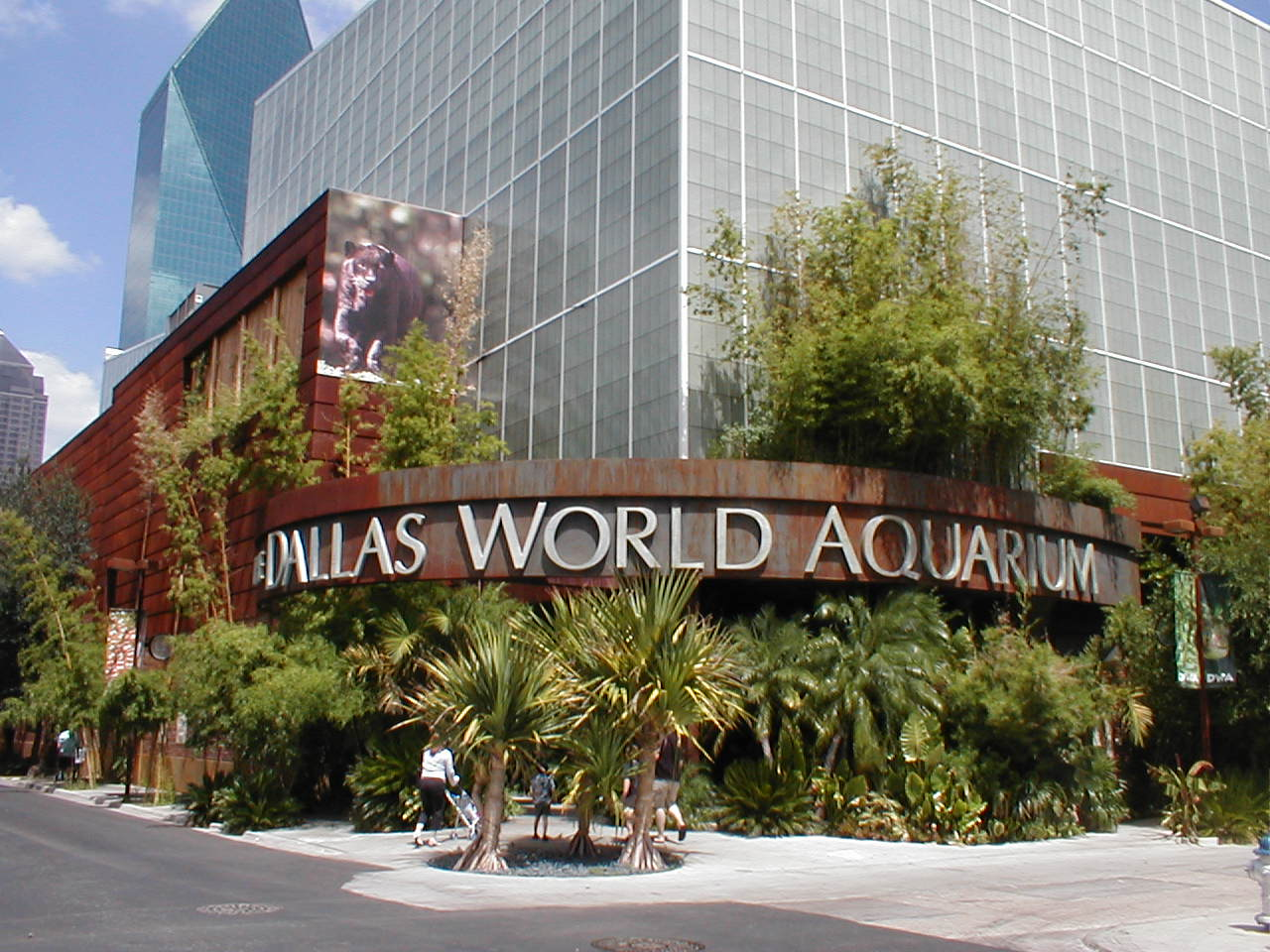
Entrada del Acuario Mundial de Dallas

El hecho de que se le considere acuario puede resultar algo erróneo, pues además de servir de habitáculo artificial para animales marinos y acuáticos, también en él habita fauna de distintos ecosistemas. El acuario está distribuido por temas geográficos ordenados en sus diferentes pisos. Es un acierto llamarlo mundial, ya que la fauna está compuesta por especies de muchas partes del mundo. En él coexisten aves, insectos, murciélagos, tortugas, serpientes, pingüinos, caballitos marinos, pulpos gigantes y más.
El acuario no solo incluye una tienda de regalos, libros y otras mercancías, sino también unos restaurantes en donde el visitante puede conseguir algo de comer.
El Acuario Mundial de Dallas está ubicado en el centro urbano de Dallas, cuenta con estacionamiento, es accesible y encontradizo.

### Lago White Rock
Este lago urbano de cuatrocientas once hectáreas está situado en el confín noreste de Dallas, a ocho kilómetros de centro urbano de Dallas. Es muy frecuentado por dalasitas y cuenta con pabellones para alquilar, concesión de canoas, muelles, rampas para el uso de lanchas, asimismo, dispone de aceras para hacer ciclismo en torno al lago.
Los barrios zonales suelen estar ocupados por mansiones con extensos patios. Adyacente al lago se encuentra el Arboreto Dalasita.

### Arboreto y Jardín Botánico de Dallas

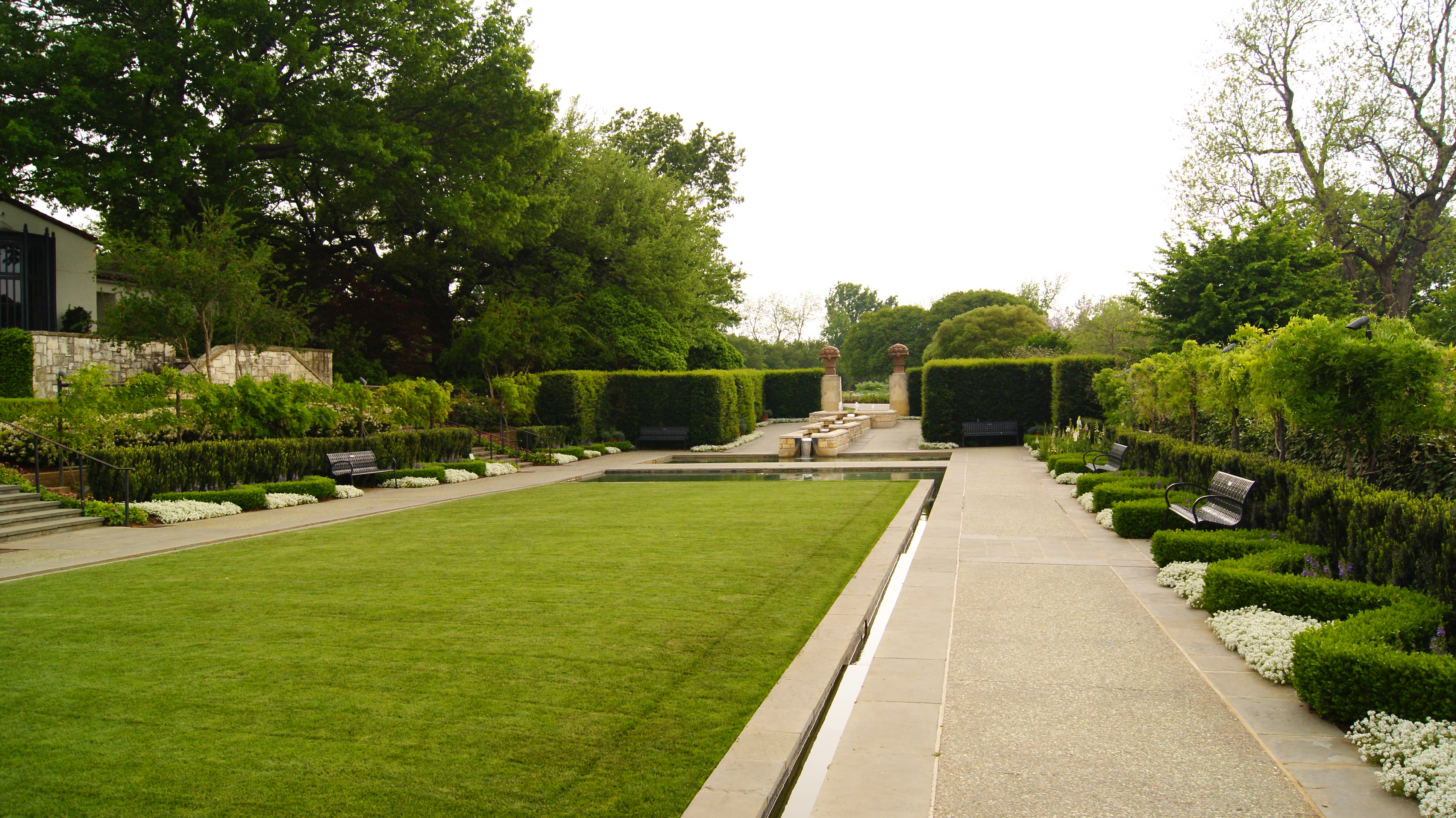
Jardín de notable verdor en el Jardín Botánico de Dallas

En el Arboreto y Jardín Botánico de Dallas se conserva y exhibe una variedad de flora. Está ubicado a orillas del Lago White Rock, en 2012 unas novecientas mil personas de setenta diferentes países lo visitaron. El arboreto está constituido por numerosos jardines y fuentes con vistas al lago. Se cobra por la entrada pero vale la pena para conocer las colecciones de plantas silvestres y las variedades de hortícolas que ahí se preservan.
Este arboreto posee un laboratorio que facilita la investigación científica para hacer aportaciones y descubrimientos acerca de la flora que ahí se cuida.

### Six Flags Over Texas

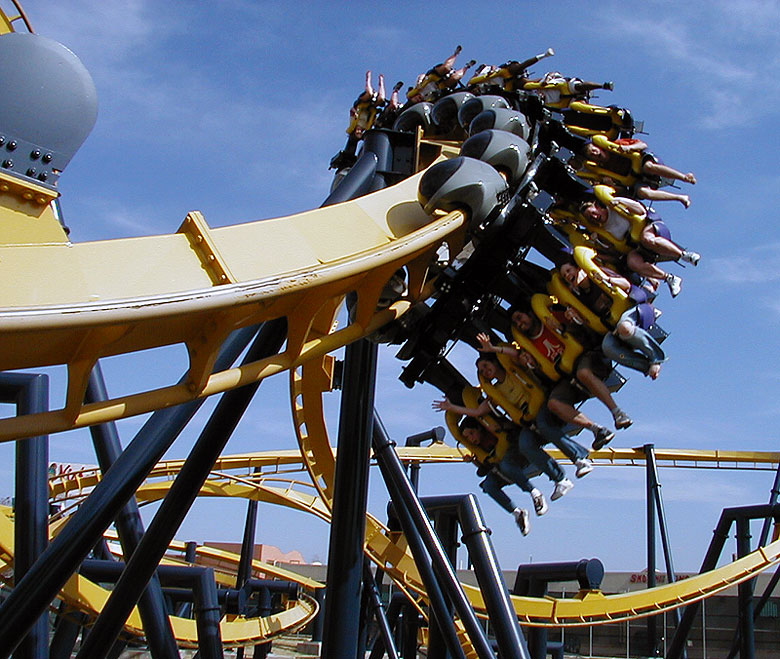
Montaña rusa de alta velocidad en Six Flags

Su nombre, Las Seis Banderas Sobre Texas, hace alusión a las seis banderas que han ondeado sobre el estado de Texas; la de España, Francia, México, la República de Texas, etcétera. Este parque de atracciones tuvo su origen en el área de Dallas.
La gente recurre a esta atracción para subir a sus juegos, ya sean montañas rusas de madera o de fierro, montañas rusas de alta velocidad, torres de ascensos veloces, juegos infantiles o familiares y otras atracciones. Uno puede disfrutar de las montañas rusas de alta velocidad que inician con fuertes aceleraciones para hacer un recorrido súbito con giros increíbles que producen vértigo en sus usuarios. La fuerza centrífuga que genera una repentina inmovilidad corporal resulta para muchos de los usuarios muy divertido. Los visitantes pueden participar, igualmente, en distintos espectáculos o acontecimientos que brinda el parque de atracciones.
El parque de atracciones Six Flags Over Texas está ubicado entre Dallas y Fort-Worth, en Arlington.

### Medieval Times Dallas

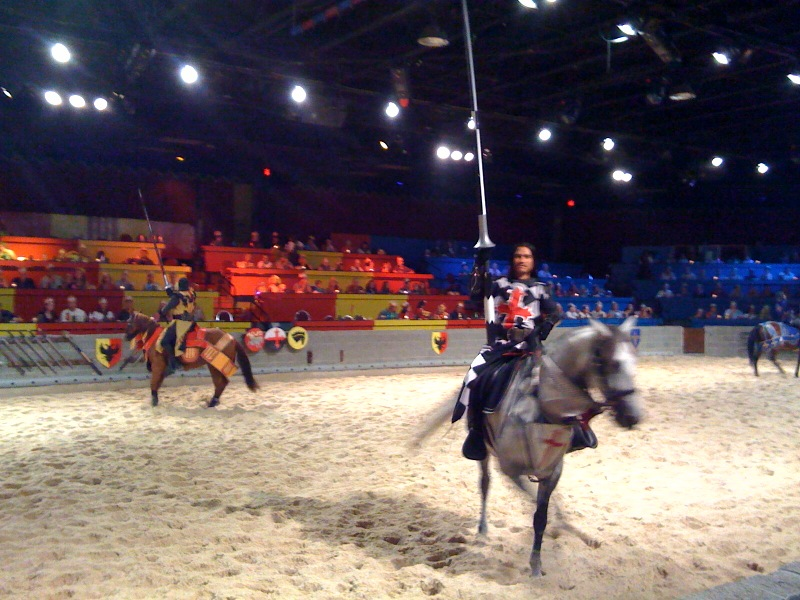
Presentación de caballeros en el Medieval Times.

Pareciera que se tratara de el Quijote o como si uno hubiera viajado por el tiempo a «Épocas Medievales» como su nombre lo indica, pues se trata de un espectáculo recreativo teatral que permite retrotraerte a ese periodo.
La realeza te convida a comparecer a su castillo y gozar de un banquete regio mientras eres espectador de un torneo caballeresco. La realeza ha convocado a caballeros de todos los confines de su reino; llegan cabalgando a desafiarse entre sí. En este espectáculo la época medieval cobra vida nuevamente; realeza, nobleza, gentuza, caballería, rivalidades, festividades, procesiones, todo para el encanto del observador.
El Medieval Times de Dallas está situado en la 2021 North Stemmons Freeway en Dallas y se puede llegar en tren DART bajando en la estación Market Center Station. Este tipo de entretenimiento tuvo su origen en Mallorca, España.

## Sociología

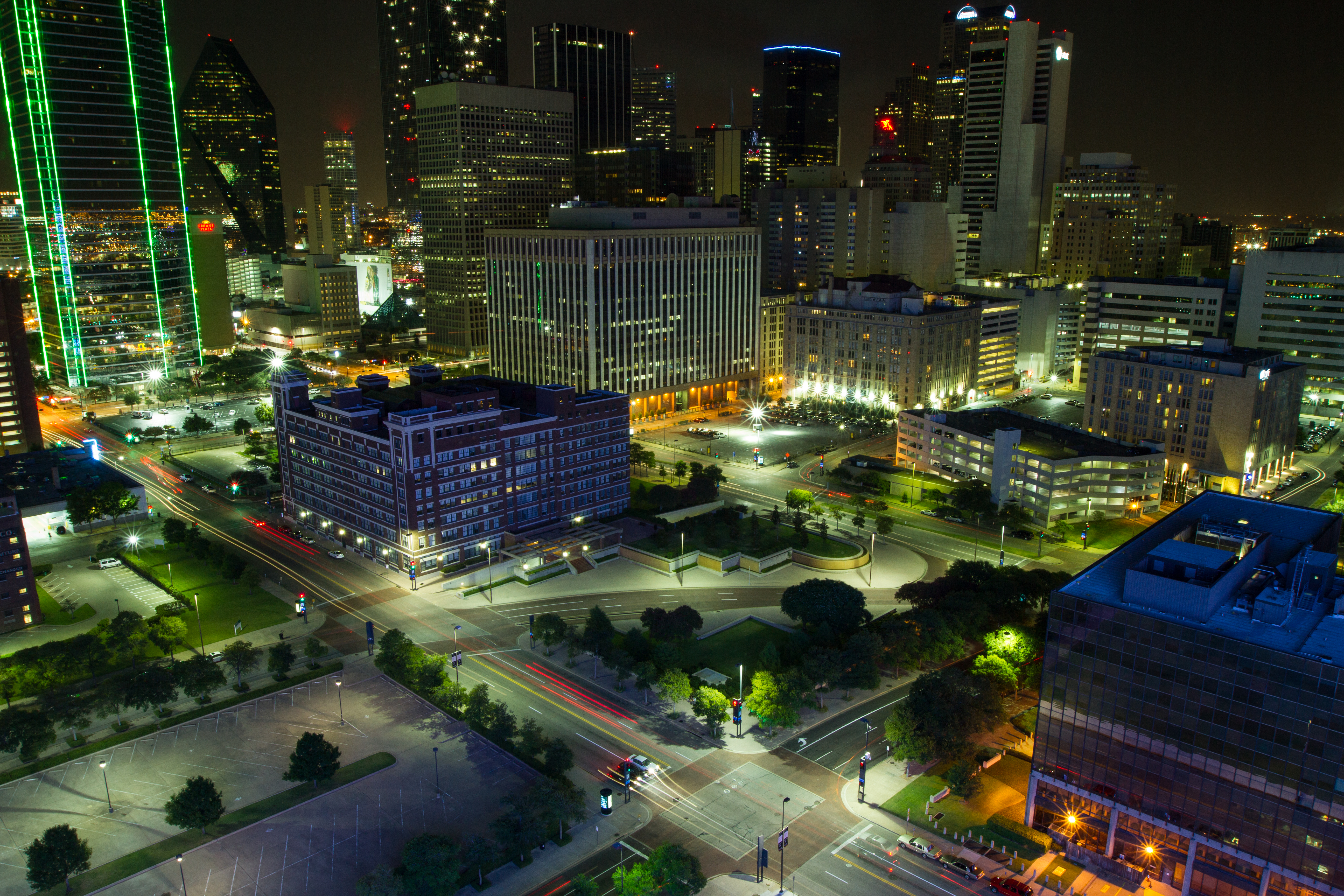
Dallas de noche, intersección Young y Lamar

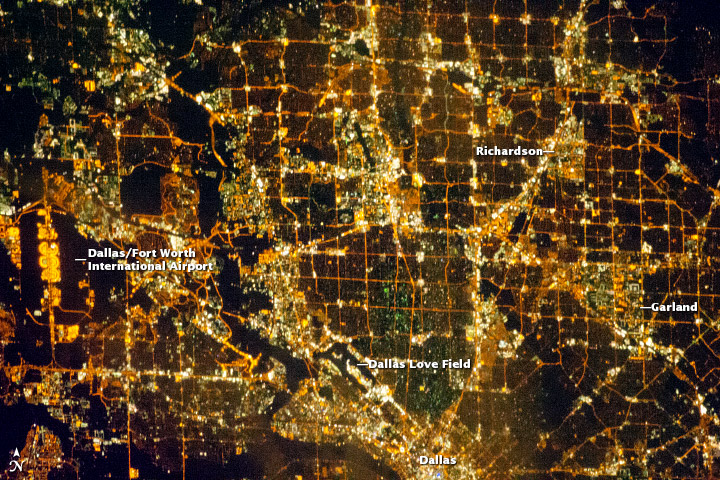
Área metropolitana de Dallas con mayor intensidad en la parte norteña, perspectiva espacial

La población dalasita metropolitana tiende a ser muy conservadora en temas polémicos, como el aborto, pero muy progresiva en tema de negocios, economía, tecnología u otros. La población hispana que habita en Texas es relativamente más conservadora que la hispana de California.
Existe un espíritu de independencia tanto de México como de los Estados Unidos, entre los habitantes texanos y por ende los dalasitas. Es habitual escuchar el refrán «Don't Mess With Texas» o su equivalente «Con Texas No Te Entrometas» así como «Everything is Bigger in Texas» o «Todo es Más Grande en Texas», sobre todo en televisión, ello evidencia este carácter independiente. Los estadounidenses de otros estados muchas veces perciben esto, en ocasiones dicen que los habitantes en Texas hacen lo que quieren o que se sienten muy orgullosos de ser texanos.
Prejuicios acerca de Dallas
La gente suele pensar que todos los dalasitas visten como vaqueros o viven en ranchos grandes, esto solo es común en celebraciones como los rodeos o en concursos de animales en la Feria Estatal de Texas, que sucede en Dallas, en los que participan granjeros.
Celebridades nacidas en Dallas
- George McFarland
- Sharon Tate
- Stevie Ray Vaughan
- Ann Ward
- Jensen Ackles
- Owen Wilson
- Joseph Rojas
- Noah Ringer
- Vinnie Paul Abbott
- Angie Harmon
- Nick Jonas
- Usher Raymond IV
- Chris Bosh
- Mark Salling
- Morgan Fairchild
- Piper Perabo
- Luke Wilson
- Logan Henderson
- Selena Gomez
- Spencer Boldman

 Rivalidad de Dallas

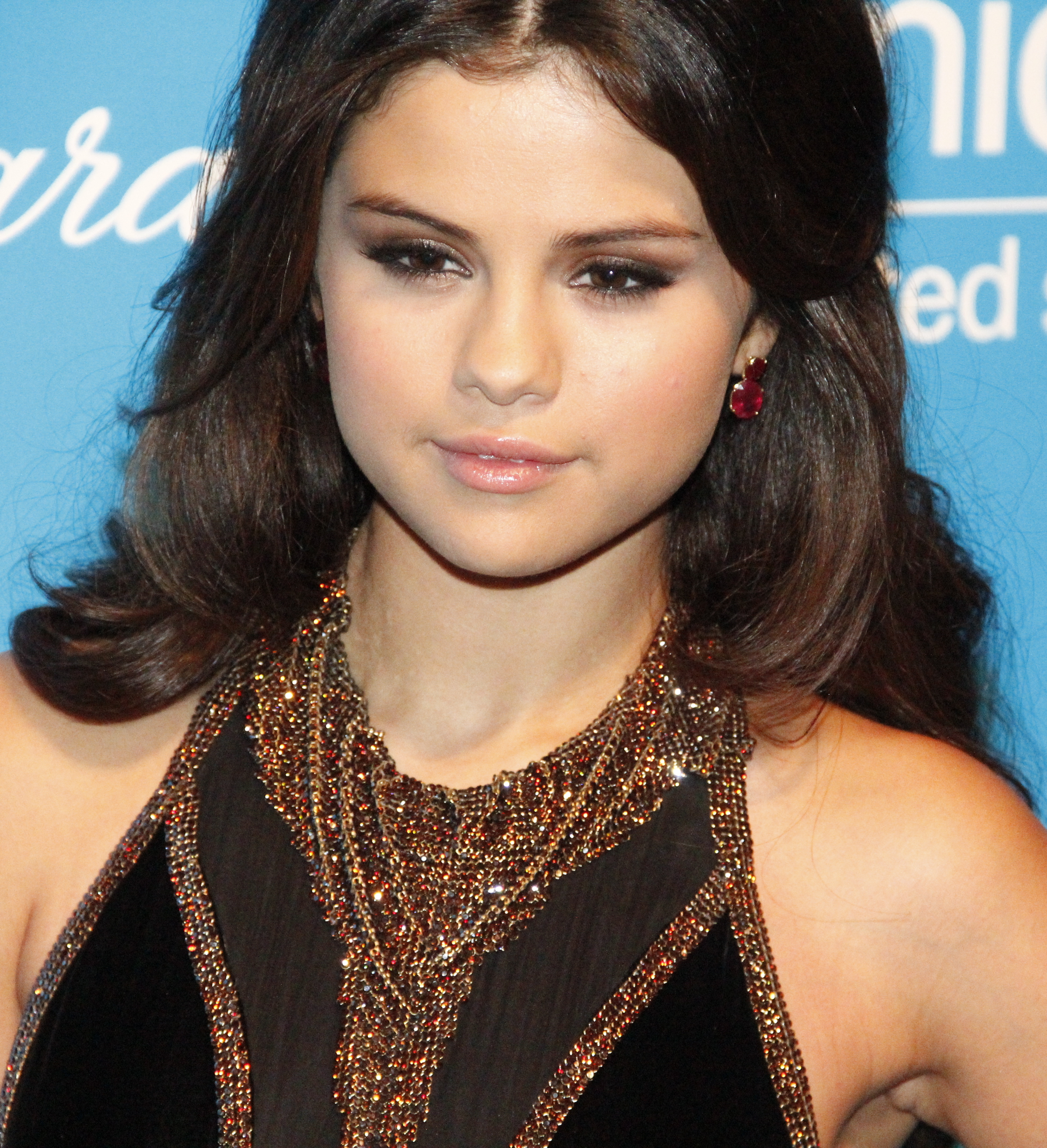
Selena Gómez

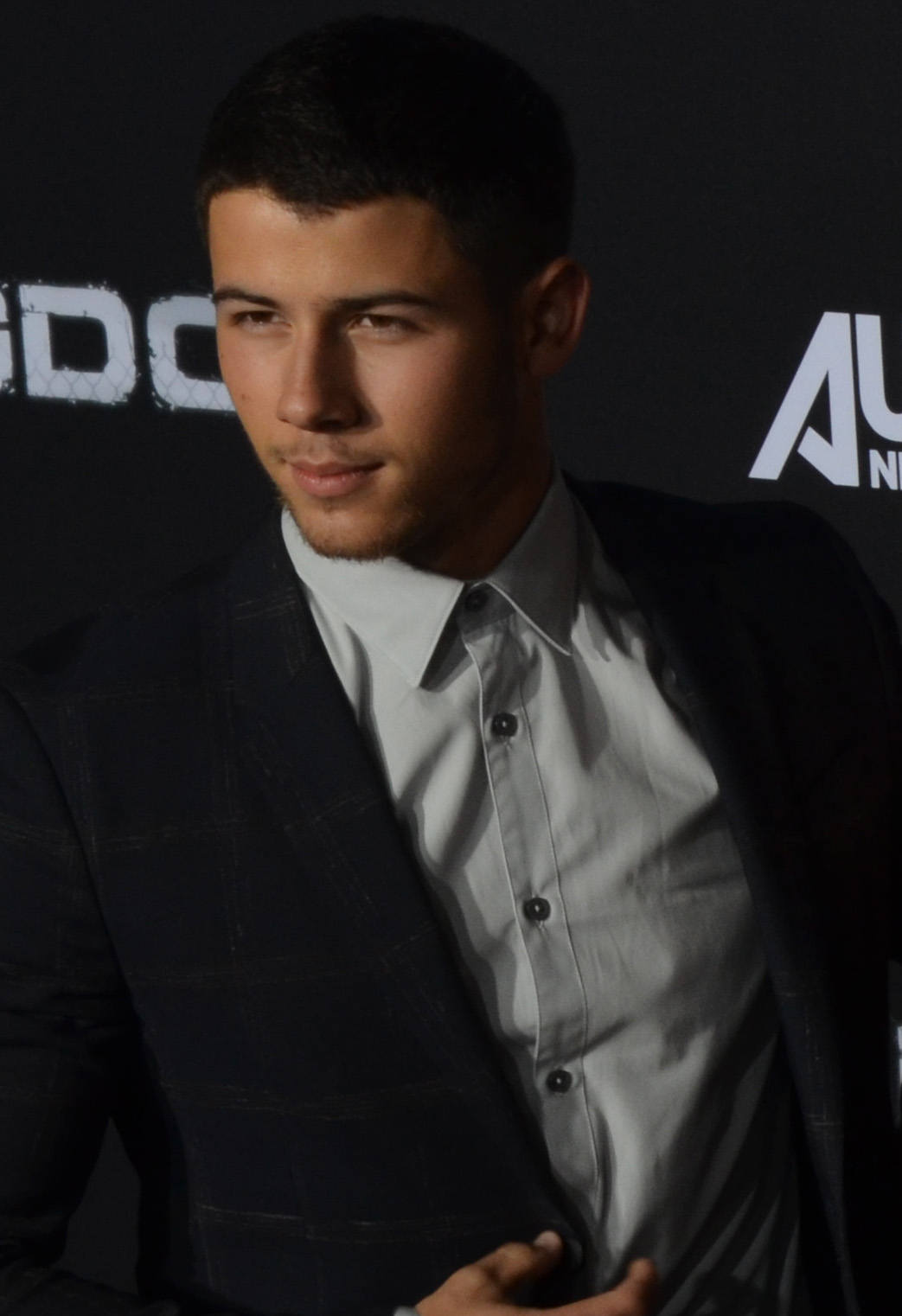
Nick Jonas de los Jonas Brothers

En Dallas se vive un patente espíritu de rivalidad con intención de ser la ciudad más importante de Texas, no solo entre ella y la ciudad gemela Fort Worth, sino también frente a Houston. La ciudad de Dallas pretende incluso competir con otras ciudades como Los Ángeles o Nueva York. Por este motivo, se puso por obra la campaña «Aquí Suceden Grandezas». Se han invertido igualmente millones en nuevas construcciones urbanas y en infraestructura.

## Lingüística

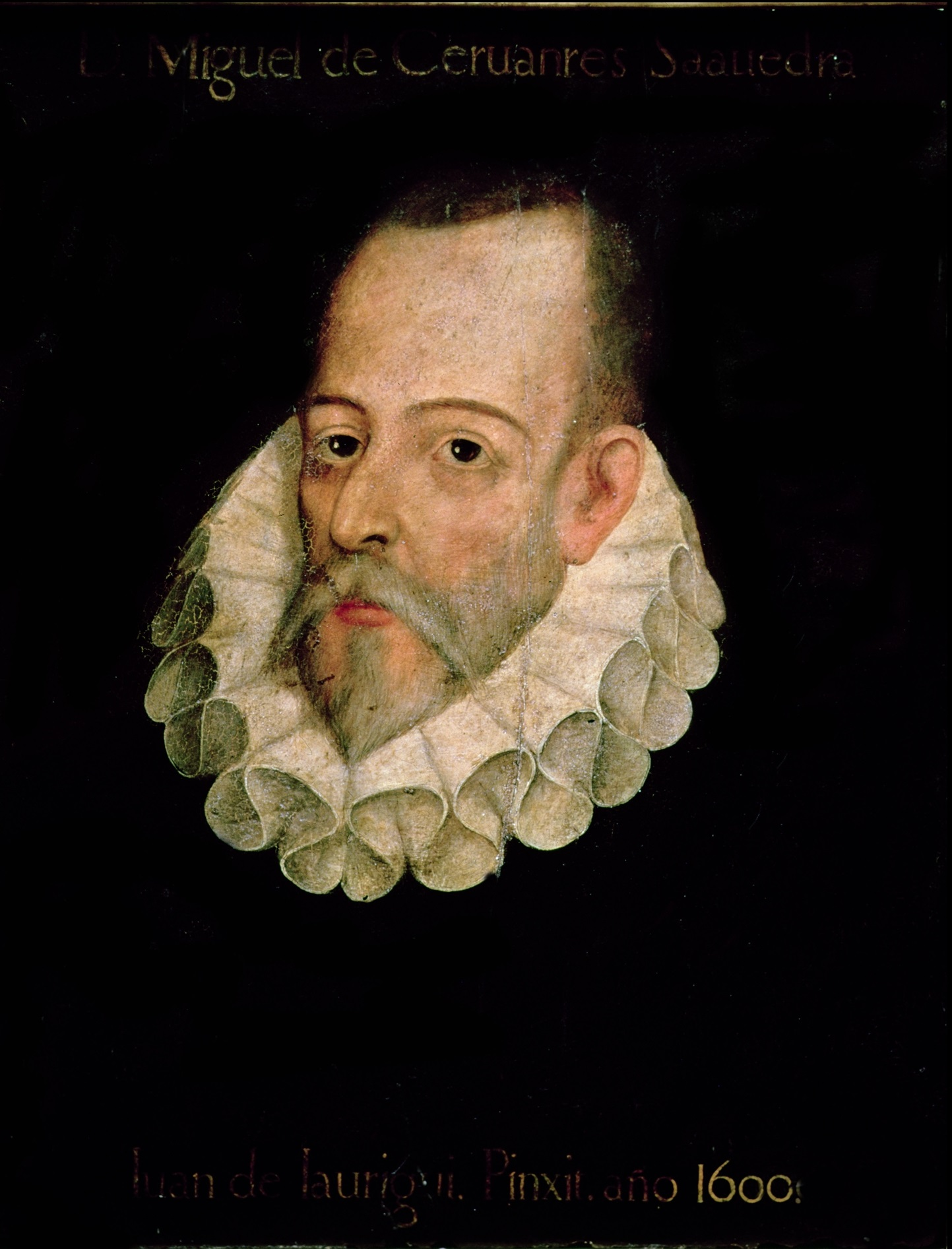
Miguel de Cervantes, equivalente a lo que es Shakespeare para los anglófonos

Los principales idiomas utilizados en Dallas son el inglés y el español; existen igualmente concentraciones destacables de hablantes de vietnamita, sobre todo en Garland, que comúnmente se les confunden por chinos.
Inglés
Una característica muy distintiva es la utilización de la expresión «Y'all» que significa: ustedes o vosotros. Se trata de la abreviación, en realidad, de la expresión «You all» (vos + otros). Esta expresión suena muy vaquera o texana para otros estadounidenses anglófonos.
Español
Muchas entidades, organizaciones e instituciones, ofrecen sus servicios tanto en inglés como en español. Asimismo, muchas iglesias ofrecen sus servicios en español. Los medios de comunicación se atienen al español general, es decir, una especie de español global que es entendido por la mayoría ya que la proveniencia de los hispanohablantes es muy diversa.
Debido al contacto cotidiano del español con el inglés, comúnmente se emplean en Dallas los anglicismos, ello por la falta de conocimientos del idioma español o en ocasiones porque las palabras o frases suenan casi idénticas. A continuación se enumeran algunos anglicismos con su traducción correcta al español:
| Inglés                            | Anglicismo              | Español                                         |
| --------------------------------- | ----------------------- | ----------------------------------------------- |
| American                          | americano               | Estadounidense                                  |
| Apply (for)                       | aplicar                 | Solicitar (trabajo, ingreso, permiso, etc.)     |
| Aplication (form)                 | aplicación              | Solicitud                                       |
| Balance                           | balance                 | Equilibrio, equilibrar; sueldo, saldo           |
| Baby-sitter                       | beibisiter              | Niñera                                          |
| Back/frontyard                    | yarda                   | Patio                                           |
| Bill                              | bil(es)                 | Factura(s) de luz, telefónica, etc.             |
| to Call back (through phone)      | llamar pa(ra)trás       | Devolver la llamada                             |
| Carpet                            | carpeta                 | Alfombra                                        |
| Chance                            | chanza                  | Oportunidad, posibilidad, ocasión               |
| to Check                          | chequear                | Revisar, Comprobar, Examinar, Verificar         |
| Check-up                          | chequeo                 | Examen/Revisión médica/o                        |
| Closet                            | closet                  | Armario (empotrado)                             |
| Comfortable                       | confortable             | Cómodo                                          |
| Disorder (mental)                 | desorden                | Trastorno                                       |
| Doctor (Physician)                | doctor                  | Médico                                          |
| Emergency                         | emergencia              | Urgencia, urgente, urgir                        |
| E-mail                            | E-mail                  | Correo electrónico                              |
| Eventual(ly)                      | eventual(mente)         | Final(mente), a largo plazo                     |
| Evidence (proof)                  | evidencia               | Prueba, Indicio, Señal                          |
| Facilities                        | facilidades             | Instalaciones                                   |
| Faculty                           | facultad                | Profesorado,                                    |
| Fan                               | fan                     | Aficionado, Seguidor, Fanático                  |
| Felony                            | felonía                 | delito, crimen                                  |
| Folder                            | folder                  | Carpeta                                         |
| Toll (high)way                    | tolgüey                 | Autopista de peaje                              |
| Garage                            | garage                  | Cochera; Taller                                 |
| Garage Sell                       | garage                  | Venta casera/doméstica                          |
| to get                            | agarrar                 | Substituir con verbo preciso según la situación |
| to Grow up in                     | crecer en               | Criarse en                                      |
| Ignore                            | ignorar                 | No hacer caso                                   |
| Insurance                         | aseguranza              | seguro                                          |
| Library                           | librería                | Biblioteca                                      |
| (Trafic/pedestrian/street) Lights | luces                   | Semáforo; Señales peatonales; Farolas           |
| to Lock (a door)                  | laquear                 | Cerrar con llave/seguro, poner el seguro        |
| Lunch                             | Lonche                  | Almuerzo; Comida                                |
| Mall                              | Mol                     | Centro comercial                                |
| Manager (of a business)           | Manayer                 | Gerente                                         |
| Mandatory                         | mandatorio              | Obligatorio                                     |
| Marketing                         | Marketing               | Mercadotecnia; Comercialización                 |
| to Move (from house)              | moverse de casa         | Mudarse                                         |
| Ok                                | Ok                      | De acuerdo, está bien                           |
| to Order (food, something, etc.)  | ordenar                 | Pedir, pedido, encargar, encargo                |
| to Park                           | parquearse, parqueadero | Estacionarse, Estacionamiento                   |
| Pipe                              | pipa                    | Tubo; Tubería                                   |
| Playground                        | playground, juegos      | Parque infantil                                 |
| to Pretend                        | pretender               | Fingir, fingimiento; disimular, disimulo        |
| Record                            | record                  | Registro, expediente, historial, informe        |
| Referee                           | Referí                  | Árbitro                                         |
| (to) Rent                         | Renta, Rentar           | Alquiler, Alquilar                              |
| to Retire                         | retirarse               | Jubilarse                                       |
| to Give a ride                    | dar raite               | Llevar                                          |
| to Run for (governer, president)  | correr para presidente  | Postularse, Presentar la candidatura            |
| Shock                             | shock                   | Impacto, Conmoción, Impresión                   |
| Show                              | Show                    | Espectáculo; Programa (televisivo)              |
| Spray                             | espray                  | Aerosol                                         |
| Tax                               | Taxas                   | Impuestos; Tarifas                              |
| to File taxes                     | hacer las taxas         | Declarar impuestos/renta                        |
| part/ full/ over time             | part/full/over time     | Tiempo parcial/ completo/ extra(ordinario)      |
| Ticket                            | ticket                  | Multa; boleto; pasaje (transporte); recibo      |
| Transportation                    | transportación          | Transporte                                      |

## Ecología

### Librería Half Price Books

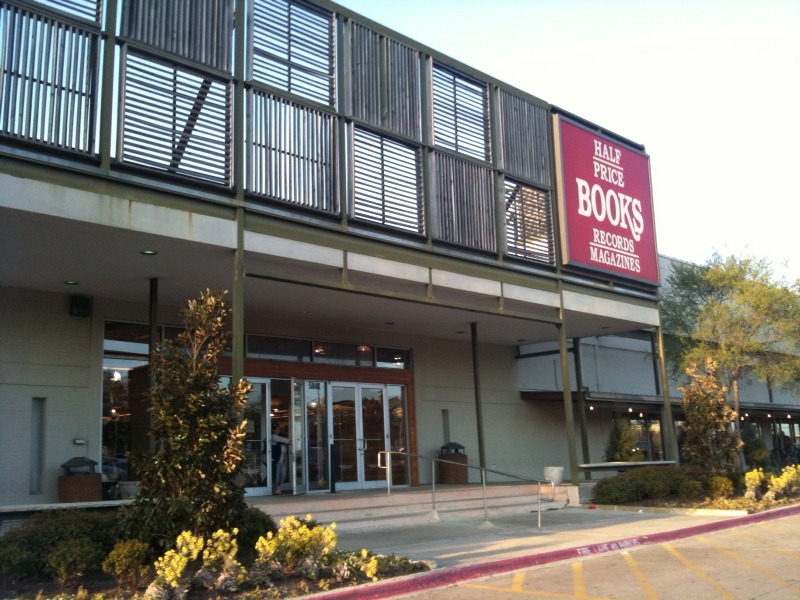
Entrada de la Half Price Book Northwest Highway, sede corporativa situada en la E. Northwest Highway en Dallas, Texas.

Esta es una especie de librería ecológica en la que las personas pueden vender sus libros, revistas o incluso discos de música y películas.
En lugar de desechar los libros indeseados y generar más basura que va en perjuicio del medio ambiente, los dalasitas tienen la posibilidad de recibir dinero por estos. El material es posteriormente puesto a la venta, ello permite a los compradores hallar libros muy variados y en ocasiones muy útiles, ya que la gama de libros es muy extensa. En ella se venden libros, libros de texto, libros en audio, revistas, discos compactos musicales, películas DVD, películas videocasete, videojuegos, consolas y otras mercancías pertinentes a la lectura.
El estado del material suele estar en condiciones aceptables o incluso nuevas. La sede corporativa de esta librería ecológica se encuentra en Dallas, cerca del centro comercial North Park.

## Religión

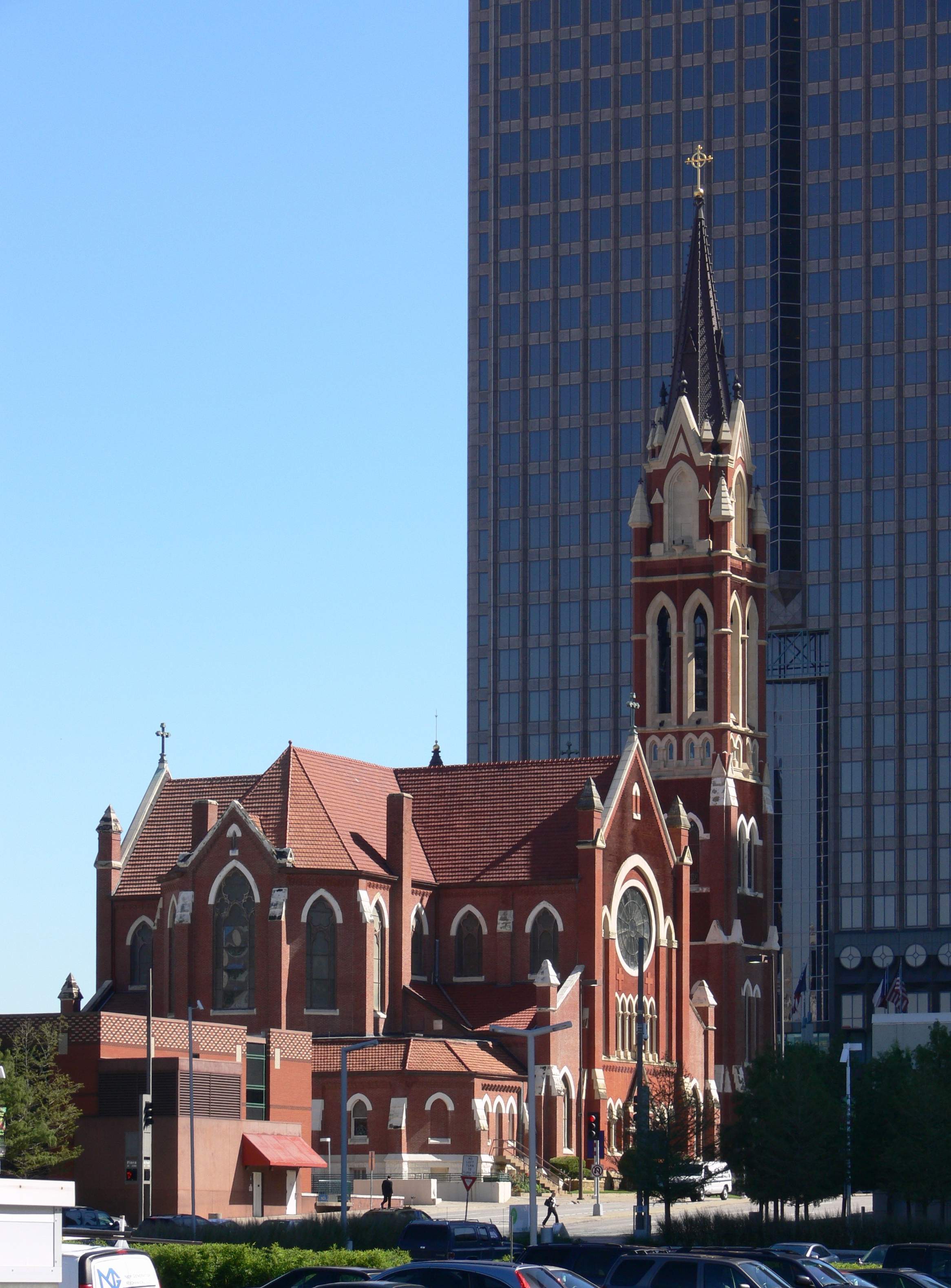
La catedral Santuario de Guadalupe en el centro de Dallas

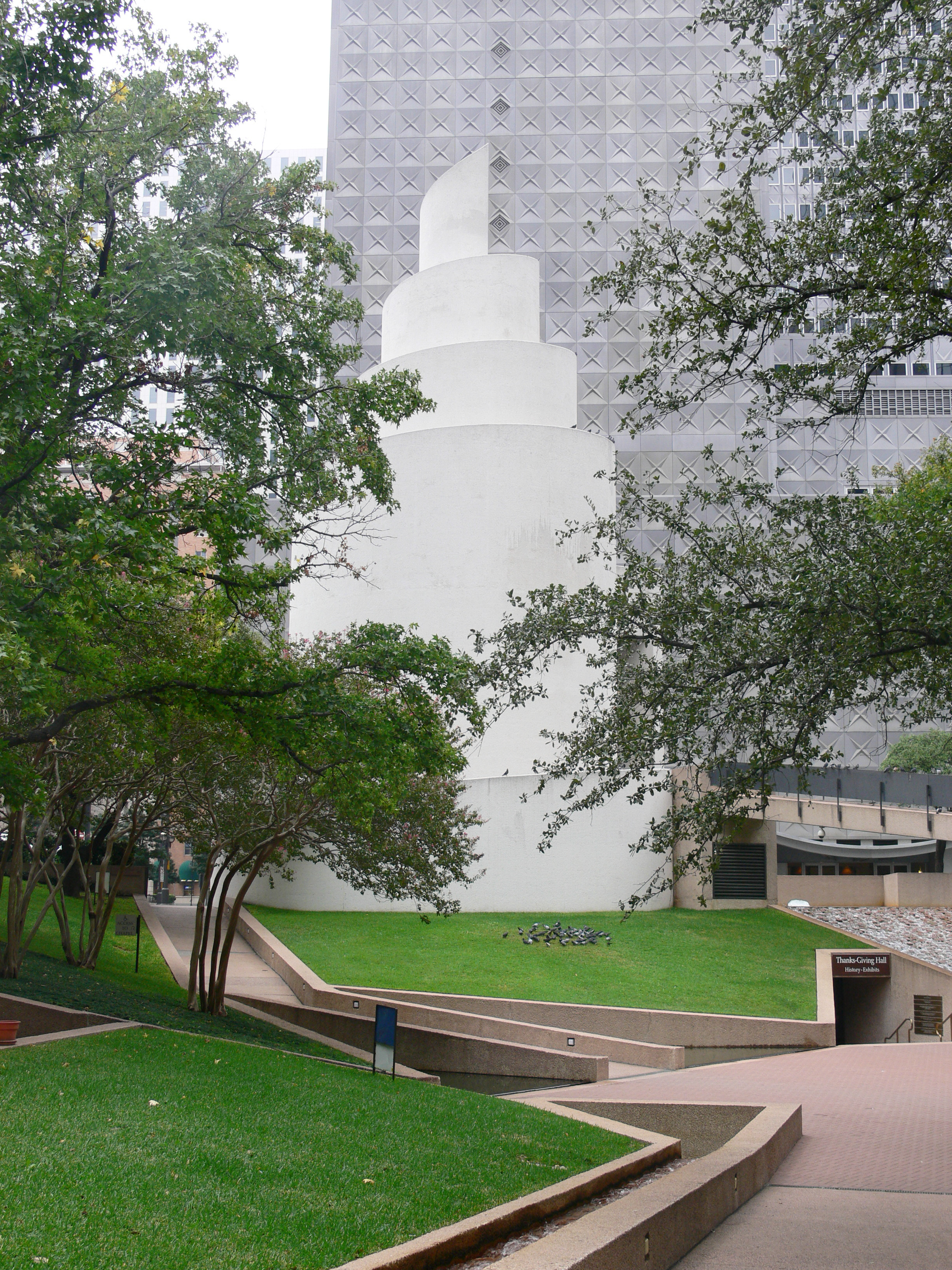
Torre en espiral en la plaza de Acción de Gracias.

En Dallas hay una variable gama de religiones que existen en una tranquila armonía. La libertad de culto está protegida por la Primera Enmienda de la Constitución de los Estados Unidos, la cual garantiza la libre práctica de religión.
Las religiones benefician esta urbe en el sentido en que muchas fomentan la equidad, la ayuda al necesitado, la solidaridad hacia el prójimo, la paz, entre otras prácticas.

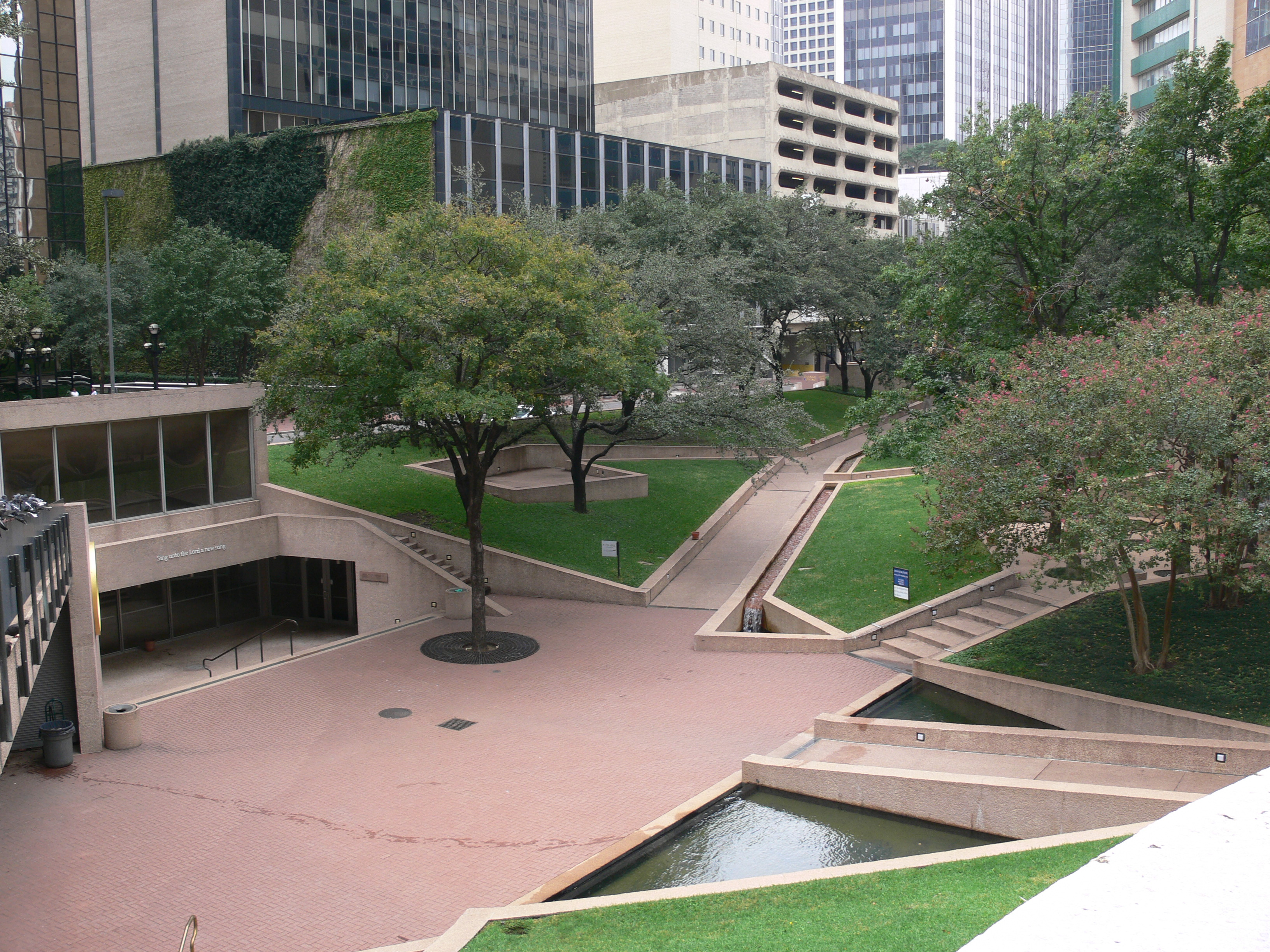
Plaza de Acción de Gracias
La Thanks-Giving Square  se encuentra en el barrio City Center, en el centro urbano de Dallas. Lo más distinguible del exterior de esta plaza es su torre blanca en forma de espiral, pues bien, en realidad esta torre es la cúspide de una capilla; se le conoce como la capilla de Acción de Gracias. En su interior se pueden realizar celebraciones religiosas.
Cabe señalar, igualmente, que esta plaza da acceso a la Red Peatonal subterránea de la ciudad: son pasadizos subterráneos que facilitan el desplazamiento de los dalasitas.

### Judíos
La ciudad cuenta con una comunidad judía, especialmente en el norte y este de la ciudad —es necesario saber que existen distintas ramas también en el judaísmo, las de Nueva York como las de Jerusalén son de clase ortodoxa—.
Los primeros judíos en llegar a Dallas a mediados del siglo XIX eran de origen alemán. En 1854 establecieron el primer cementerio judío de la zona. En 1873, varias familias configuraron la primera congregación judía en el área de Dallas, fue conocida como la Jewish Congregation Emanu-El o Congregación Judía Emanu-El; congregación judía de clase reformista.
En 1875 se vio el surgimiento del Templo Emanu-El, sin embargo en 1957 se produjo la reubicación del templo a su ubicación actual —a dos minutos del centro comercial North Park—.

### Católicos

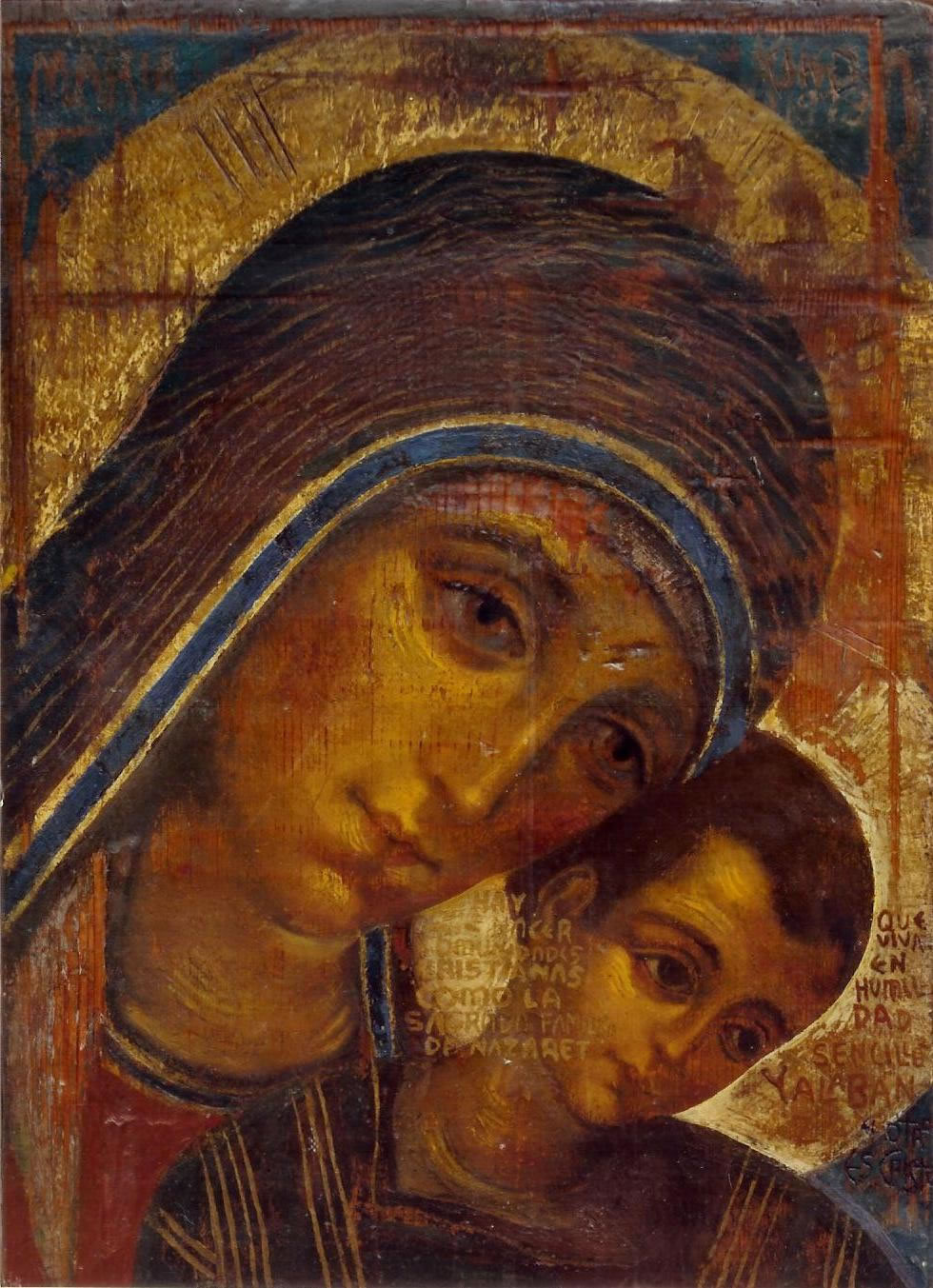
La Virgen del Camino

La Iglesia católica es una organización significativa en aumento en la ciudad, debido a la constante llegada de inmigrantes hispanoamericanos que son en su mayoría católicos, al igual que inmigrantes católicos de otras naciones. La iglesia regula el funcionamiento de la Universidad de Dallas en Irving y la Catedral Santuario de Guadalupe en el Distrito de Artes la cual tiene la segunda feligresía más numerosa en los Estados Unidos, solo por detrás de la Catedral de san Patricio en Nueva York. La diócesis cuenta con muchas parroquias con comunidades neocatecumenales para la formación y maduración en la fe de los feligreses. Igualmente, ofrece el RICA —Ritual de la Iniciación Cristiana de Adultos—. Muchas de las parroquias ofrecen sus servicios en español e inglés, unas incluso en chino, vietnamita, latín, etc.
El 15 de julio de 1890, el papa León XIII decretó una bula para la creación de la diócesis de Dallas, con ello surgió la necesidad de una catedral, cuya edificación se prolongó por más de un siglo debido a factores presupuestarios. El irlandés Thomas Francis Brennan fue el primero en ser nombrado obispo en Dallas.

### Ortodoxos

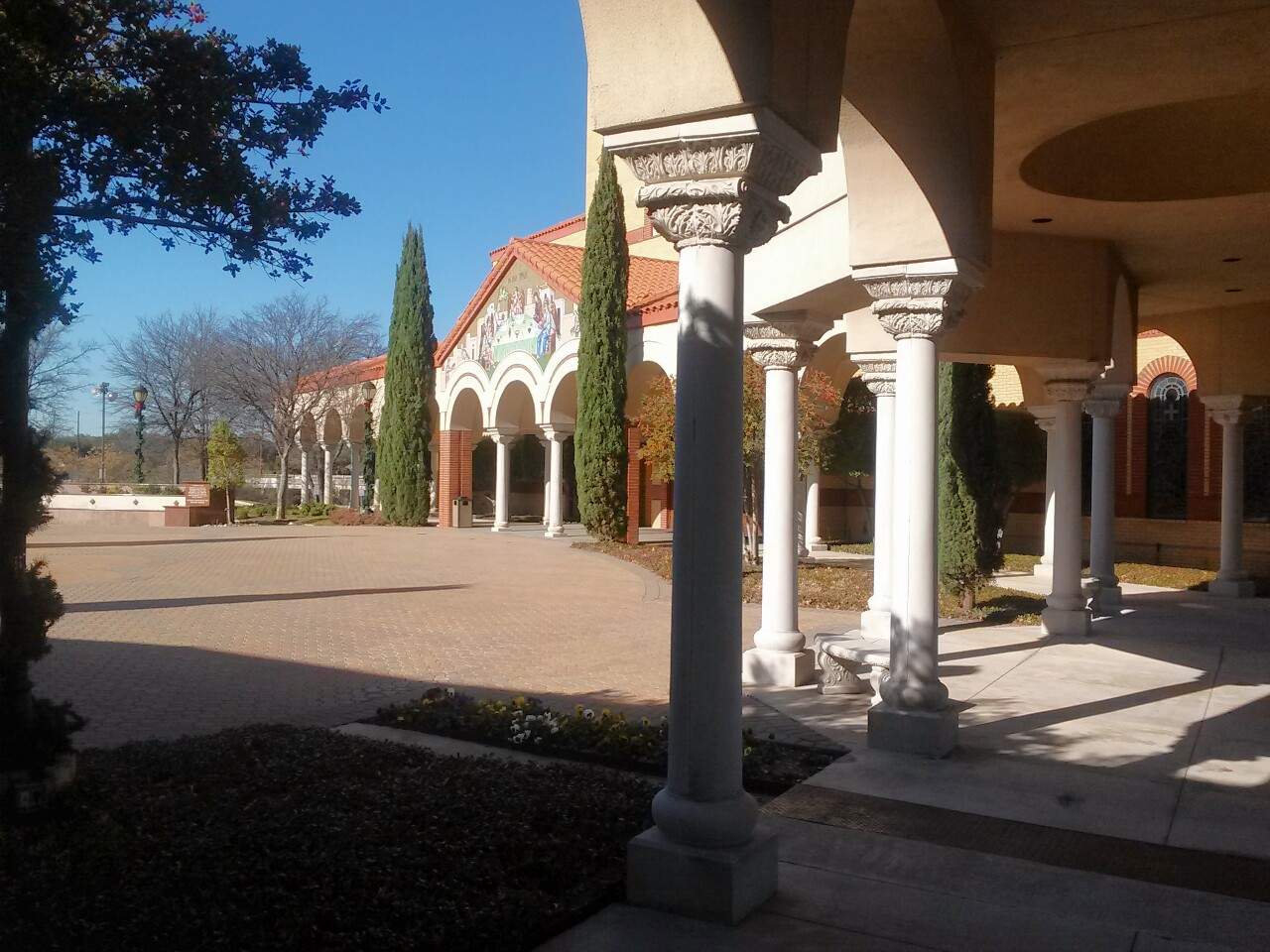
Iglesia ortodoxa griega Santísima Trinidad, en el norte de Dallas

En Dallas hay varias iglesias ortodoxas: una etíope en Garland, una árabe en Richardson, una griega en el norte de Dallas, una en ruso, etc.
La iglesia ortodoxa griega, situada en el norte de Dallas, se llama Holy Trinity  o Santísima Trinidad, ofrece también clases de griego, vende iconos bizantinos, y está adornada con frescos en su interior y exterior de estilo ortodoxo. Cada año la iglesia organiza el Festival de Comida Griega de Dallas, con muchas actividades.

### Protestantes
Hay un influjo grande de protestantes en la comunidad; las iglesias Metodistas y Bautistas son prominentes en muchos barrios y apoyan a las dos universidades privadas más grandes de la ciudad

### Mormones
En la ciudad también hay una comunidad mormona, que además cuenta con un Templo SUD y diversas estacas y capillas en la zona norte de la ciudad

### Otros credos
La comunidad musulmana más destacada está ubicada en los suburbios del norte y noreste. Una comunidad hinduista también existe en los límites de la ciudad y en Irving.

## Gobierno y política

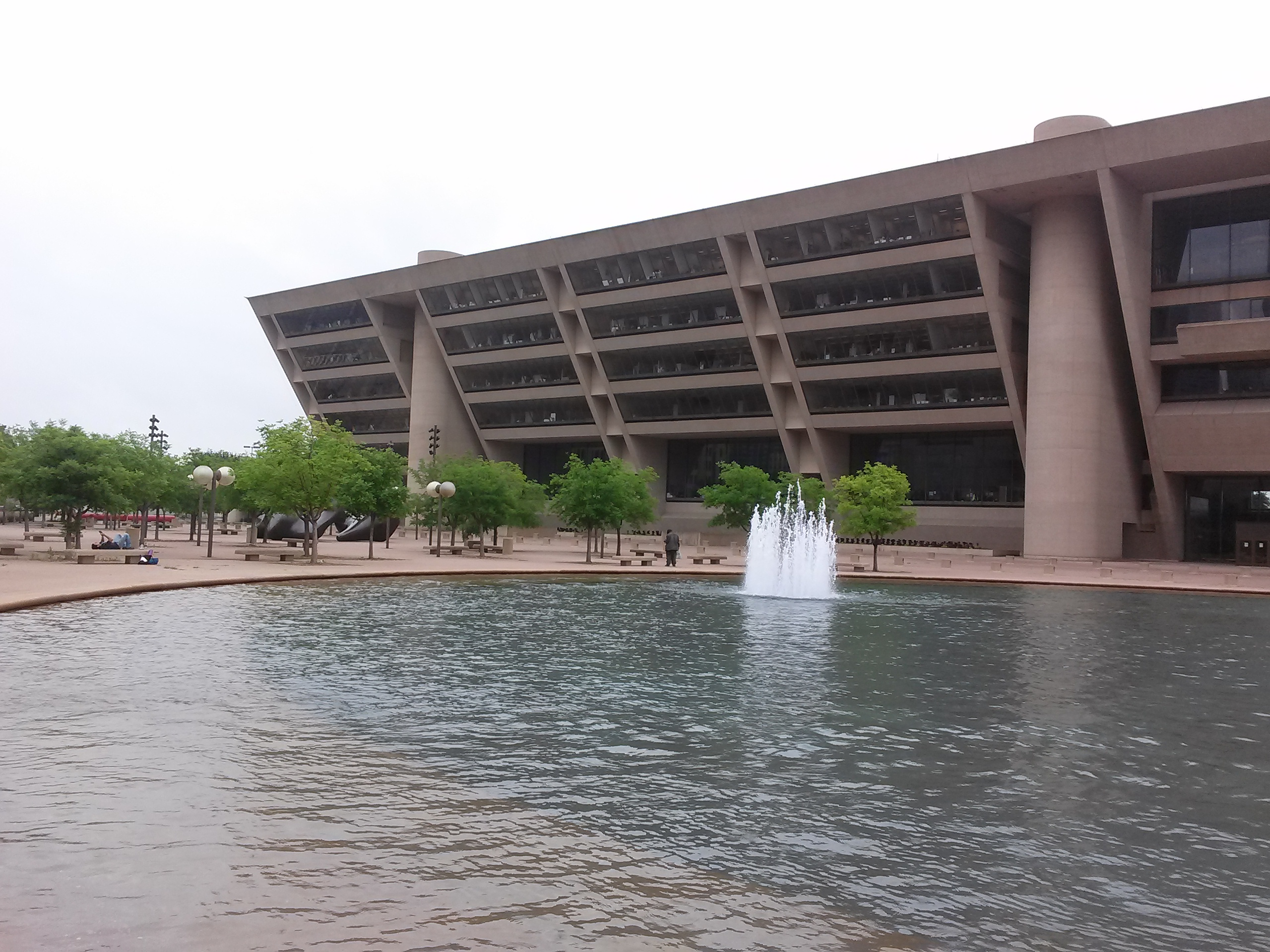
Ayuntamiento (Alcaldía) de Dallas

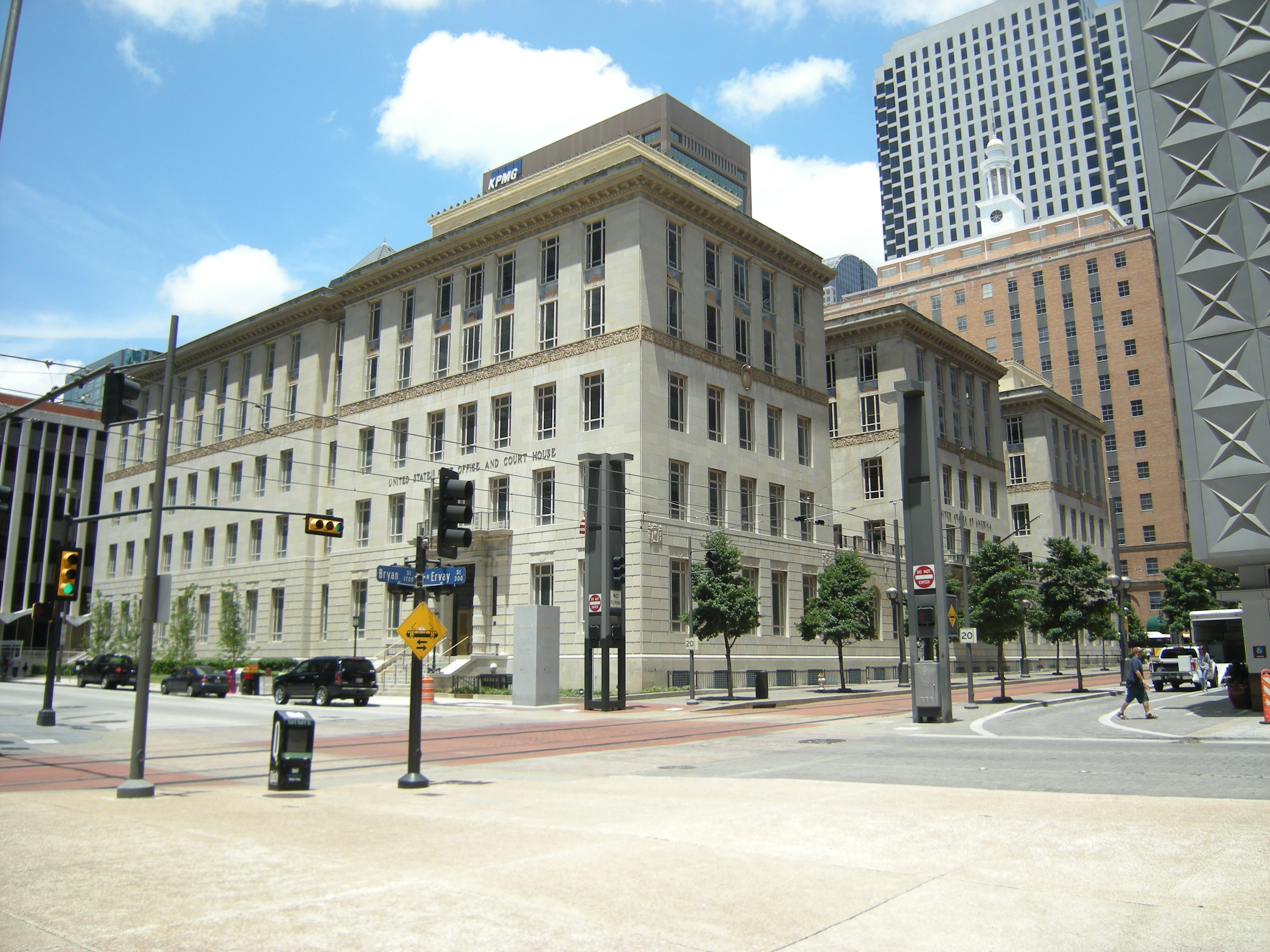
Oficina de correos y palacio de justicia de Dallas

La ciudad de Dallas está regulada por un consejo municipal que tiene como alcalde a Mike Rawlings, a AC González como administrador municipal, así como a catorce concejales que ejercen de representantes de los catorce distritos de esta ciudad.
El ayuntamiento dispone actualmente de una página cibernética tanto en inglés como en español en la cual contiene de manera categorada los asuntos que están bajo su gobierno, así como otra información esencial relevante. En la página en español del ayuntamiento de Dallas, el consultante hallará información acerca de la ciudad, su administración, su alcalde, de las sesiones que se efectúan regularmente, su desarrollo económico, una guía para los nuevos habitantes y otra información significativa acerca del funcionamiento de la ciudad de Dallas.

### Policía
Para proporcionar mayor seguridad, en los Estados Unidos, se estableció un número común para contactar a la policía o a los bomberos en caso de cualquier ocurrencia urgente, es el 911. La policía ronda cotidianamente la ciudad en procuración del orden y el bienestar.
En caso de llevar a cabo algún arresto, el policía debe darle a conocer al imputado que se encuentra en custodia de la policía la Advertencia de Miranda, Derechos Miranda o Miranda Rights. Estos derechos le informan que «tiene el derecho a guardar silencio. Cualquier cosa que diga puede y será usada en su contra en un tribunal de justicia. Tiene el derecho de hablar con un abogado. Si no puede pagar un abogado, se le asignará uno de oficio».

## Demografía

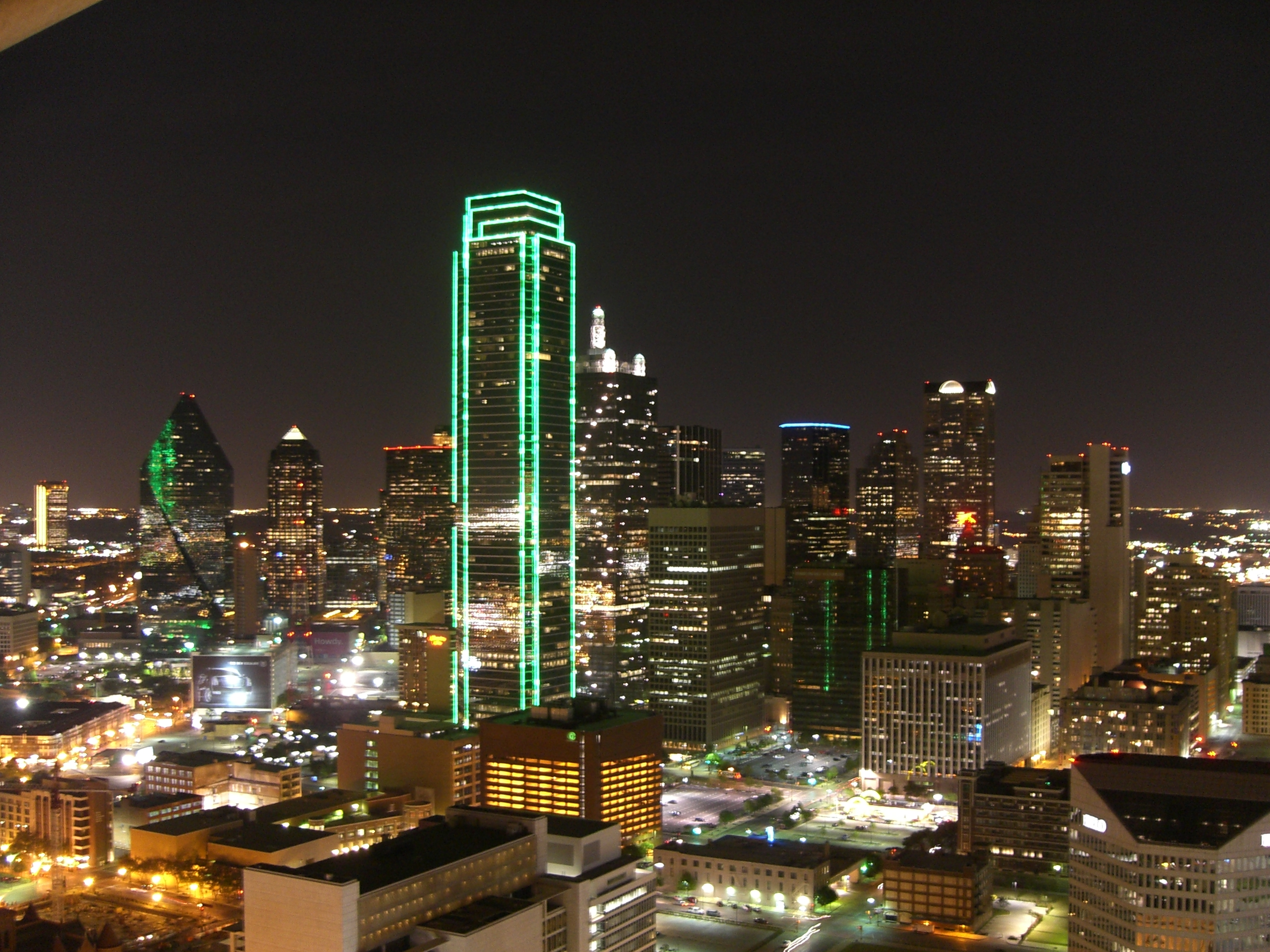
Panorama urbano de Dallas de noche

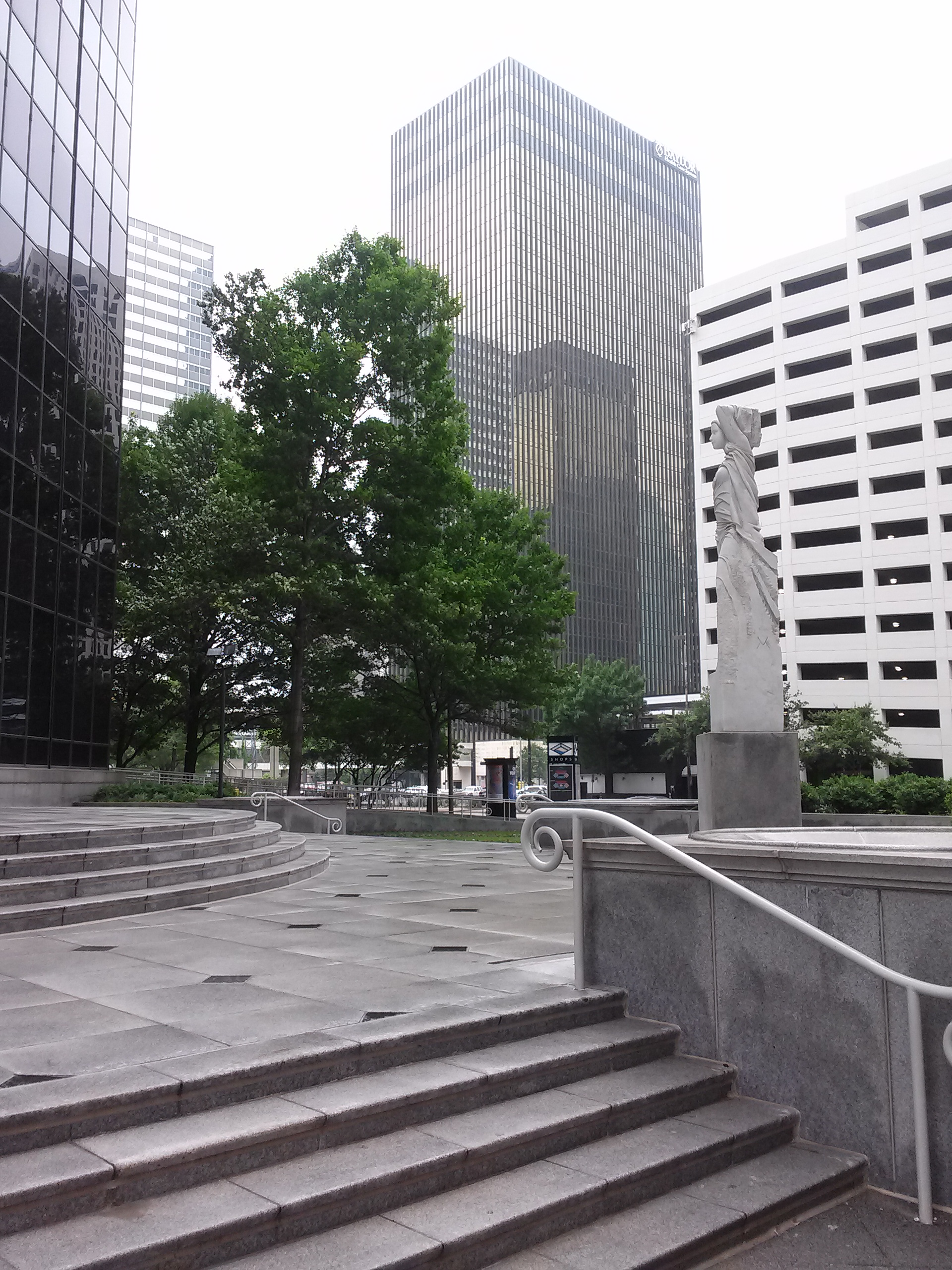
Centro de Dallas

Según el censo de 2010, había 1 197 816 personas residiendo en Dallas. La densidad de población era de 1198.61 hab./km². De los 1 197 816 habitantes, Dallas estaba compuesto por:
- 50,71 % blancos,
- 24,96 % afroamericanos,
- 0,68 % amerindios,
- 2,86 % asiáticos,
- 0,04 % isleños del Pacífico,
- 18,1 % de otras razas
- 2,65 % pertenecían a dos o más razas.

- Del total de la población el 42,35 % eran hispanos o latinos de cualquier raza.[120]

En el censo de 2000, de los 851 833 hogares, el 30,3 % tenían niños de dieciocho años o menos, 38,8 % eran parejas casadas y viviendo juntos, el 14,9 % era de mujeres solteras, y el 41 % no fueron clasificadas con familia. De los 851 833 hogares, 23 959 eran compuestas por parejas no casadas: El 32,9 % de todas las viviendas estaban compuestas por solteros y el 6,5 % por alguien de sesenta y cinco años o más que vivía solo. El promedio del tamaño de hogar fue de 2,58 y el tamaño de familia de 3,37.
En la ciudad la población se repartía con el 26,6 % menor de dieciocho años, 11,8 % de dieciocho a veinticuatro, 35,3 % de veinticinco a cuarenta y cuatro, 17,7 % de cuarenta y cinco a sesenta y cuatro, y 8,6 % de sesenta y cinco años o más. La edad promedio era de treinta años. Por cada 100 mujeres había 101,6 hombres.
El promedio de ingreso por vivienda en la ciudad era de 37 628 dólares y el promedio de ingreso para una familia de 40 921 dólares. Los hombres tenían un promedio de ingreso de 31 149 dólares comparado con 28 235 dólares de las mujeres. Alrededor del 14,9 % de las familias y el 17,8 % de la población total vive debajo de la marca de pobreza, incluidos el 25,1 % de los menores de dieciocho y el 13,1 % de los mayores de sesenta y cinco años. En 2006 el costo promedio de un hogar fue de 125 800 dólares, Dallas ha visto un incremento estable en el costo de viviendas en los últimos seis años.
La configuración racial de la ciudad era de 50,83 % blancos, 25,91 % negros, 0,54 % amerindios, 2,70 % asiáticos, 0,05 % isleños del pacífico, 17,24 % de otras razas y el 2,74 % de dos o más razas. El 35,55 % de la población era de hispanos o latinos de cualquier raza. Los hispanos sobrepasaron a los afroamericanos por primera vez en el censo de 2000 como el grupo minoritario más grande de Dallas.
La ciudad históricamente ha sido predominantemente de raza blanca pero su población se diversificó conforme fue creciendo en tamaño e importancia durante el siglo XX. El porcentaje de extranjeros que habitan en la ciudad es de casi 25 %. La minoría más grande en la ciudad son los hispanohablantes, que es predominantemente mexicana. Dallas es un destino principal para inmigrantes mexicanos que vienen en busca de oportunidades a los Estados Unidos por su cercanía relativa, igual que el resto del estado, a la frontera entre Estados Unidos y México, además de los lazos históricos entre Texas y México. El área suroeste de la ciudad es predominantemente hispana, especialmente el barrio de Oak Cliff. El área sur y sureste de la ciudad es predominantemente afroamericana. El área norte y este es de mayoría blanca y el noroeste es de mayoría hispanohablente y asiática, la ciudad de Garland cuenta con una numerosa población hispanohablante. La ciudad de Dallas también contiene poblaciones de chinos, taiwaneses, coreanos, hindúes, alemanes, polacos, rusos, y judíos.

### Delincuencia
La delincuencia en Dallas es mucho mayor que la media nacional. En 2016, se registraron 4 604 robos y 10 948 asaltos. Casi cada año las estadísticas delictivas disminuyen, pero se mantienen altas comparadas con el resto de los estados.

## Educación

### Escuelas
La ciudad de Dallas está en su mayor parte en el Distrito Escolar Independiente de Dallas (DISD) —un distrito escolar independiente es lo equivalente a un Ministerio de Educación—, el duodécimo distrito escolar más grande en los Estados Unidos. El distrito opera independientemente de la ciudad y tiene matriculados a 161 000 estudiantes. En 2006, La Escuela para los Talentosos y Dotados, en Yvonne A. Ewell Townview Center, fue nombrada como la mejor escuela en los Estados Unidos (entre escuelas públicas) por Newsweek. Otra escuela del distrito, la escuela Magnet de Ciencias e Ingeniería, quedó en el octavo lugar en el mismo estudio. Otras escuelas en la lista eran las preparatorias de Woodrow Wilson, Hillcrest y W.T. White. La preparatoria «Woodrow», como es comúnmente llamada, fue nombrada la mejor preparatoria de comprensión por la publicación de D Magazine.
Dallas también se extiende hacia otros distritos escolares incluyendo Carrollton-Farmers Branch, Duncanville, Garland, Highland Park, Mesquite, Plano y Richardson. El Distrito Escolar Independiente de Wilmer-Hutchins en un tiempo sirvió a porciones del sur de Dallas, pero fue cerrado para el año escolar 2005-2006. Después del cierre, la Agencia de Educación de Texas incorporó WHISD al distrito de Dallas.

### Universidades y colegios universitarios

#### El sistema
Tras graduarse de la preparatoria (high school), muchos estudiantes en Dallas asisten a un colegio universitario (community college) para terminar los dos años de estudios básicos obligatorios antes de poder continuar a una universidad y empezar una carrera universitaria. Los 2 años de estudios básicos pueden cursarse en una universidad con una matrícula más cara, sin embargo muchos estudiantes optan por asistir a un colegio universitario y terminar esos estudios básicos a un precio muy asequible; la mayoría de estas clases son válidas para convalidarse posteriormente en las universidades.
Las personas que llegaron al país de forma irregular pero se han criado aquí, después de llevar más de tres años consecutivos viviendo en el estado, pueden solicitar una matrícula reducida y de esta manera pagar lo mismo que los demás habitantes dalasitas o texanos; aunque a veces para ello se piden ciertos requisitos, como haber tenido a algún padre que habitó o habita en el estado, haberse graduado de una preparatoria, no haber ingresado a una universidad antes de 2001, etc. Esta ley es conocida como la Ley Noriega Noriega Bill o HB 1403.

#### Richland College

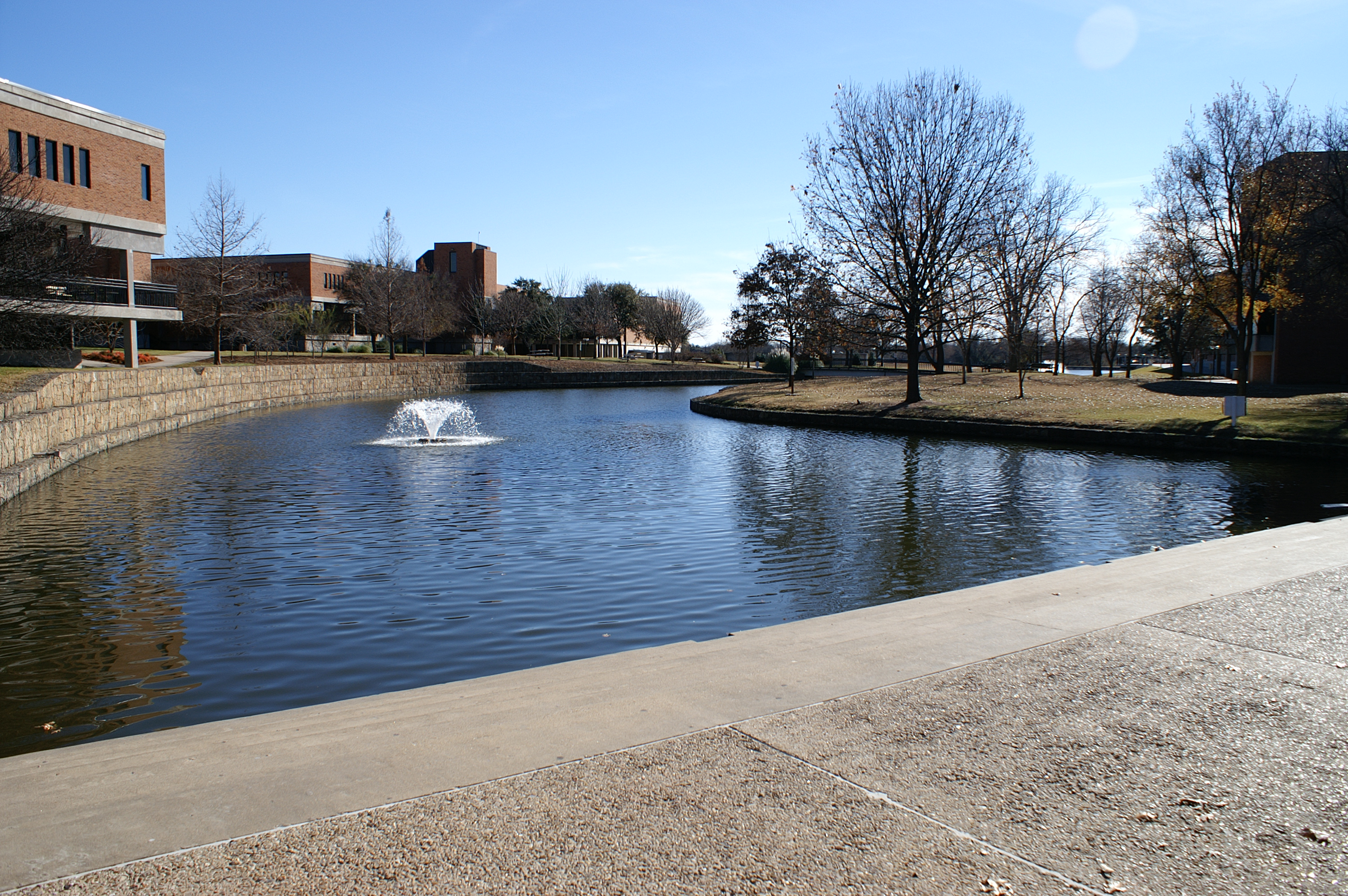
Colegio universitario Richland en el confín noreste de Dallas

El colegio universitario Richland Community College está entre los mejores de Dallas, este forma parte de la asociación de los Colegios Comunitarios del Condado de Dallas, DCCCD por sus siglas en inglés. El colegio se distingue de los otros colegios por estar configurado por un alumnado étnicamente muy diverso. Su alumnado está constituido por aproximadamente veinte mil estudiantes, entre estos se hallan estudiantes de muchas partes del mundo.
El colegio está ubicado en el confín noreste de Dallas cerca de la ciudad de Richardson y Garland, cerca de las instalaciones de la empresa tecnológica Texas Instruments, vecino a la carretera Lyndon B. Johnson.
Las clases cursables en esta institución son de nanotecnología, informática, ciencia forense, ingeniería tecnológica, astronomía, periodismo, inglés, español, chino y otras. La mayoría de sus clases son convalidables, es decir, que a la hora de trasladarse el estudiante a una universidad, éstas contarán para su carrera universitaria. Al final de los dos años de estudios básicos obligatorios para una carrera universitaria, el estudiante es otorgado un Associate's Degree según cumpla con los requisitos.

#### Universidad de Texas en Dallas

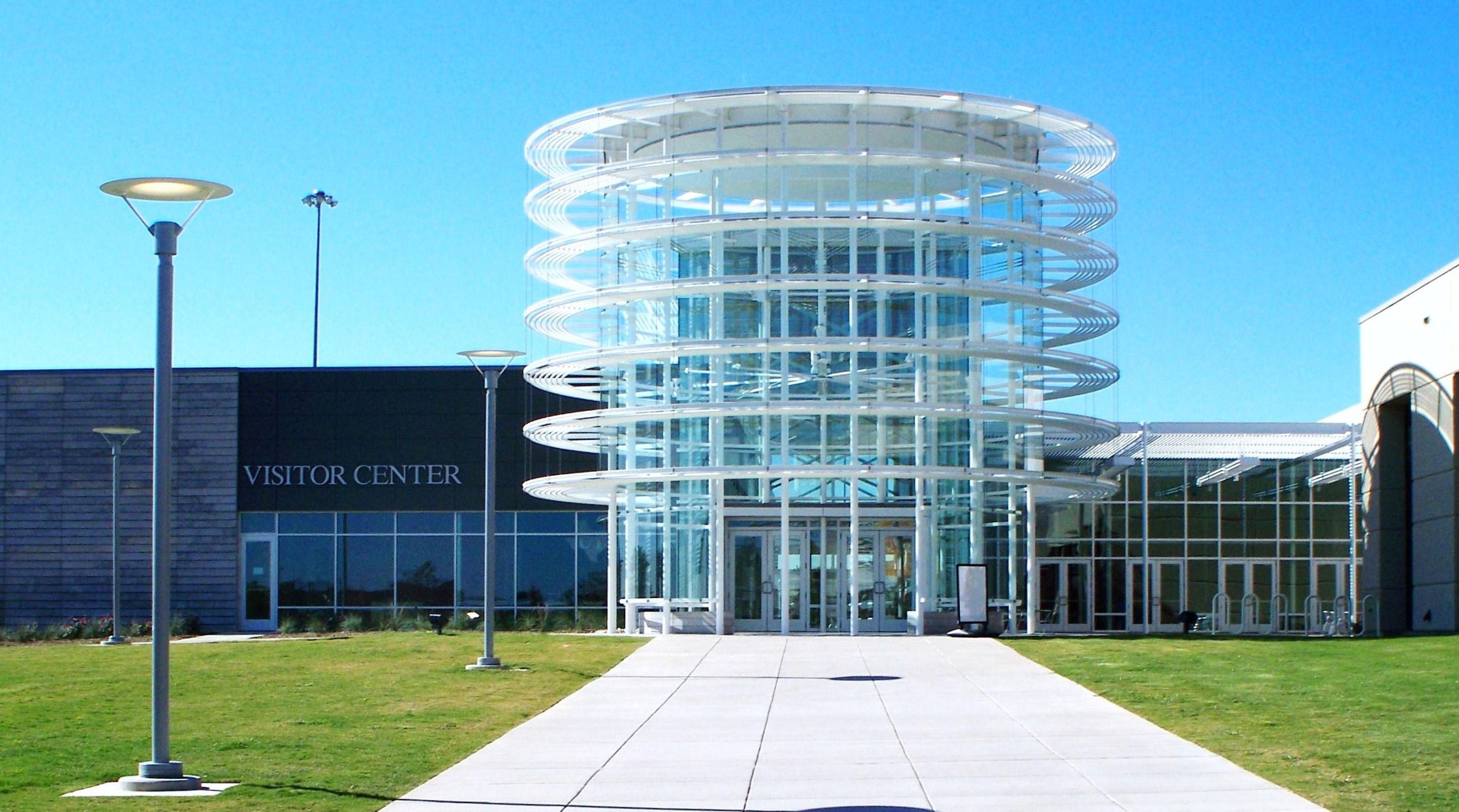
Oficina de información para el visitante en la UTD

La Universidad de Texas en Dallas —conocida en inglés como University of Texas at Dallas (UTD)— es una universidad con renombre que destaca por ser de las más prestigiosas de los Estados Unidos en cuanto a las ciencias y tecnologías. Dispone de programas de estudios de ingeniería, informática, economía, historia, mercadotecnia, estudios latinoamericanos, neurociencia, ciencia cognitiva, biología molecular, biotecnología, ingeniería de telecomunicaciones, entre otros. La universidad afirma que en el 2013, el 38 % de sus estudiantes de primer año se habían graduado de sus respectivas preparatorias, entre los mejores de su clase, es decir, entre el 10 % más alto de la clase; asimismo el 71 % de sus estudiantes de primer año se habían graduado entre el 25 % más alto.
La universidad está ubicada al norte de Dallas, en la ciudad de Richardson, en la zona tecnológica y empresarial conocida como el Telecom Corridor.

#### Universidad de Dallas

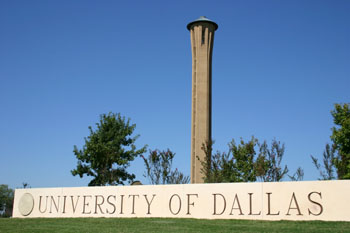
La Universidad de Dallas

La Universidad de Dallas (UD) es una institución de educación superior católica, esta está abierta a estudiantes de cualquier religión. La universidad se encuentra entre las mejores universidades católicas, sobre todo en la parte sur central de los Estados Unidos; en clasificaciones jerárquicas llevadas a cabo, suele quedar en el 15 % más alto de las mejores universidades.
La universidad está ubicada al noroeste de Dallas, en la ciudad de Irving, al lado de las carreteras John W. Carpenter y N. Walton Walker Blvd; la dirección exacta es 1845 E. Northgate Dr., Irving, Tx 75062. Para llegar en tren DART se toma la línea anaranjada hasta llegar a la estación University of Dallas.
La universidad otorga certificados, licenciaturas, maestrías, y doctorados en distintos estudios. Los estudios que ofrece son de arte, historia, estudios medievales y renacentistas, filosofía, teología, latín, griego, griego bíblico, español, francés, italiano, alemán, informática, ciencias políticas estadounidenses, estudios bíblicos, entre otros.
Cuenta con un programa de estadía en Roma, e igualmente, permite a ciertos estudiantes estudiar en su campus en la ciudad romana y tener una experiencia más cercana a lo que es el núcleo de la religión católica.

#### Universidad de Texas Southwestern Medical School

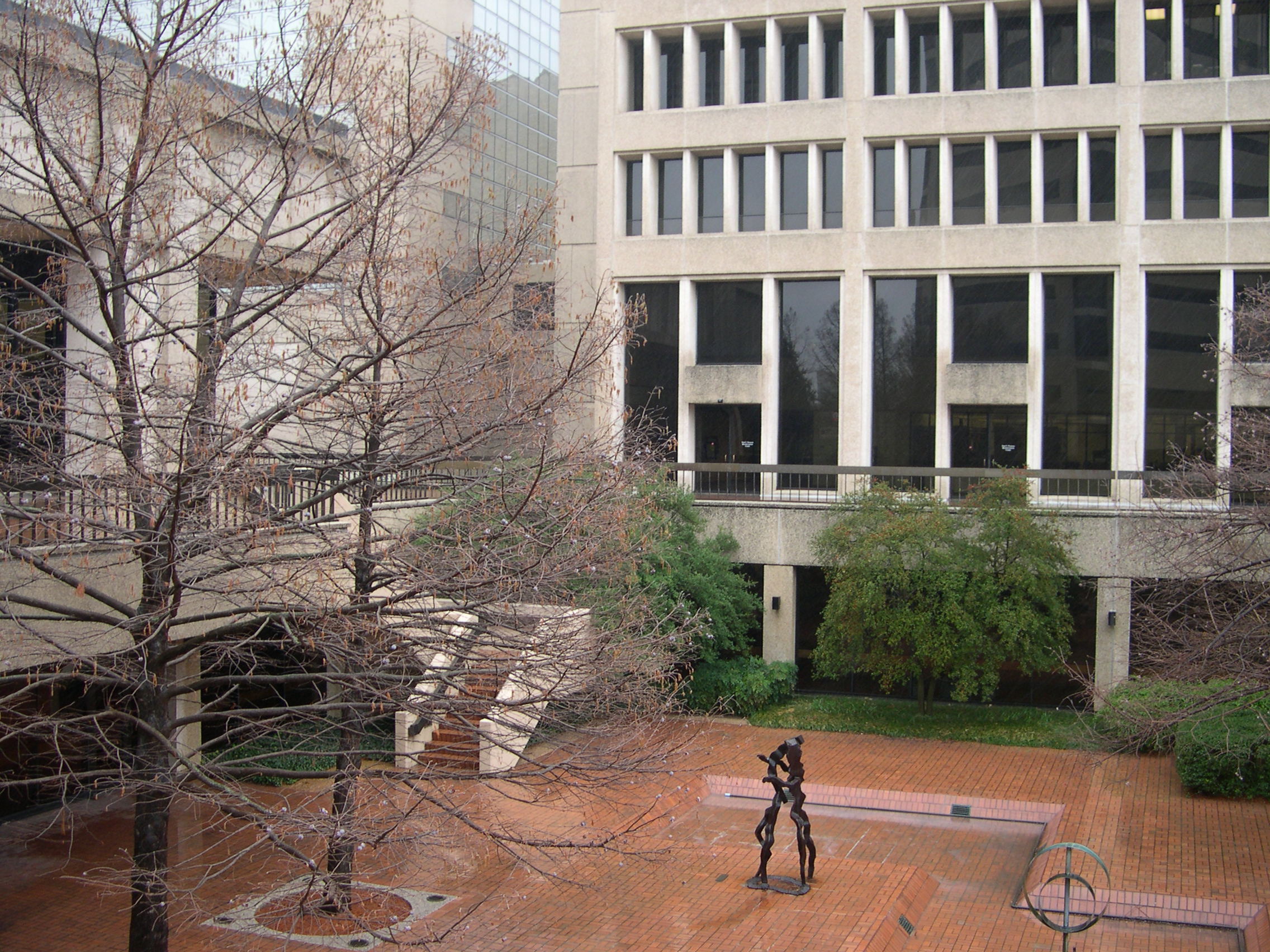
Plaza Sunken de la Universidad de Texas Southwestern Medical School

Se trata de una de las mejores universidades médicas de este país. La universidad es muy selectiva, pues admite aproximadamente doscientos treinta estudiantes cada año, lo que resulta en una admisión muy competitiva. La universidad fomenta la diversidad de cultura y étnica, de esta manera abre sus puertas a afroamericanos, latinoamericanos y otras minorías. De esta universidad han salido 6 ganadores de los Premios Nobel; se hallan también en ella miembros de la Academia Nacional de Ciencias, miembros del Instituto de Medicina y más.
La universidad se halla cerca del centro urbano, al norte de Dallas. La matrícula de esta universidad médica está entre las más baratas de la nación, para los habitantes texanos, gracias a los subsidios que recibe del estado.

#### Primera Universidad Bilingüe de Dallas

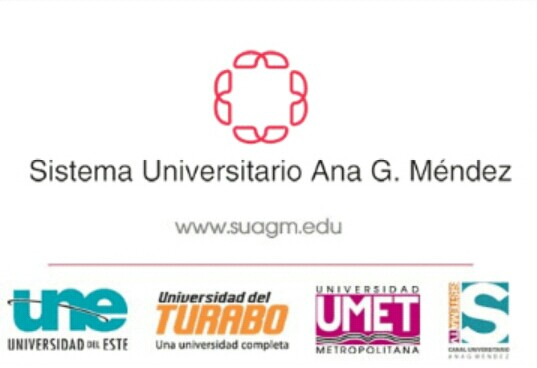
Sistema Universitario Ana G. Méndez

El 19 de enero de 2015 tuvo su apertura el Dallas Area Campus del Sistema Universitario Ana G. Méndez (SUAGM) cuya fundación se dio en Puerto Rico. Esta entidad está compuesta por la Universidad del Este, la Universidad del Turabo y la Universidad Metropolitana, instituciones privadas de educación superior. El campus de Dallas ofrece 28 programas bilingües —inglés y español— que incluyen grados de asociados, licenciaturas (bachillerato) y maestrías. En esta institución se puede estudiar ingeniería de tecnología eléctrica, gerencia de hoteles, psicología, educación preescolar/primaria, educación bilingüe, justicia criminal, contabilidad, finanzas, recursos humanos, entre otros. Entre sus intenciones está el de ayudar a los hispanohablantes que llegaron a los Estados Unidos pero no dominan el inglés, necesitan un grado más de estudios u otras razones. El Dallas Area Campus facilita la convalidación u homologación de créditos universitarios de los Estados Unidos y de otras universidades de Latinoamérica.
Esto constituye un hito adicional en la creación de universidades en español en los Estados Unidos. La institución está situada en la 3010 N. Stemmons Freeway en Dallas.

### Otras Universidades Cercanas

#### Universidad del Norte de Texas (UNT)

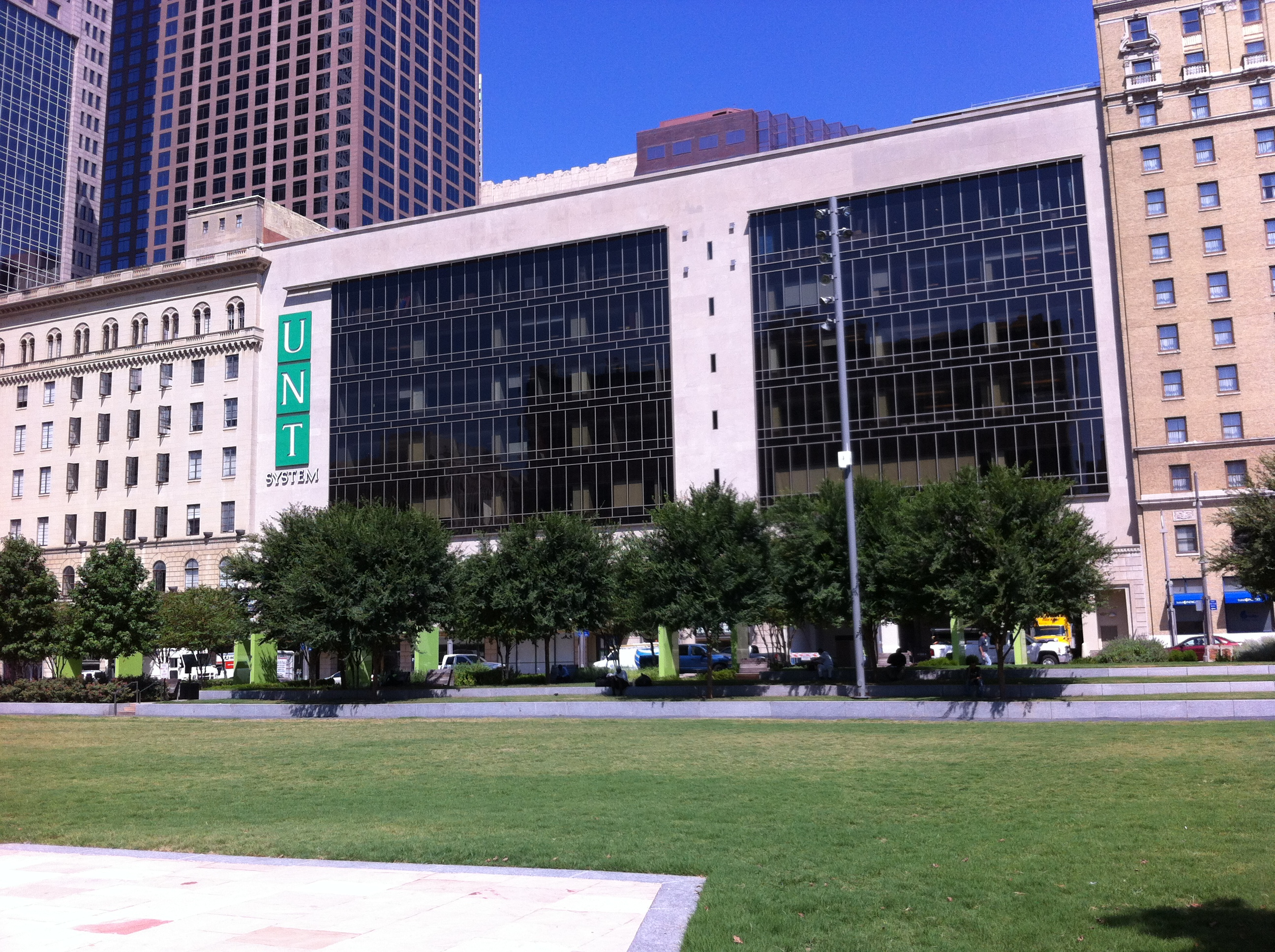
Sede de la Universidad del Norte de Texas y sus sucursales, ubicada en el centro de Dallas.

Esta institución educativa está situada en la ciudad de Denton al norte de Dallas a unos cuarenta minutos de ahí. Para el 2014 la UNT ya ofrecía una gran variedad de títulos universitarios: 98 licenciaturas, 82 maestrías y 36 doctorados en diferentes materias. Ofrece estudios en ciencias, bellas artes, humanidades, artes escénicas, periodismo, educación, inglés, español, francés, alemán, historia, etcétera. En ella estudian unos 36 000 estudiantes, entre ellos unos 6800 hispanos, 4800 afroamericanos y estudiantes de otras naciones. La universidad se distingue por su cuidado por el medio ambiente.
Se puede llegar a ella en tren DART, con un transbordo al Tren A del tren DDTC —Downtown Denton Transit Center o Centro de Transporte para el Centro de Denton—.

### Bibliotecas

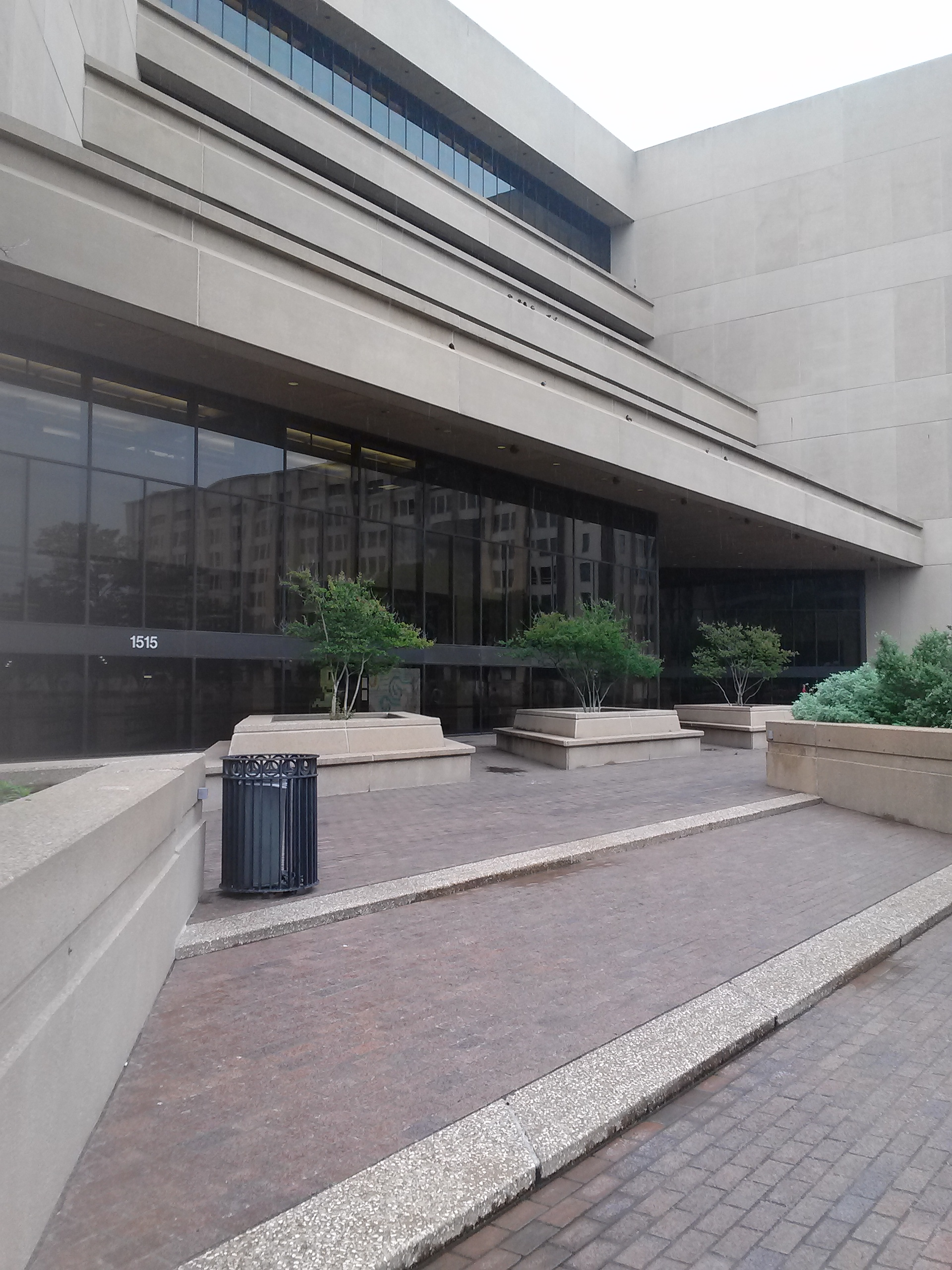
La Biblioteca Central

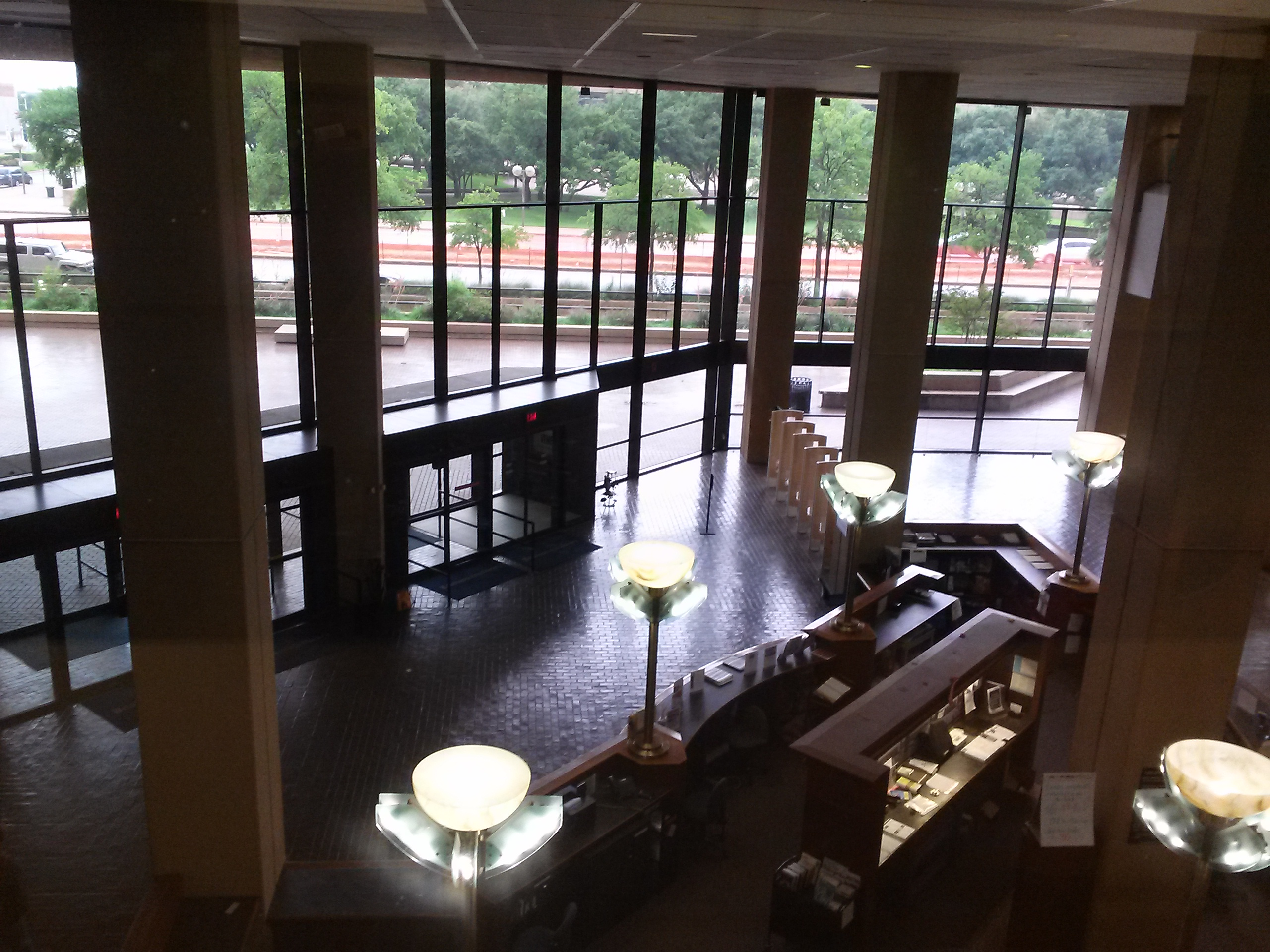
Interior de la biblioteca central

Las bibliotecas de Dallas están reguladas por el llamado Dallas Public Library System o su equivalente Entidad (o Sistema) de Bibliotecas Públicas de Dallas; este regula el funcionamiento de veintisiete bibliotecas sucursales esparcidas a lo largo de esta metrópolis, entre las cuales se encuentra la biblioteca central de ocho pisos llamada J. Erik Jonsson Library.
Para el fomento y la facilitación del conocimiento, el préstamo de los libros así como otros contenidos, es gratuito para los dalasitas; existe igualmente el préstamo interbibliotecario para así disponer de un catálogo mayor para los habitantes.
La apertura de la primera biblioteca pública se efectuó en 1901. Previamente solo existían bibliotecas privadas en la zona.
La Biblioteca Central J. Erik Jonsson
Esta biblioteca está ubicada en el centro de Dallas en el Distrito de Gobierno, en la calle 1515 Young Street.
Además de disponer de libros, los dalasitas pueden sacar prestado películas, libros en audio y más.

## Infraestructura

### Transporte urbano

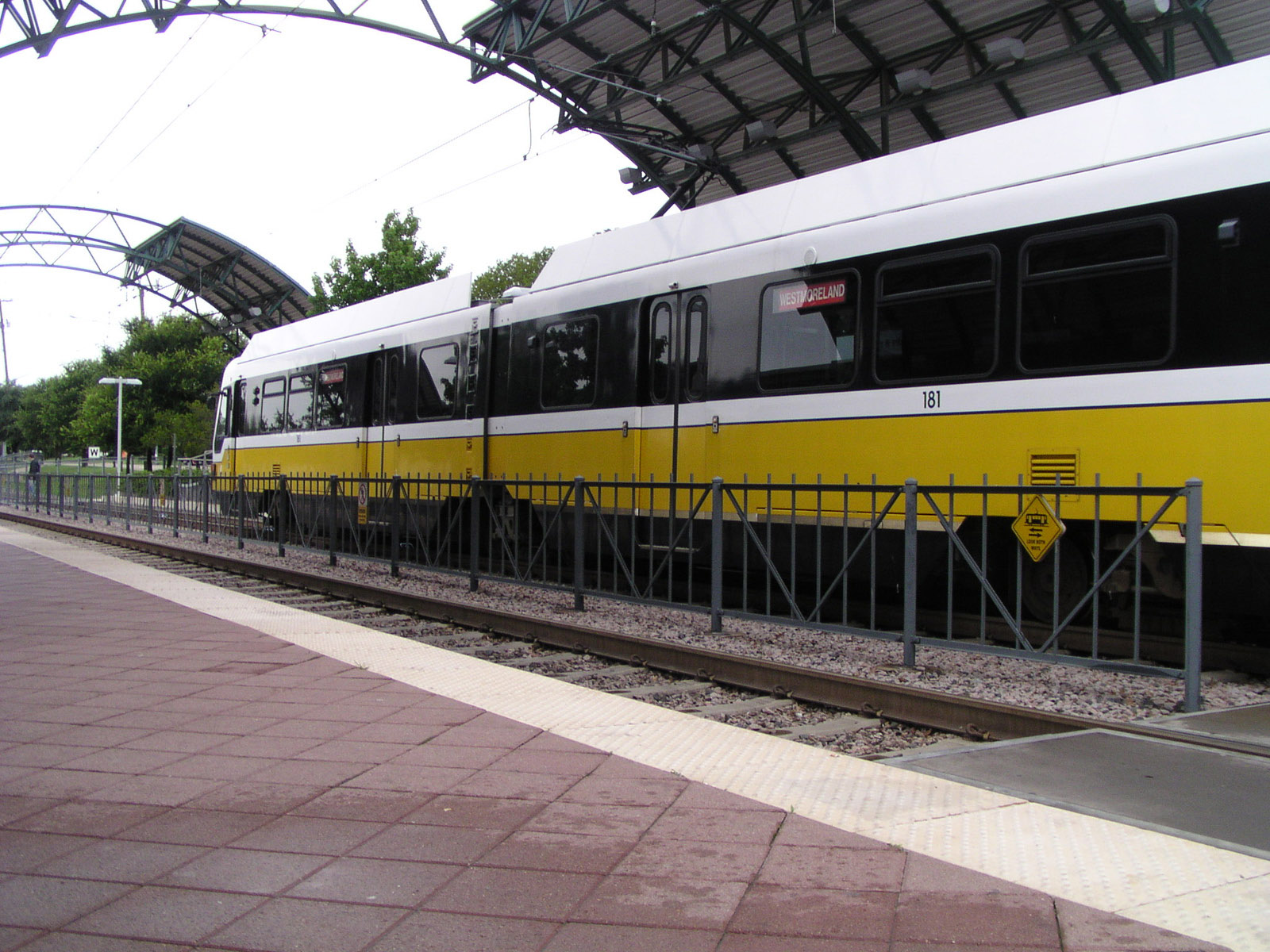
Tren de DART en la Estación Hampton.

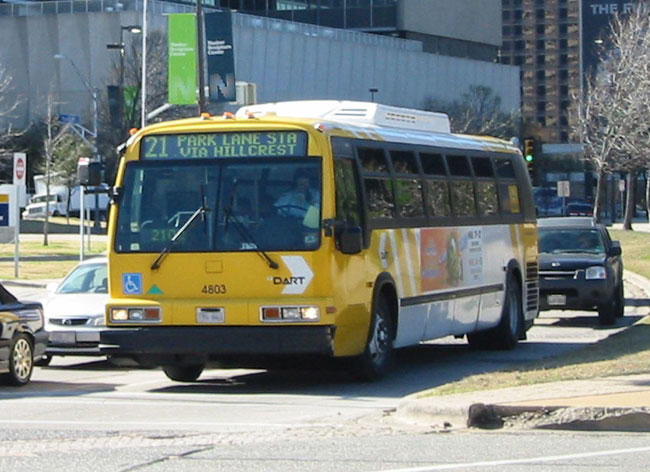
Autobús de entidad DART

El medio de transporte principal en la Ciudad de Dallas es el automóvil particular. Aunque se han hecho grandes esfuerzos para incrementar la disponibilidad de alternativas de tránsito, incluida la construcción de líneas de tren y rutas de autobuses, bicicleta y para peatones, el transporte público aún es muy limitado. La ciudad se parece a muchas de los Estados Unidos, que se desarrollaron a finales del siglo XX; cruzada por una red vasta de autopistas que le da y contribuye a una baja densidad en la ciudad.
La ciudad tiene a su disposición un gran número de carreteras interestatales, como la 20, 30, 35E, y la 45. El sistema de carreteras de la ciudad está dispuesto en manera que parece una rueda de carro. A partir del centro de Dallas, se halla una vuelta de carretera que facilita la circulación por el centro de la ciudad. Después está la Interestatal 635/20-Loop 12 concéntrica con la anterior y por último la carretera de peaje President George Bush aunque esta no termina de rodear toda la ciudad. Dentro de estas circunvalaciones de carretera hay otras con menos tráfico. Hay planes de construir otra circunvalación de 70 km de radio desde centro de la ciudad.

#### ElDART
El Dallas Area Rapid Transit o el Transporte (Público) Rápido para el Área de Dallas fue instaurado en 1996. Este ente está compuesto por autobuses, así como varias líneas de tren y tranvía. Hoy en día los ferrocarriles de este medio de transporte se hallan extendidos a lo largo del condado de Dallas y funcionan a base de diferentes líneas que pasan por el centro de la ciudad hasta llegar a los extremos del condado o incluso hasta Fort Worth.

### Puente Margaret Hunt Hill

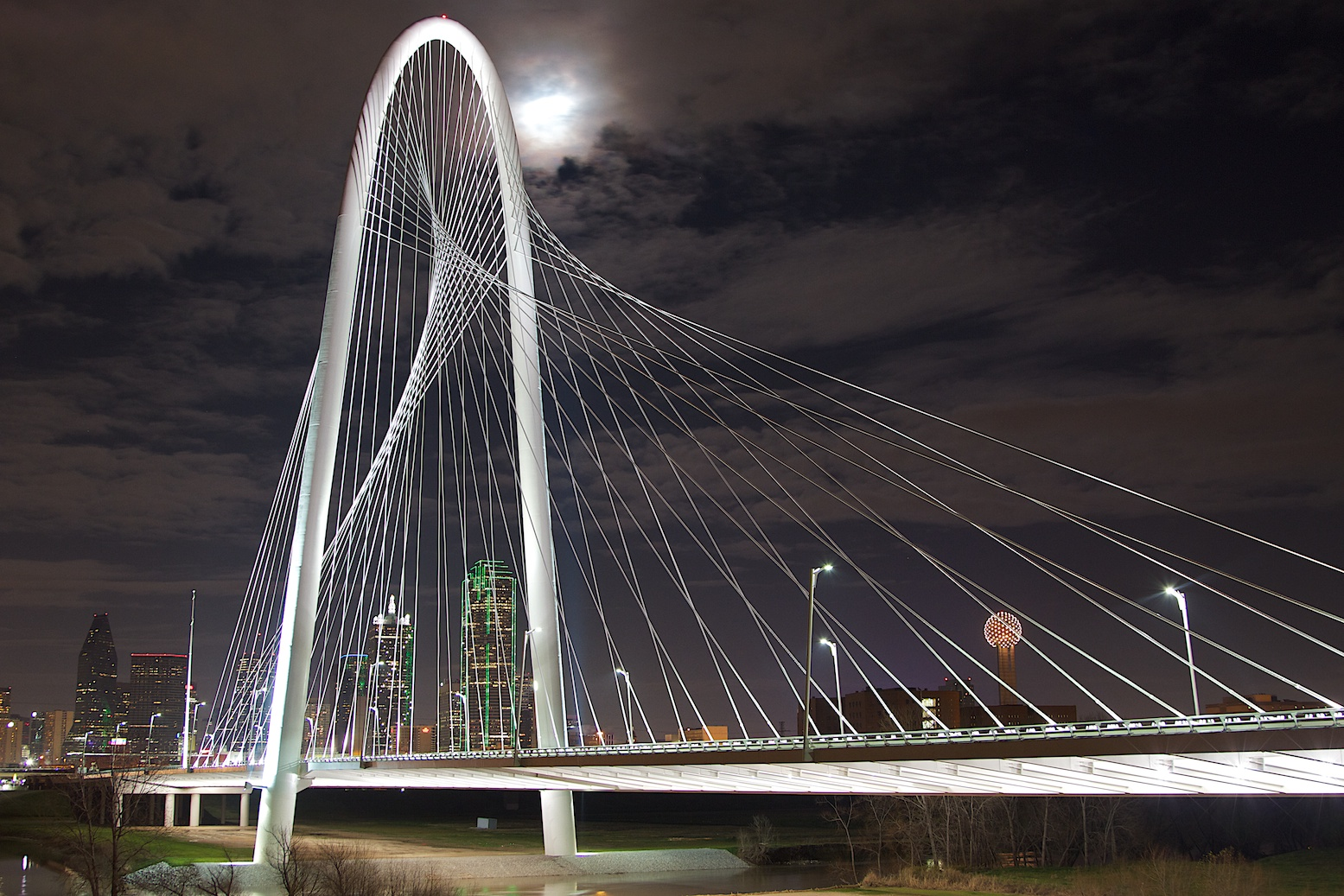
El Puente Margaret Hunt Hill de noche.

El puente se inauguró en marzo de 2012, fue diseñado por el ingeniero arquitectónico español Santiago Calatrava. Este puente que une Dallas Central con Dallas Occidental no solo mejoró el panorama urbano de la ciudad sino que también ha propiciado una mejora económica en Dallas Occidental. Gracias a ello, se intuye que en un futuro cercano se pongan en marcha construcciones de nuevas viviendas y otros establecimientos comerciales en Dallas Occidental.
A pocos metros y paralelo a este puente blanco quedó el antiguo puente estrecho que ha sido renovado y ahora está limitado a usos peatonales, tiene el nombre del Puente Peatonal de la avenida Continental (Continental Avenue Pedestrian Bridge).

### Puentes peatonales y pasadizos subterráneos

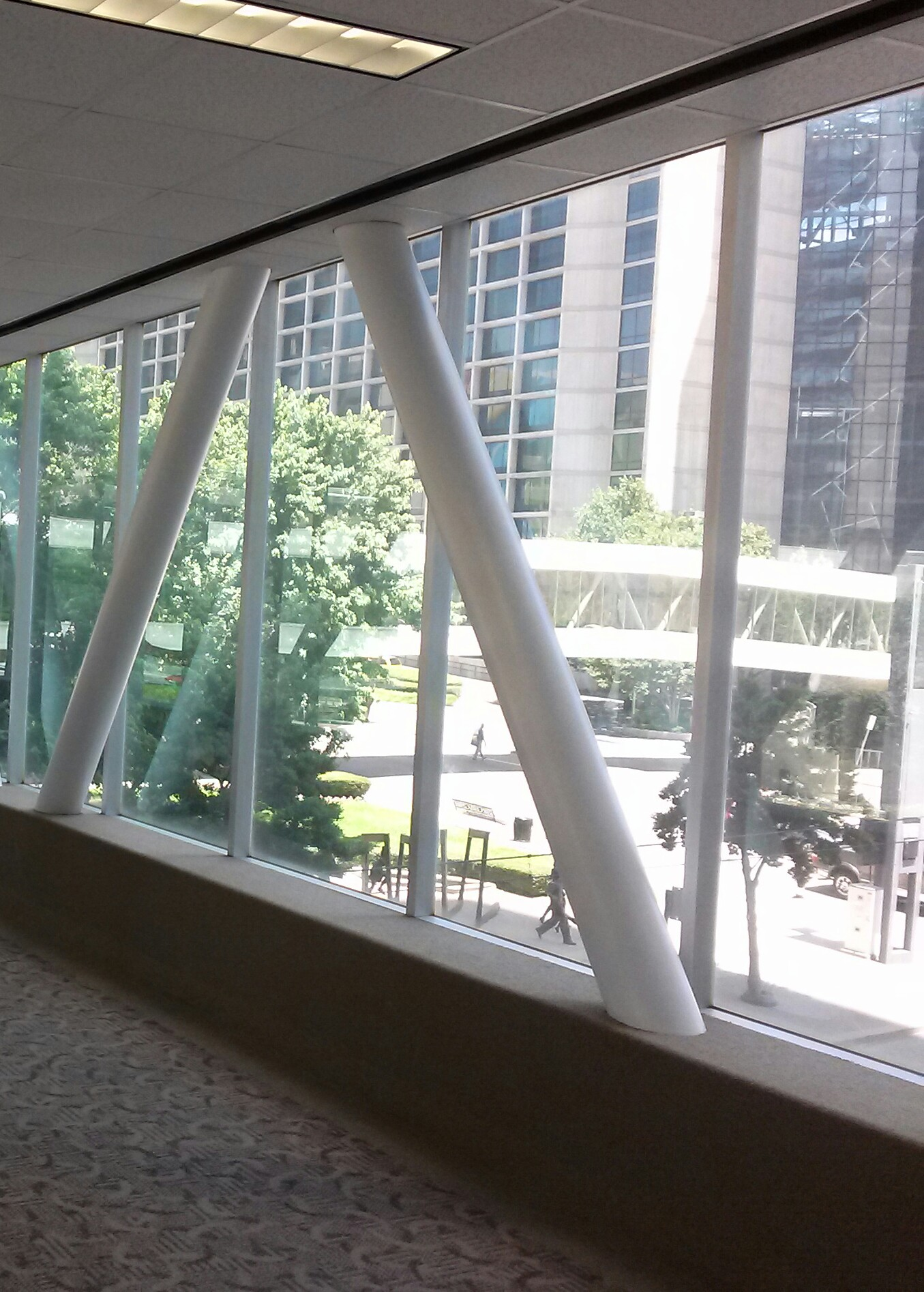
Puente peatonal en Dallas

El centro de Dallas está dotado de puentes y pasadizos para el tránsito seguro de peatones que se desplazan de un lugar a otro, se le conoce como la Red Peatonal de Dallas (Dallas Pedestrian Network). Los puentes peatonales están encerrados en vidrieras y provistos de luces, ello permite a las personas observar la ciudad a la vez que resguarda a éstas de las inclemencias naturales.
Los pasadizos subterráneos interconectan varios edificios del centro urbano, están provistos con la iluminación adecuada. Un conjunto de pasadizos interconecta al Bank of America, One Main Place, Renaissance Tower, Crowne Plaza, Elm Plaza, etcétera. Otro conjunto interconecta al National Bank Center, 1st City Center, Bank One Toser, etcétera.

### Palacio de Convenciones de Dallas

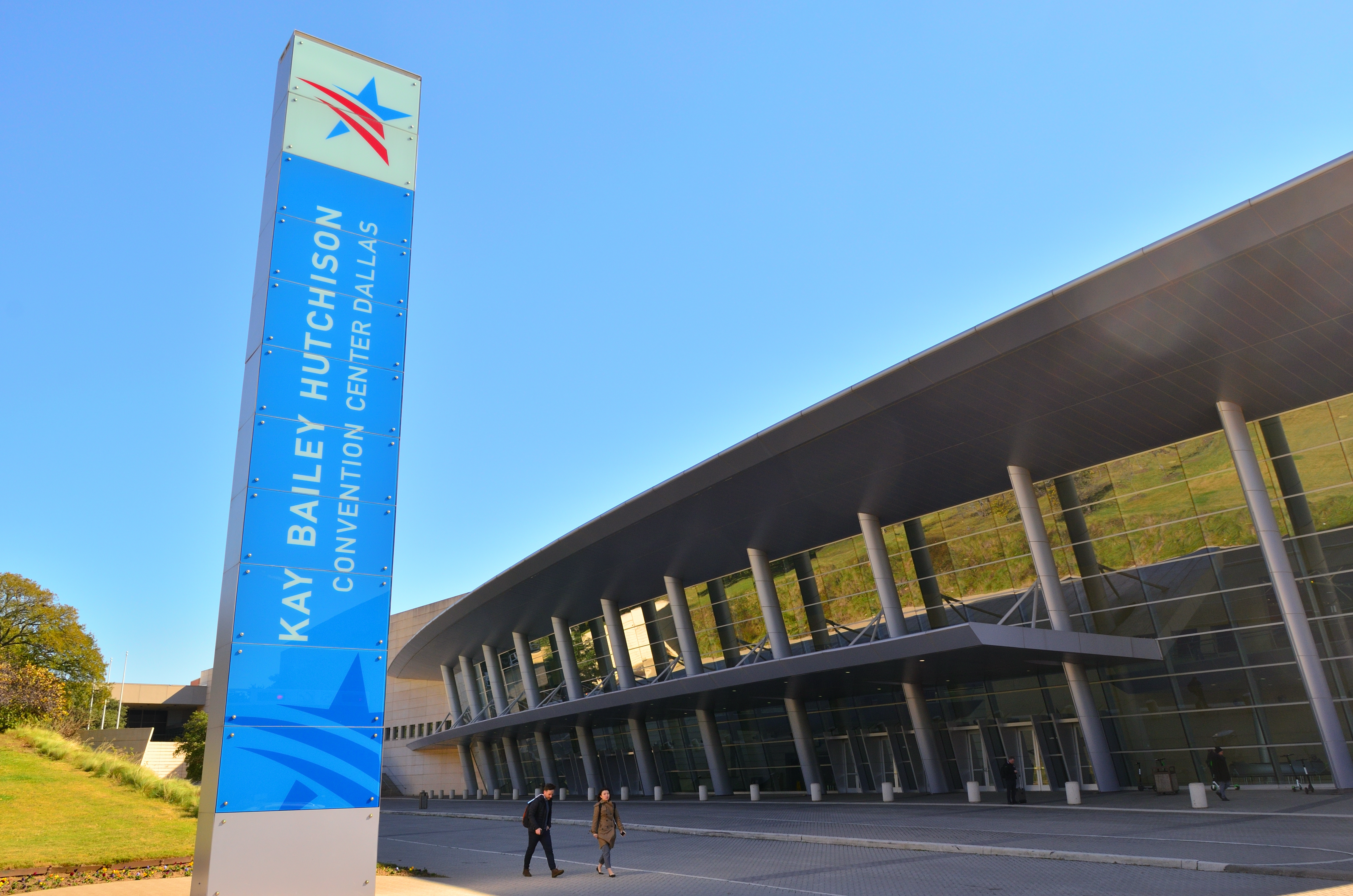
Palacio de Convenciones de Dallas

Este palacio de convenciones dalasita está ubicado en el Distrito Centro de Convenciones cerca de la Torre Reunión; su ubicación es realmente estratégica puesto que queda en el centro urbano y se puede acceder a él mediante tren DART.
El Palacio de Convenciones de Dallas está constituido por unas ochenta y ocho salas de reunión, múltiples salas de exhibición, un auditorio para espectáculos u otros usos con capacidad de 9800 personas y otras dotaciones. El complejo tiene incorporado un helipuerto-vertipuerto para el despegue y aterrizaje de aeronaves compatibles. Además dispone de una cochera con mil doscientos espacios y otros estacionamientos con 2039 espacios para los automóviles. Para las pernoctas y alojamiento los individuos tienen a su cercanía el Omni Dallas Hotel con mil cien habitaciones y a pocos minutos cuatro mil habitaciones en otros hoteles dalasitas cercanos.

### Omni Dallas Hotel

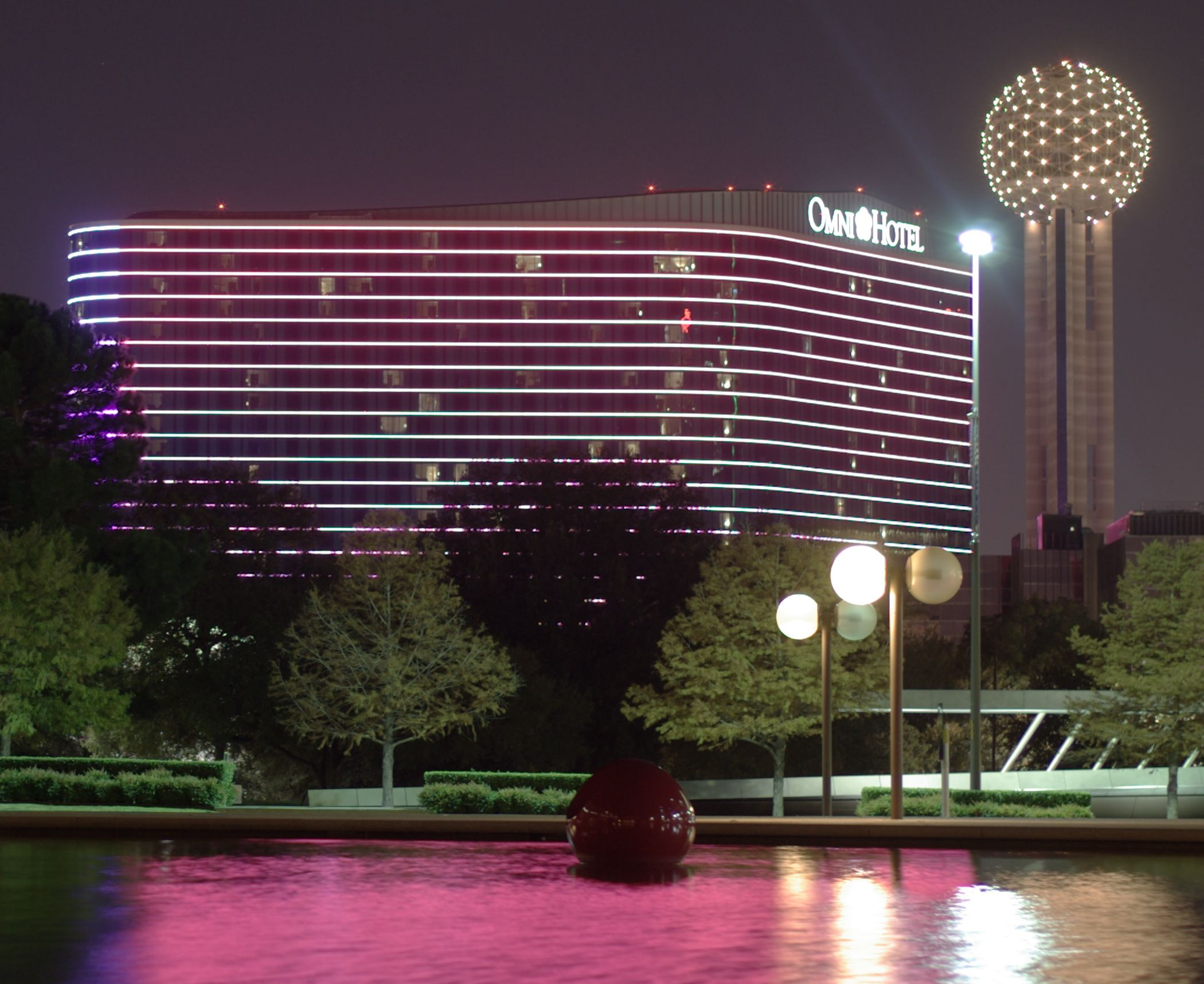
Omni Dallas Hotel de noche.

Este hotel está conectado al Palacio de Convenciones de Dallas mediante una puente peatonal, al obscurecerse, el hotel ilumina el paisaje urbano de Dallas con sus luces multicromáticas led. Es de lujo, por lo que las pernoctas son algo caras; el hotel incluye una piscina con terraza, un gimnasio, siete grandes restaurantes temáticos, y otras acomodaciones. Este hotel de veintitrés pisos, dispone de mil una habitaciones. Abrió el 11 de noviembre de 2011.

### Aeropuertos

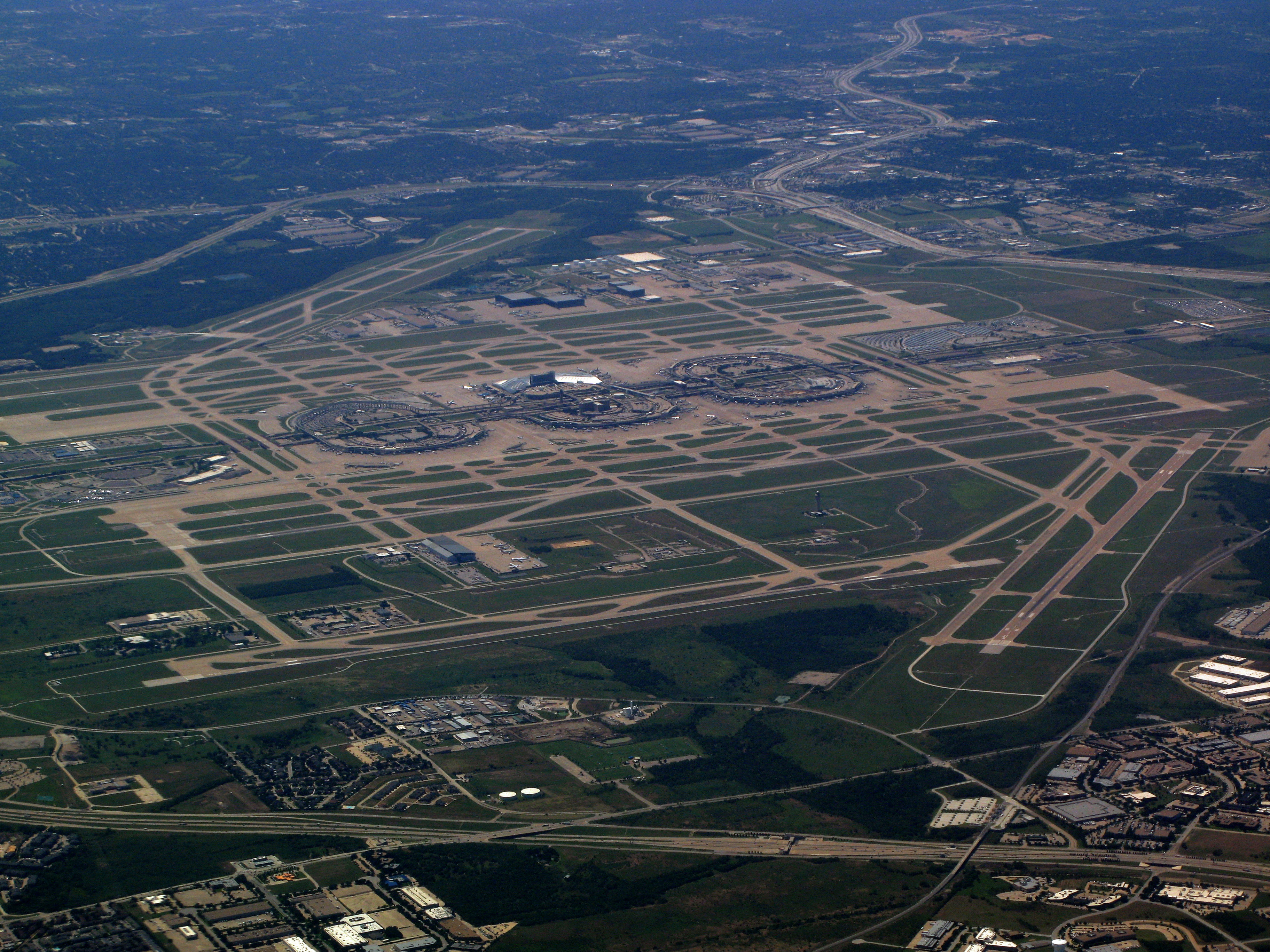
Aeropuerto Internacional de Dallas-Fort worth

Dallas es uno de los mayores polos aeroportuarios. La región metropolitana de Dallas posee dos grandes aeropuertos comerciales: el Aeropuerto Internacional de Dallas-Fort Worth y el aeropuerto de Dallas Love Field.
El Aeropuerto Internacional de Dallas-Fort Worth está ubicado entre Dallas y Fort Worth, a una equidistancia de sus respectivos centros financieros. Fue inaugurado en 1974; en términos de tamaño, este aeropuerto es el mayor del estado de Texas, el segundo más grande de los Estados Unidos —solo por detrás del Aeropuerto Internacional de Denver—, y el tercero más grande del mundo, actualmente.
El Aeropuerto Love Field está situado en Dallas, dista aproximadamente 10 km del centro de la ciudad y se halla al noroeste de esta. Fue el primer aeropuerto comercial en brindar servicio a la ciudad y el principal aeropuerto de la región metropolitana de Dallas hasta la década de 1970, cuando la gran mayoría de las líneas aéreas que operaban en Love Field se trasladaron para el Aeropuerto Internacional de Dallas-Fort Worth. Al principio el aeropuerto no era más que un aeródromo militar para usos bélicos durante la Primera Guerra Mundial. En 1927 la ciudad hizo la compra de estas instalaciones las cuales dotó de la añadidura de 36,4 hectáreas, más pistas y alumbrado necesario. Durante la Segunda Guerra Mundial volvió a transformarse en aeródromo militar donde se estableció la sede de la U.S. Air Transport Command o Bases de Control del Transporte Aéreo Estadounidense.

## Nativos famosos
- Madison Kocian (n. 1997), gimnasta artística
- Jensen Ackles (n. 1978), actor, director
- Joel Soñora (n. 1996), futbolista

## Ciudades hermanadas
Dallas tiene seis ciudades hermanadas y cinco ciudades con acuerdos de amistad.
| Ciudades hermanadas: - Brno, República Checa - Dijon, Francia - Monterrey, México - Riga, Letonia - Sarátov, Rusia - Taipéi, Taiwán - Trujillo, Perú | Ciudades con acuerdos de amistad: - Sendai, Japón - Tianjin, República Popular China - Qingdao, República Popular China - Dalian, República Popular China - Nankín, República Popular China |